# Arbëreshë
Gli arbëreshë (AFI: [aɾbəˈɾɛʃ]; in albanese arbëreshët e Italisë), ossia gli albanesi d'Italia, detti anche italo-albanesi, sono la minoranza etno-linguistica albanese storicamente stanziata in Italia meridionale e insulare. 

Bandiera degli Arbëreshë presso il comune di Piana degli Albanesi (PA)

Provenienti dall'Albania, dalla storica regione albanese dell'Epiro e dalle numerose comunità albanesi dell'Attica e della Morea, oggi nell'odierna Grecia, si stabilirono in Italia tra il XV e il XVIII secolo, in seguito alla morte dell'eroe nazionale albanese Giorgio Castriota Scanderbeg e alla progressiva conquista dell'Albania e, in generale, di tutti i territori già dell'Impero Bizantino nei Balcani da parte dei turchi-ottomani. La loro cultura è determinata da elementi caratterizzanti, che si rilevano nella lingua, nel rito religioso, nei costumi, nelle tradizioni, negli usi, nell'arte e nella gastronomia, ancora oggi gelosamente conservate, con la consapevolezza di appartenere a uno specifico gruppo etnico.
Gli italo-albanesi costituiscono la Chiesa cattolica italo-albanese, una Chiesa sui iuris di tradizione bizantina, composta da tre circoscrizioni ecclesiastiche: ad essa fanno capo due eparchie, quella di Lungro (CS) in Calabria per gli albanesi dell’Italia continentale e quella di Piana degli Albanesi (PA) in Sicilia per gli albanesi dell’Italia insulare, e una abbazia territoriale, il monastero esarchico di Grottaferrata (RM) nel Lazio i cui monaci basiliani provengono in gran parte dagli insediamenti italo-albanesi.
Da oltre cinque secoli dalla diaspora la maggior parte delle comunità italo-albanesi conserva tuttora il rito bizantino d'origine; tranne che in alcune regioni passate al rito cattolico romano (Campania, Molise, Puglia), il gruppo etno-linguistico albanese è riuscito a mantenere la propria identità avendo nel clero, e le sue istituzioni, il più forte tutore e il fulcro dell'identificazione etnica. 
L'idioma degli arbëreshë è l'omonima lingua arbëreshe (gluha arbëreshe), che fa parte della macro-lingua albanese e deriva dalla variante tosca (toskë) parlata in Albania meridionale. A seguito della legge n. 482/1999 l'albanese è tra le lingue riconosciute e tutelate in Italia.
Si stima che gli albanesi d'Italia siano circa 100.000 e costituiscano una delle maggiori tra le storiche minoranze etno-linguistiche d'Italia. Per definire la loro "nazione" sparsa usano dire Arbëria. Dal 2020, la cultura e i riti della popolazione albanese d'Italia sono candidati formalmente, col titolo "Moti i Madh" (Il Tempo Grande), alla lista dei patrimoni orali e immateriali dell'umanità UNESCO, formalizzata in collaborazione e condivisione del Governo della Repubblica d’Albania attraverso il Ministero della Cultura Albanese.

## Etnonimo
Gli albanesi d'Italia o gli italo-albanesi, si riconoscono con l'etnonimo arbëreshë (termine derivante da Arbër, importante principato albanese in epoca medievale), che generalizzando significa appunto "albanese".
Sono stati, talvolta, erroneamente chiamati con l'appellativo "greco-albanesi", "italo-greci" o addirittura soltanto "greci" (allorquando confusi con i greci dai "latini" per la lingua greca medievale utilizzata nel rito bizantino professato o tuttalpiù per indicare l'appartenenza all'aspetto religioso di questi, greco/orientale e non romano/occidentale) o "arbereschi" (l'italianizzazione impropria e forzata di arbëreshë). 
Ritrovando nel passato nell'aspetto religioso ('greco') - piuttosto che all'aspetto linguistico (albanese) - l'elemento più influente d'appartenenza e in primo luogo differenziazione rispetto all'ambiente circostante (latino), alcuni degli stessi italo-albanesi si sono presentati in lingua italiana come "greci", ma esclusivamente inteso nella fede (ortodossi in tutto con Roma), e chiamandosi sempre arbëreshë nel proprio idioma. Pienamente coscienti di appartenere al più ampio e sparso popolo albanese, a maggior ragione oggi gli albanesi d'Italia vedono di cattivo occhio l'esser chiamati volutamente o per errore "greci".
 
Gli albanesi, in quanto 'orientali', erano spesso chiamati "greci" in tutte le regioni del Meridione d'Italia, seppur questo è rimasto più in ambito siciliano; mentre in ambito più calabrese - ma così allo stesso modo nelle regioni limitrofe - gli albanesi sono anche stati chiamati "ghiegghi" (pl.), "ghiegghiu" (sing.). Questi 'nomi' spesso assumono una accezione denigratoria, divenendo un vero e proprio insulto etnico. Nella fattispecie il nomignolo "ghiegghiu", che oggi probabilmente ha una connotazione anche semplicemente goliardica e scherzosa, è pur sempre nato come dispregiativo e rimane non gratae dagli italo-albanesi. Quest'ultimo etnonimo non sembra derivare affatto dall'etnonimo regionale gegë (it. ghego) 'abitante del nord Albania', ma piuttosto dalla voce albanese parafrasata gjegj - gjegjem (lett. sentire, ascoltare, inteso come 'mi dica/prego').

Sulla base di questi appellativi, spesso dispregiativi per indicare persone albanesi, veniva detto: Si viri un grecu e un lupu, lassa lu lupu e tira a lu grecu (Se vedi un albanese ed un lupo, lascia stare il lupo e spara all'albanese), la cui pronta risposta degli albanesi era: Derr e litì, mos i vurë ndë shpì se të çajën poçe e kuzi (Maiale e latino, non li entrar a casa che ti rompono piatti e pignate). Gli italo-albanesi chiamano infatti litìnj (latini) i forestieri e le famiglie provenienti dalle località non albanofone. In difesa della "razza", oltre a ciò, gli italo-albanesi usavano dire: Në ti je arbëresh, ruaju litirit si pelekani m'i ruhet sqeparit (Se sei albanese, proteggiti dal latino come il pellicano protegge il suo becco).
Prima della conquista del Principato d'Albania da parte dell'Impero ottomano (1481) sino a certo il XVIII secolo, periodo dell'ultima diaspora, il popolo albanese si identificava con il nome di arbëreshë o arbërorë, prendendo origine dal termine Arbër/Arbëri con il quale s'individuava la nazione albanese. Essi venivano indicati dai bizantini col nome di arbanon, αλβανοί o αλβανῖται in greco, albanenses o arbanenses in latino e in epoca moderna macedoni o epiroti dalle repubbliche marinare, dagli antichi Stati italiani e dalla Corona d'Aragona.
A seguito dell'invasione turca, al disfacimento dell'Impero bizantino e dei Principati albanesi, molti albanesi, per la libertà e per sottrarsi al giogo turco-ottomano, giunsero in Italia. Da allora, in diaspora, continuarono a identificarsi come arbëreshë, diversamente dai fratelli d'Albania, che assunsero l'etnonimo shqiptarë (da "shqip", ovvero colui che "pronuncia, parla bene [l'albanese]", shqipton, flet mirë [arbërishtjën]), seppure la denominazione originaria con la radice arbër o arben sopravvive ancora, per quanto poco usata, fra gli albanesi cattolici del nord. (Arbëresh sing. maschile, Arbëreshë pl. maschile, Arbëreshe sing. e pl. femminile, da cui Arbëria).

## Distribuzione geografica

### Comunità albanesi d'Italia

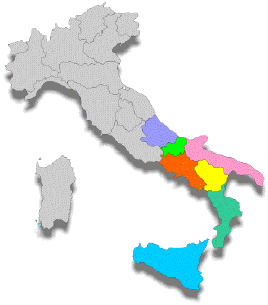
Le regioni d'Italia in cui è presente la minoranza albanese/arbëreshe

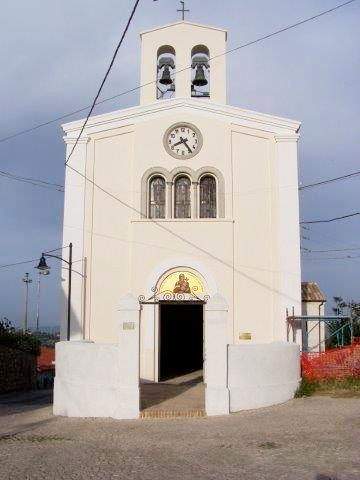
Villa Badessa (Badhesa) in Abruzzo

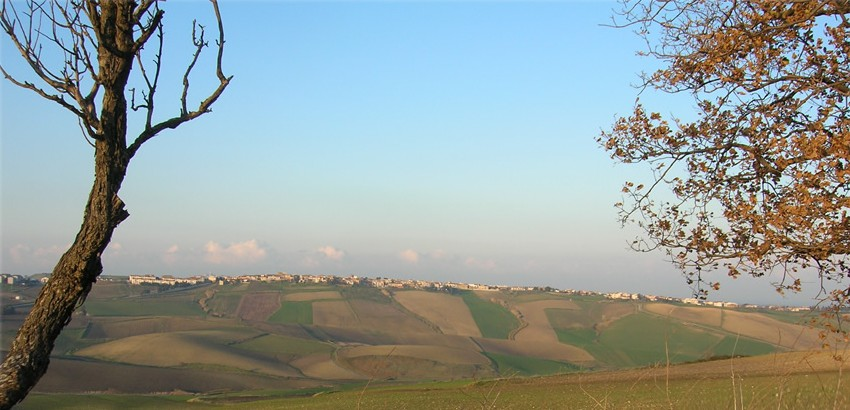
Ururi (Ruri) in Molise

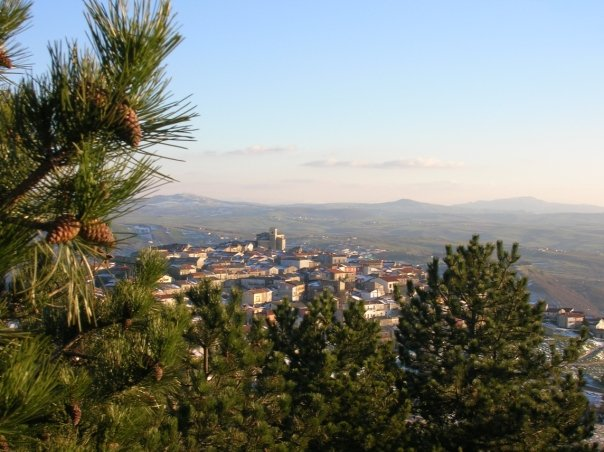
Greci (Katundi) in Campania

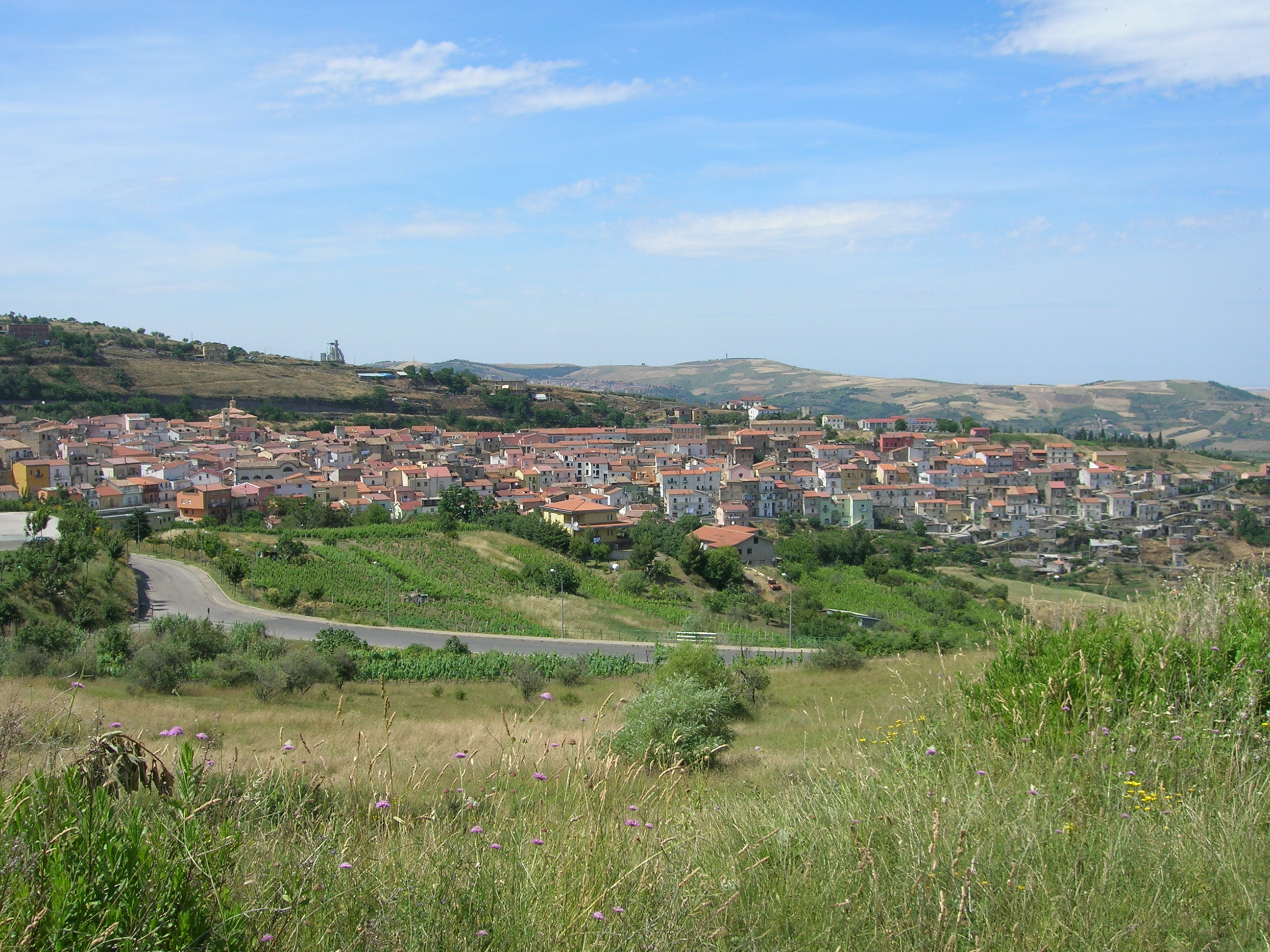
Barile (Barilli) in Basilicata

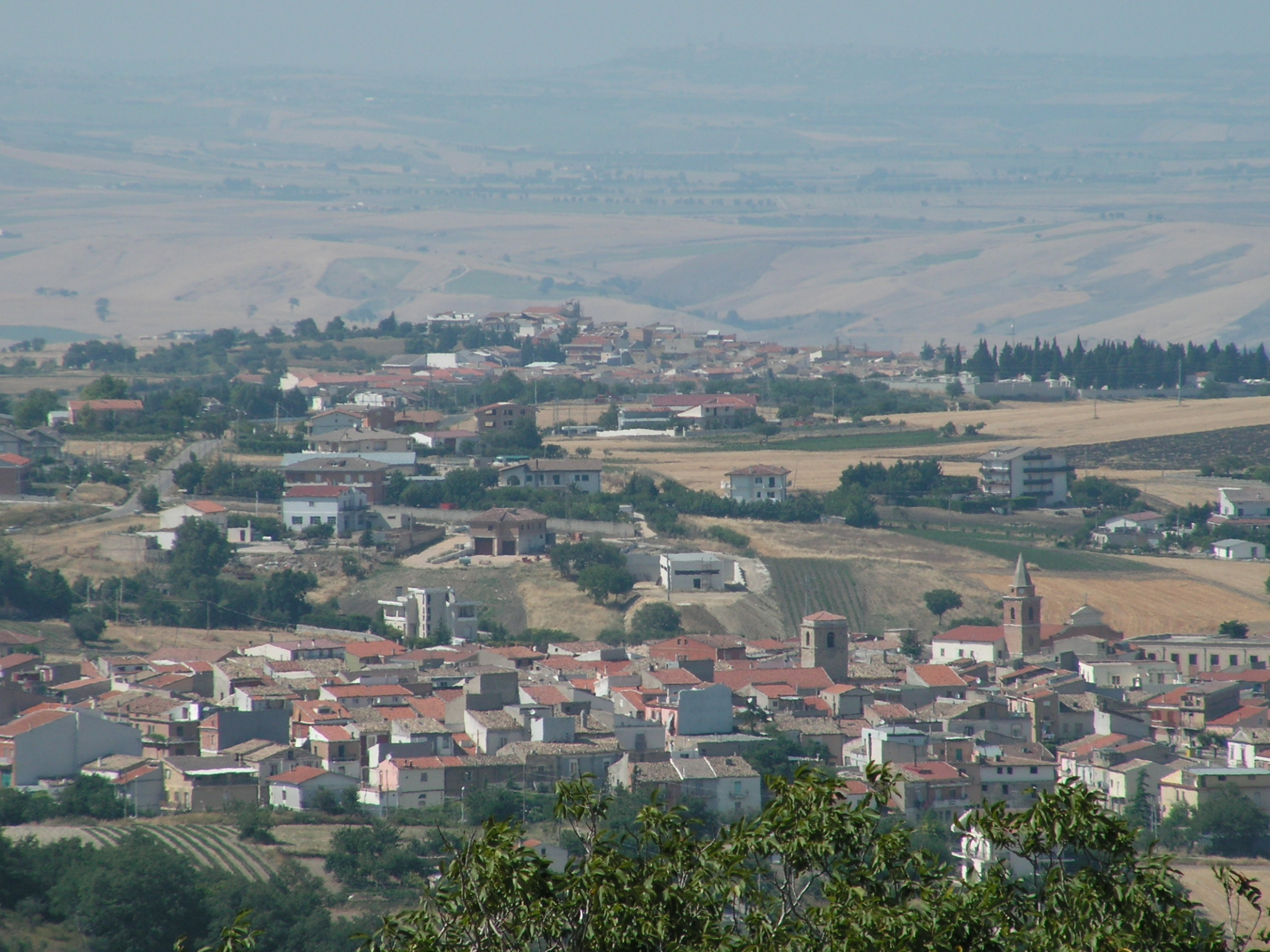
Casalvecchio di Puglia (Kazallveqi) in Puglia

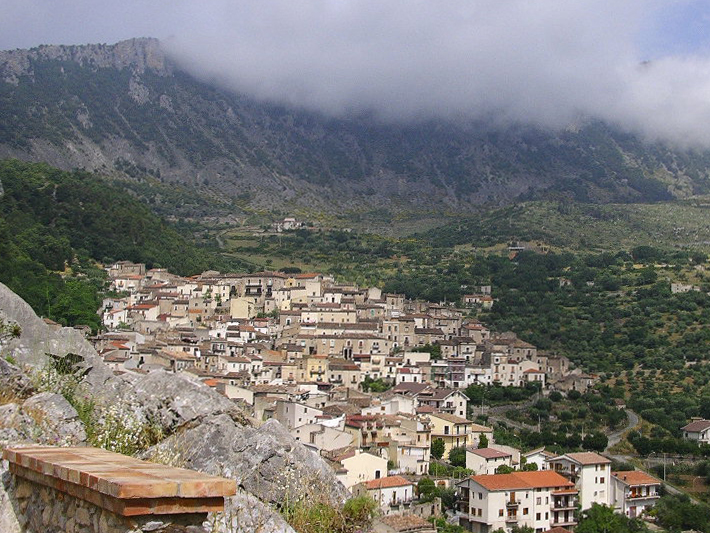
Civita (Çifti) in Calabria

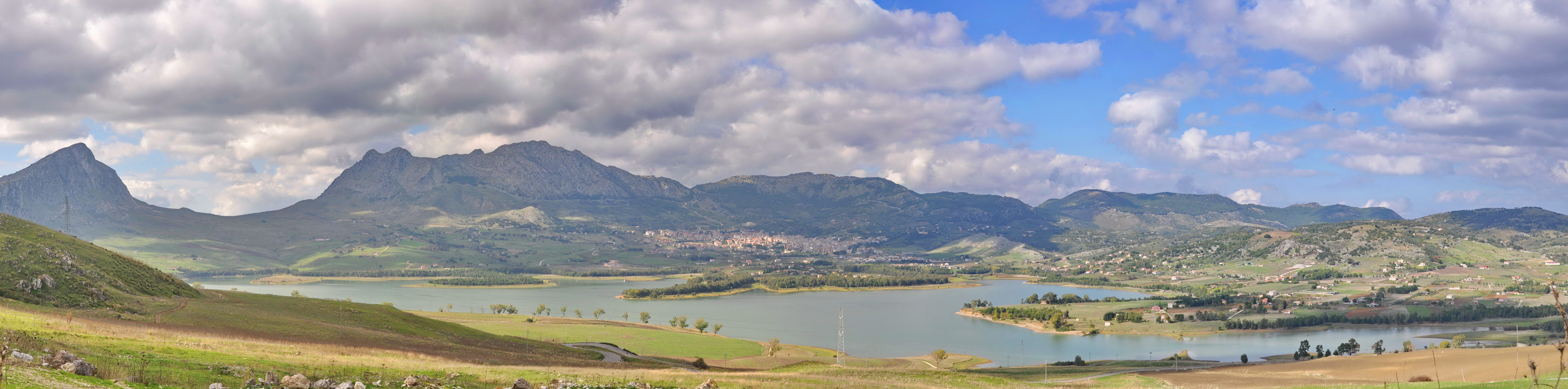
Piana degli Albanesi (Hora e Arbëreshëvet) in Sicilia

Le comunità albanesi d'Italia, distribuite in Abruzzo, Molise, Campania, Basilicata, Puglia, Calabria e Sicilia, si riconoscono dal mantenimento della lingua. Esse hanno duplice nomenclatura: in lingua italiana e in lingua albanese (nella variante arbëreshe). Quest'ultima è quella con cui gli abitanti conoscono il proprio luogo, identificato come katund o horë. Le comunità dell'Arberia sono divise in numerose isole etno-linguistiche corrispondenti a diverse aree dell'Italia meridionale e non esiste omogeneità sia per la localizzazione geografica che per il numero dei comuni. Alcune località, circa trenta, sono state assimilate e hanno ormai perso l'identità originaria, oltre all'uso della lingua, mentre altre sono completamente scomparse.
Oggi si contano 50 comunità di provenienza e cultura albanese, 41 comuni e 9 frazioni, disseminati in sette regioni dell'Italia meridionale e insulare, costituendo complessivamente una popolazione di oltre 100.000 abitanti. Sulla reale consistenza numerica degli italo-albanesi non vi sono cifre sicure, gli ultimi dati statisticamente certi sono quelli del censimento del 1921, da cui risulta che erano 80.282, e quello del 1997 dal quale risulta una popolazione di 197.000, come emerge nello studio di Alfredo Frega, anche se nel 1998 il ministero dell'Interno stimava la minoranza albanese in Italia in 98.000 persone.
La Calabria è la regione con la maggiore presenza di comunità arbëreshe, alcune molto vicine fra loro, contando 58.425 persone che abitano in 33 paesi, suddivisi in 30 comuni e tre frazioni della regione, in particolare in provincia di Cosenza. Importanti comunità si trovano in Sicilia, 5 comuni, nell'area di Palermo, con 53.528 persone. La Puglia ha solo una piccola percentuale di arbëreshë, 4 comuni e 12.816 persone concentrate in provincia di Foggia, a Casalvecchio e Chieuti, in provincia di Taranto a San Marzano e nella città metropolitana di Bari a Cassano delle Murge. Altre comunità albanesi si trovano in Molise, 13.877 persone, nei 4 comuni di Campomarino, Ururi, Montecilfone e Portocannone; in Basilicata, 8.132 persone, nei 5 comuni di San Paolo Albanese, San Costantino Albanese, Barile, Ginestra e Maschito. Altre comunità italo-albanesi le troviamo in Campania, con 2.226 persone, e in Abruzzo, con 510 persone.
La comunità italo-albanese storicamente più grande, sia numericamente - riguardante il numero di parlanti in albanese - sia nella dimensione dell'abitato, è Piana degli Albanesi (PA). Altri paesi numericamente rilevanti, cresciuti negli ultimi decenni negli abitanti ma non conservanti integralmente la lingua albanese, sono Spezzano Albanese (CS) e San Marzano di San Giuseppe (TA).
Tradizionalmente viene considerata Contessa Entellina (PA) tra le più antiche colonie albanesi in Italia (1450), mentre Villa Badessa (PE) è per certo l'ultimo centro fondato della lunga diaspora schipetara (1742).
L'elenco completo delle comunità arbëreshe è il seguente:
- Abruzzo
  - Provincia di Pescara: Villa Badessa (frazione di Rosciano): Badhesa
- Molise
  - Provincia di Campobasso: Campomarino: Këmarini, Montecilfone: Munxhufuni, Portocannone: Portkanuni, Ururi: Rùri
- Campania
  - Provincia di Avellino: Greci: Katundi
- Puglia
  - Provincia di Foggia: Casalvecchio di Puglia: Kazallveqi, Chieuti: Qefti
  - Provincia di Taranto: San Marzano di San Giuseppe: Shën Marcani
- Basilicata
  - Provincia di Potenza: Barile: Barilli, Ginestra: Zhura, Maschito: Mashqiti, San Costantino Albanese: Shën Kostandini i Arbëreshëvet, San Paolo Albanese: Shën Pali i Arbëreshëvet
- Calabria
  - Provincia di Catanzaro: Andali: Andalli, Caraffa di Catanzaro: Garafa, Marcedusa: Marçëdhuza , Vena di Maida (frazione di Maida): Vina
  - Provincia di Cosenza: Acquaformosa: Firmoza, Cantinella (frazione di Corigliano-Rossano): Kantinela, Cerzeto: Qana, Castroregio: Kastërnexhi, Cavallerizzo (frazione di Cerzeto): Kajverici, Civita: Çifti, Eianina (frazione di Frascineto): Purçìll, Falconara Albanese: Fullkunara, Farneta (frazione di Castroregio): Farneta, Firmo: Ferma, Frascineto: Frasnita, Lungro: Ungra, Macchia Albanese (frazione di San Demetrio Corone): Maqi, Marri (frazione di San Benedetto Ullano): Allimarri, Plataci: Pllatëni, San Basile: Shën Vasili, San Benedetto Ullano: Shën Benedhiti, Santa Caterina Albanese: Picilia, San Cosmo Albanese: Strihàri, San Demetrio Corone: Shën Mitri Koroni, San Giorgio Albanese: Mbuzati, San Giacomo di Cerzeto (frazione di Cerzeto): Shën Japku, San Martino di Finita: Shën Mërtiri, Santa Sofia d'Epiro: Shën Sofia të Epirit, Spezzano Albanese: Spixana Arbëreshe, Vaccarizzo Albanese: Vakarici Arbëresh
  - Provincia di Crotone: Carfizzi: Karfici, Pallagorio: Puhëriu, San Nicola dell'Alto: Shën Kolli
- Sicilia
  - Provincia di Palermo: Contessa Entellina: Kuntisa, Piana degli Albanesi: Hora e Arbëreshëvet, Santa Cristina Gela: Sëndahstina

Comunità d'origine albanese
Esistono, inoltre, più di trenta centri anticamente albanesi che hanno perso, in differenti periodi storici e per diversi motivi, l'uso della lingua albanese e sono così caratterizzate da una mancata eredità storica e culturale arbëreshe: per l'Emilia-Romagna sono Pievetta e Bosco Tosca, frazioni di Castel San Giovanni (PC); per il Lazio è Pianiano (VT), frazione di Cellere; per il Molise è Santa Croce di Magliano (CB); per la Campania in provincia di Caserta è Alife; per la Puglia sono Casalnuovo Monterotaro, Castelluccio dei Sauri, San Paolo di Civitate (FG), Monteparano, San Giorgio Ionico, San Crispieri, Faggiano, Roccaforzata, Monteiasi, Carosino, Montemesola (TA); per la Basilicata sono Brindisi Montagna, Rionero in Vulture (PZ); per la Calabria sono Cervicati (Çervikat), Mongrassano (Mungrasana), Rota Greca (Rrota), San Lorenzo del Vallo (Sullarënxa'), Serra d'Aiello (Serrë, CS), Amato, Arietta (Arjèta), frazione di Petronà, Gizzeria (Jacaria) e le frazioni Mortilla (Mortilë) e Gizzeria Lido (Zalli i Jacarisë), Zagarise, Zangarona (Xingarona), frazione di Lamezia Terme, (CZ); per la Sicilia sono Mezzojuso (Munxifsi), Palazzo Adriano (Pallaci, PA), Sant'Angelo Muxaro (Shënt'Ëngjëlli, AG), Biancavilla (Callìcari), Bronte (Brontë), San Michele di Ganzaria (Shën Mikelli, CT).
Le comunità di Mezzojuso e Palazzo Adriano, in provincia di Palermo, sono da considerarsi un caso particolare, dal momento che, pur avendo perso la lingua albanese e i costumi d'origine, hanno mantenuto il rito greco-bizantino, peculiare pilastro - insieme con lingua e abiti tradizionali - dell'identità albanese della diaspora. In questi casi, l'identità si conserva nell'aspetto religioso e nella memoria storica. Conservano memoria dell'eredità culturale originaria le comunità di Cervicati, Mongrassano e Rota Greca, in provincia di Cosenza.
Le migrazioni albanesi, sin dagli inizi della lunga diaspora, portarono alla formazione di comunità medio-piccole arbëreshe ben inserite in numerose città già esistenti del centro-nord Italia (in modo particolare, Venezia) e nella Corona d'Aragona (Napoli, Bari, Altamura, Barletta, Andria, Trani, Foggia, Bovino, San Severo, Lecce, Brindisi, Potenza, Matera, Melfi, Caltagirone e Piazza Armerina), nella buona parte dei casi realtà - sempre per ragioni diverse - assimilate dalla cultura circostante.
Isole culturali, migrazioni e moderna diaspora albanese
Sopravvivono rilevanti isole culturali nelle grandi aree metropolitane di Milano, Torino, Roma, Napoli, Bari, Cosenza, Crotone e Palermo. Nel resto del mondo, in seguito alle migrazioni del XX secolo in paesi come il Canada, Stati Uniti, Argentina, Brasile, Cile e Uruguay esistono forti comunità che mantengono vive la lingua e le tradizioni arbëreshë.
Dal 1990, con la caduta del regime comunista post-bolscevico in Albania, comunità significative di shqiptarë (albanesi d'Albania) si sono inserite e integrate nel tessuto sociale dei centri abitati italo-albanesi. Con la lotta per l'Indipendenza del Kosovo (2008) un recentissimo gruppo di albanesi, vittime della pulizia etnica del regime jugoslavo, si è anch'esso integrato nelle varie comunità albanesi d'Italia.

## Storia

### Età medievale
(Eqrem Çabej, 1976)

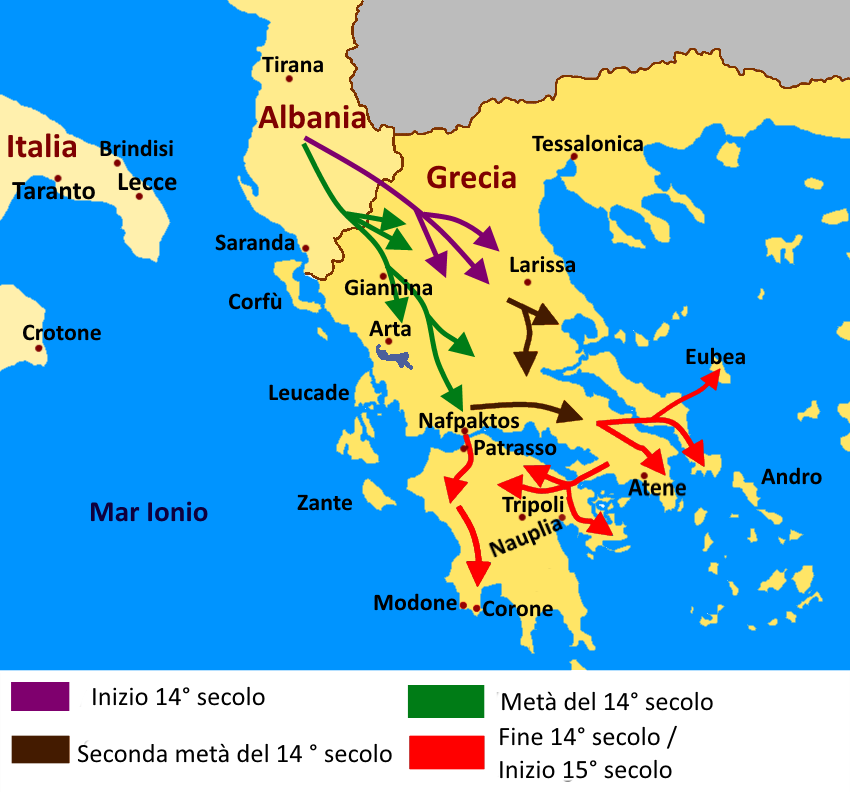
Una ricostruzione grafica del possibile e ulteriore spostamento albanese nei Balcani meridionali fra il XIV e il XV secolo (la presenza albanese nell'area più a sud è accertata almeno dal 1200)

Gli arbëreshë, una volta distribuiti tra l'Albania, l'Epiro (Ciamuria) e la Morea, nell'odierno Peloponneso (vedi arvaniti), sono i discendenti della popolazione albanese sparsa in tutti i Balcani sud-occidentali. Storicamente, a partire dall'XI secolo, probabilmente a causa delle pressioni slave dal nord, gruppi di albanesi, con grandi abilità in campo militare, si spostarono verso la parte meridionale della Grecia (Corinto, Peloponneso e Attica) fondando numerosissime comunità. Intanto, la loro bravura li aveva identificati come i mercenari preferiti dei serbi, dei franchi, degli aragonesi, delle repubbliche marinare italiane e degli stessi bizantini.
Nel XV secolo si verificò l'invasione progressiva dell'Europa orientale e così anche dell'Albania da parte dei turchi-ottomani. La resistenza albanese si era organizzata nella Lega Albanese di Alessio (Lidhja e Lezhës), che faceva capo a Giorgio Castriota da Croia, meglio conosciuto come "Scanderbeg", passato alla storia d'Europa come “defensor fidei” e “atleta Christi”, colui il quale, bloccò per cinque lustri l'avanzata militare ottomana. In questo periodo, nel 1448, re Alfonso V d'Aragona, chiamato il Magnanimo, re del regno di Napoli e del regno di Sicilia, chiese aiuto a Castriota, suo alleato, per reprimere la congiura dei baroni. La ricompensa per questa operazione furono delle terre in provincia di Catanzaro, e molti arbëreshë ne approfittarono per emigrare esuli in queste terre sicure durante l'avanzata degli Ottomani, mentre altri emigrarono in altre zone dell'Italia peninsulare e insulare sotto il controllo della Repubblica di Venezia, nella speranza di poter rimpatriare alla fine della guerra turco-albanese.

Stendardo del Principato d'Albania nel Medioevo

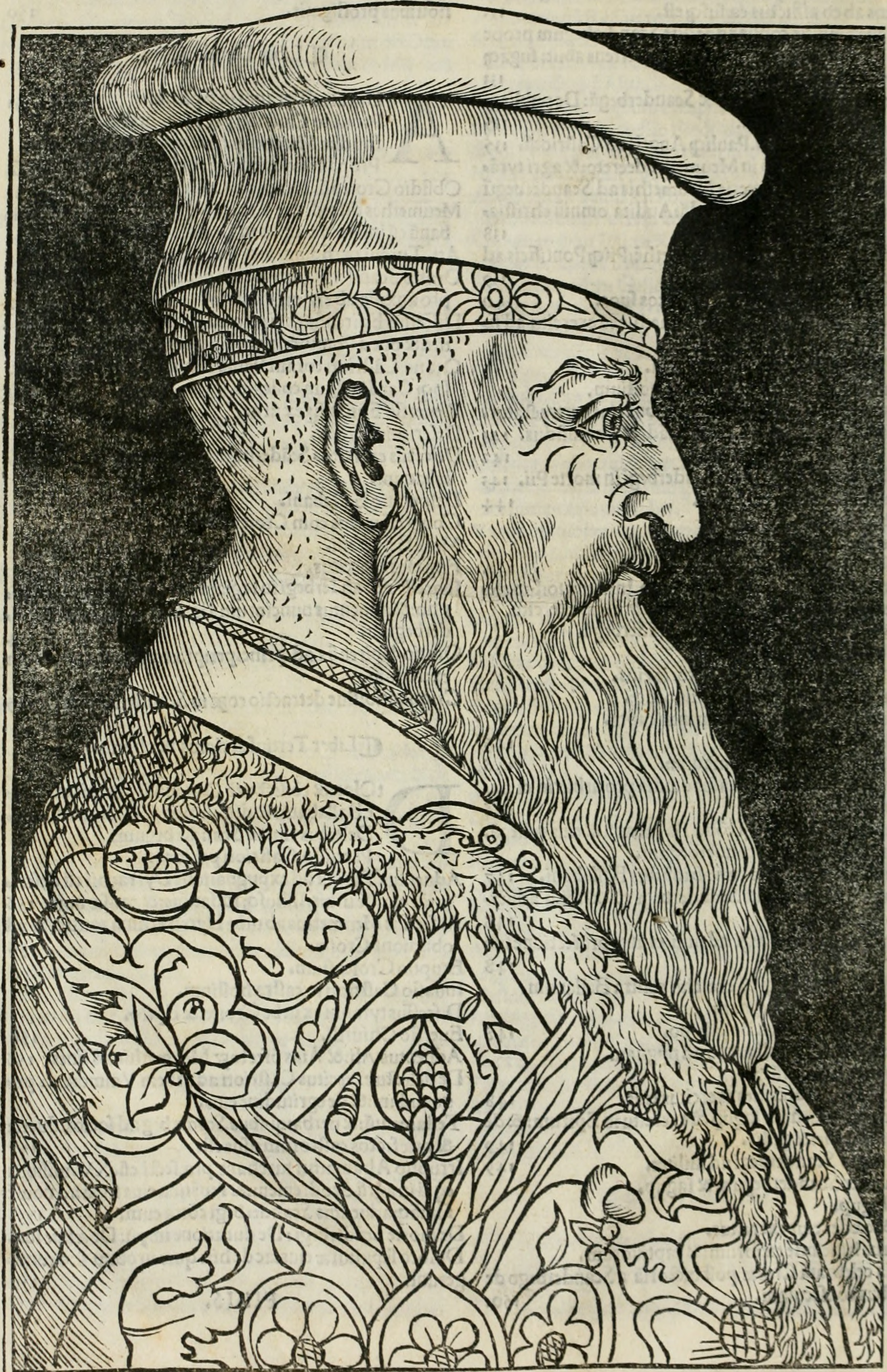
Giorgio Castriota Scanderbeg dalla biografia di Marino Barlezio (1508)

Spedizione militare di Scanderbeg in Italia (1460-1462)

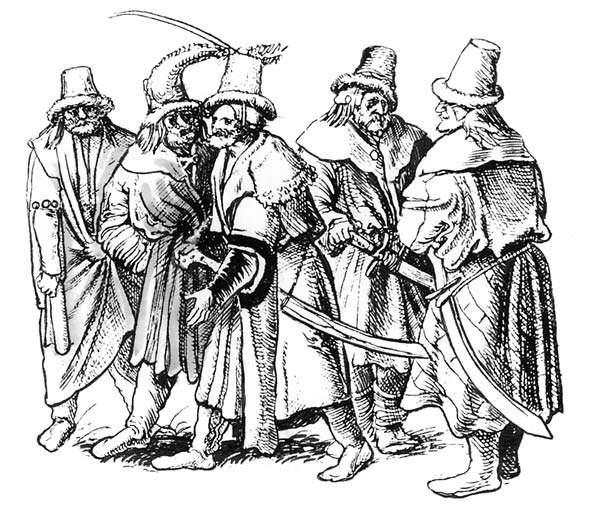
Urs Graf, Stradioti (XV secolo)

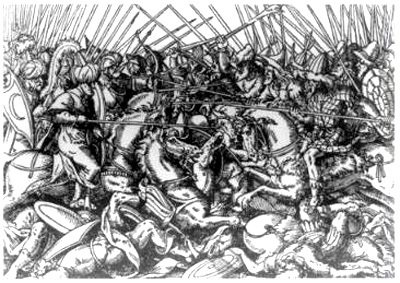
Una battaglia degli albanesi contro le armate turche

Durante il periodo della guerra di successione di Napoli, a seguito della morte di Alfonso d'Aragona, il legittimo erede Ferdinando d'Aragona richiamò le forze di arbëreshë contro gli eserciti franco-italiani e Scanderbeg sbarcò nel 1461 in Puglia. Dopo alcuni successi, gli arbëreshë accettarono in cambio delle terre in loco, mentre Scanderbeg ritornò per riorganizzare la resistenza albanese contro i turchi che avevano occupato l'Albania.
Giorgio Castriota morì a causa di una malattia nel 1468, ma le sue truppe combatterono ancora per un ventennio.

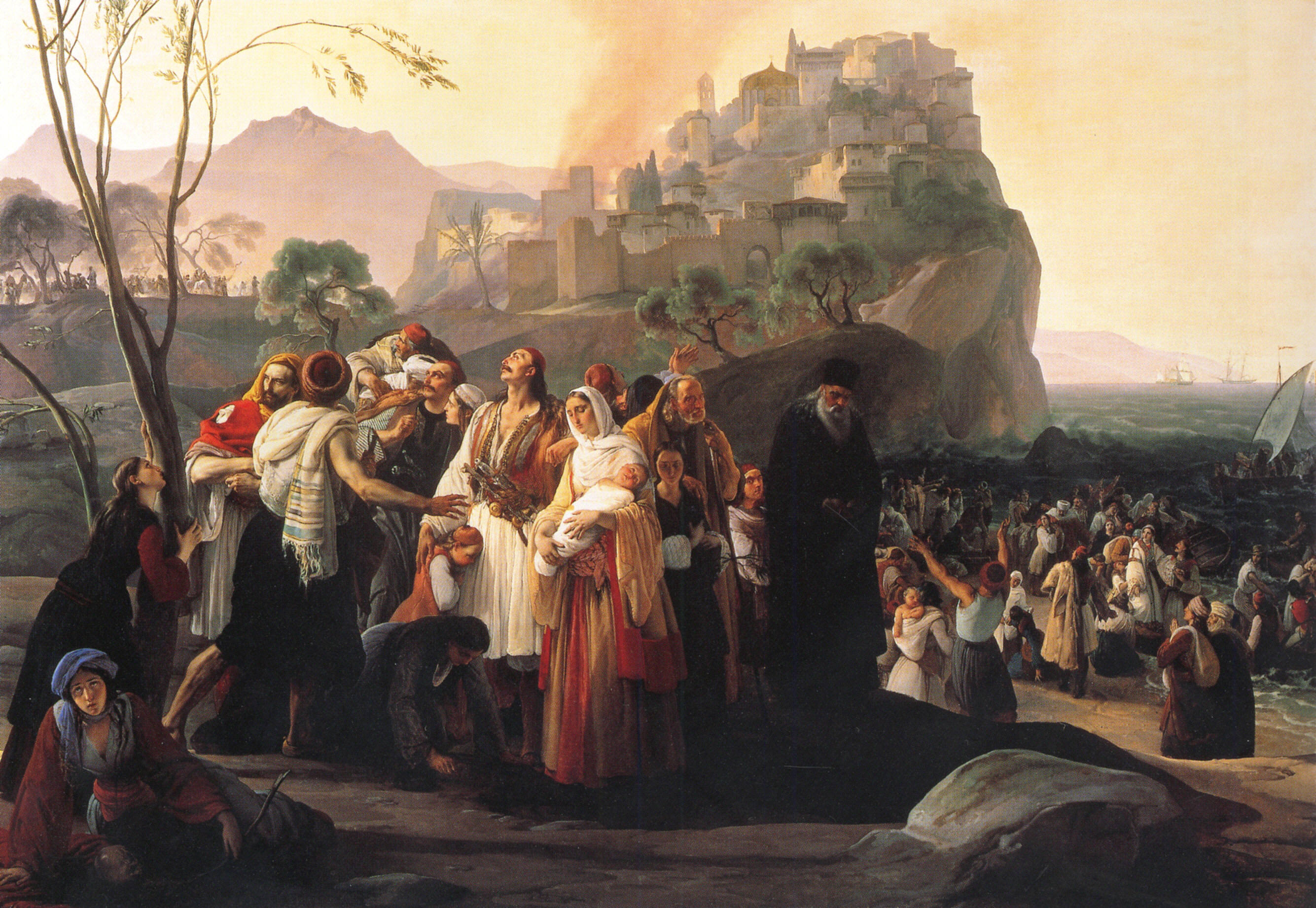
Francesco Hayez, I rifugiati di Parga, allora cittadina albanese dell'Epiro, mentre abbandonano la loro patria

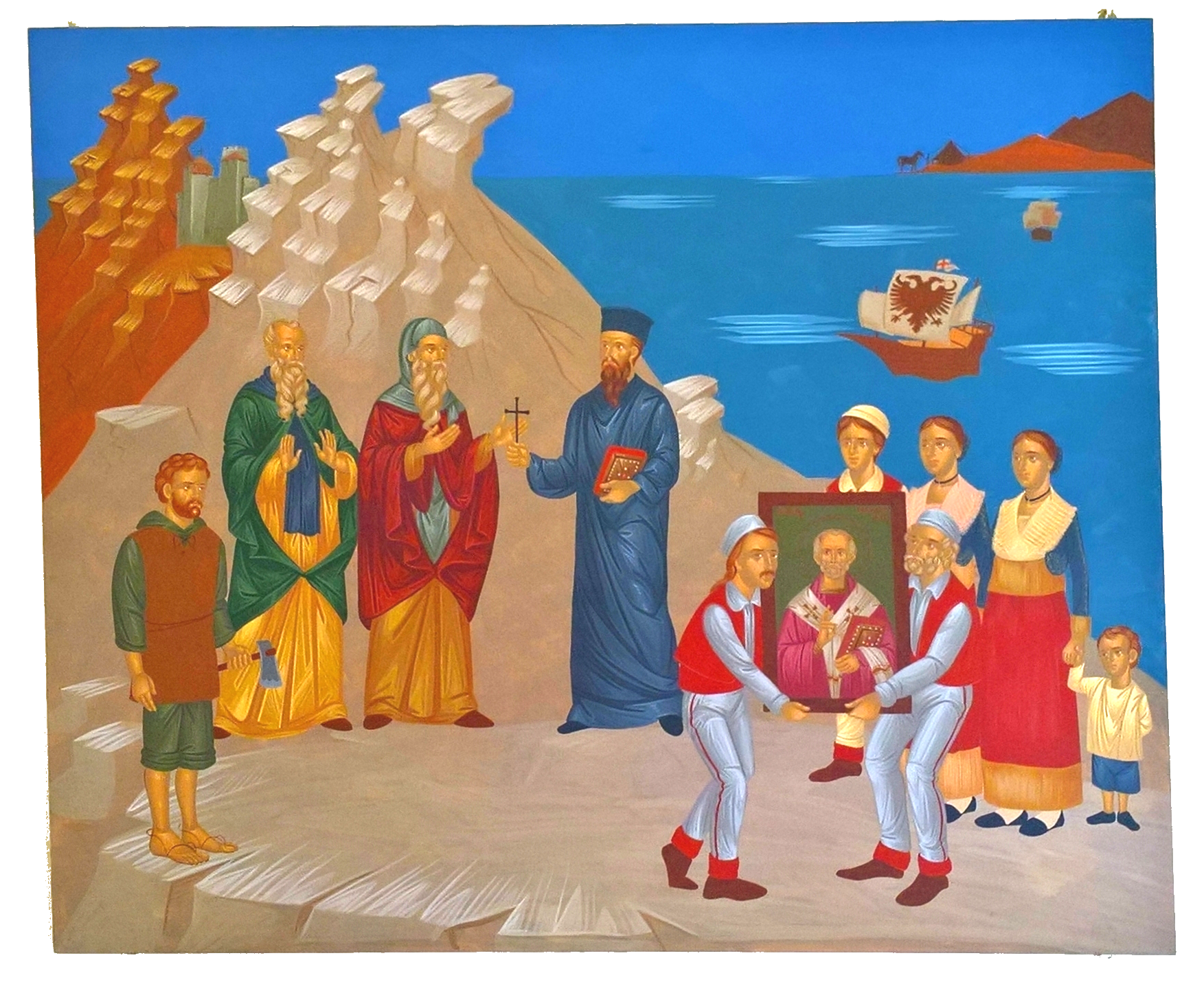
Luigi Manes, Icona dello sbarco degli esuli albanesi in Italia, Chiesa Santissimo Salvatore a Cosenza

Dopo ventiquattro anni di resistenza, la guerra fu persa e l'Albania cadde in mano ottomana, divenendo parte periferica dell'Impero ottomano. Molti albanesi decisero di emigrare. I primi arbëreshë che approdarono in Italia erano tradizionalmente soldati stradioti, anche al servizio del Regno di Napoli, del Regno di Sicilia e della Repubblica di Venezia. Molti degli esuli delle migrazioni successive alla prima appartenevano alle più rinomate classi sociali albanesi fedeli alla ortodossia cattolica, tra cui capi militari, sacerdoti, nobili e aristocratici consanguinei di Giorgio Castriota, che li aveva guidati nella lotta contro gli ottomani. Considerati i rapporti con Venezia, gli albanesi costituirono la loro chiesa nella repubblica marina, la Scuola di Santa Maria degli Albanesi, tutt'oggi esistente. Lo stesso avvenne in altre località e città importanti d'Italia, come ad esempio a Lecce (Chiesa di San Niccolò dei Greci), Napoli (Chiesa dei Santi Pietro e Paolo dei Greci) e Palermo (Chiesa di San Nicolò dei Greci), definite dai "latini" - i non albanesi - dei "greci" per il rito religioso orientale.
Papa Paolo II, sul soglio ponteficio dal 1464 al 1471, così scriveva al Duca di Borgogna:
(Epistola Pauli II. ad Philippum Burgundiae Ducem. Apud cardinalia Papiensis Epistolas.)
Incominciò, dopo il 1478, la più grande e lunga diaspora albanese nelle regioni meridionali della Penisola, compresa la Sicilia, dove il re di Napoli e il re di Sicilia offrirono loro altre zone in Puglia, Basilicata, Molise, Calabria, Campania e Sicilia. Gli albanesi godettero anche di speciali concessioni e di consistenti privilegi, reali, ecclesiastici o baronali, nelle terre in cui furono accolti.

### Età moderna
Le ondate migratorie si susseguirono, numerosi furono gli albanesi a dover lasciare la propria terra. Per alcune fonti la quinta migrazione si ebbe tra il 1500 e il 1534. Impiegati come mercenari dalla Repubblica di Venezia, gli arbëreshë dovettero lasciare il Peloponneso con l'aiuto delle truppe di Carlo V d'Asburgo, ancora a causa della presenza turca. Carlo V stanziò questi soldati, capeggiati dai cavalieri che avevano partecipato all'assedio di Corone, in Italia meridionale, per rinforzarne le difese proprio contro la minaccia degli ottomani.
Stanziatisi in zone e villaggi isolati (il che permise loro di mantenere inalterata la propria cultura fino a oggi), gli albanesi in Italia fondarono o ripopolarono quasi un centinaio di comunità. Con la loro immigrazione si assistette nel meridione, in genere, a una nuova fase di espansione demografica, che si accentuò alla fine del XV secolo e continuò per tutta la prima metà del XVI secolo, con la costituzione di vere e proprie comunità ex novo albanesi fuori dai Balcani.
Gli albanesi non emigrati, per sfuggire all'islamizzazione e conservare l'identità religiosa, divennero criptocristiani, ovvero, usarono nomi musulmani e si comportarono, nella loro vita sociale, come tali. Tuttavia, segretamente in famiglia, mantennero la fede e le tradizioni cristiane. Tale fenomeno, diminuito nel tempo in quanto fenomeno represso dai turchi, durò dalla fine del XVII al tardo XVIII, primi del XIX secolo.

### Età contemporanea

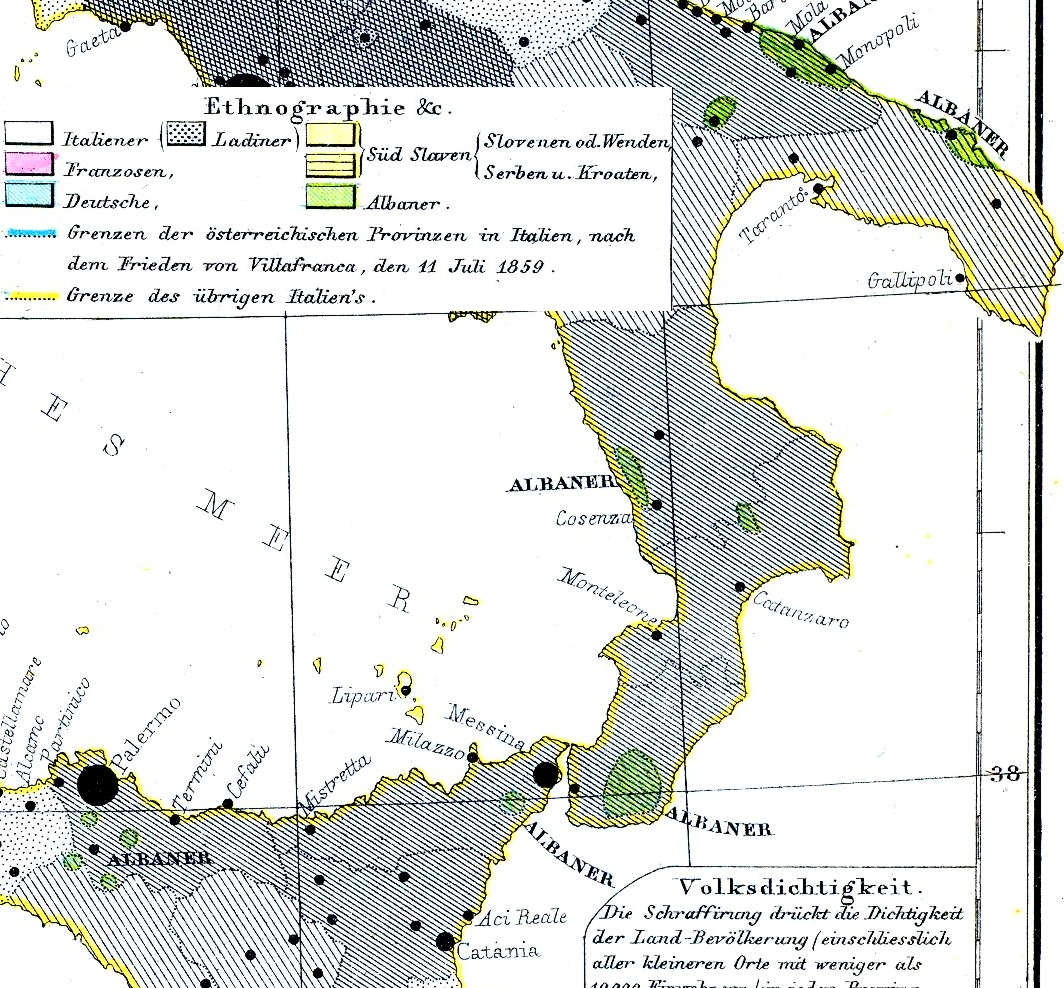
Dettaglio di una mappa etnografica tedesca dell'Italia del 1859, in cui sono indicate in verde - con alcuni errori - le comunità albanesi/albaner.

Per mezzo millennio l'elemento di coesione del gruppo degli esuli albanesi d'Italia è stata la fede cristiana secondo la tradizione orientale di rito bizantino. Questa è tuttora uno dei tratti caratterizzanti dell'etnia, insieme alla lingua e ai costumi, sia rispetto alla restante popolazione italiana sia rispetto agli albanesi rimasti in patria convertiti all'Islam, e la disponibilità a rinunciare a tale peculiarità ha rappresentato l'elemento che ha permesso loro di non essere assimilati dall'ambiente italiano circostante.
L'ondata migratoria dall'Italia meridionale verso le Americhe negli anni tra il 1900 e il 1910 ha causato quasi un dimezzamento della popolazione dei centri (paesi, villaggi e cittadine) arbëreshë e ha messo la popolazione a rischio di scomparsa culturale, nonostante la recente rivalutazione.
In Argentina, nel quartiere Sant'Elena della città di Luján, esiste dagli inizi del secolo XX una florida comunità italo-albanese proveniente dai comuni di San Demetrio Corone, Santa Sofia d'Epiro, Vaccarizzo Albanese, Macchia Albanese e San Cosmo Albanese.
A partire dalla prima metà del XX secolo, e ancora più chiaramente negli anni 1960 e 1970, fino ai giorni nostri, si ha un'attenzione sempre crescente per un risveglio culturale e per la valorizzazione e il mantenimento della minoranza etno-linguistica albanese d'Italia.
Oggi, alla luce degli avvenimenti storici, la continuità secolare della presenza albanese in Italia riveste un aspetto di eccezionalità nella storia dei popoli. Dal 2017, con la sottoscrizione della Repubblica d'Albania e del Kosovo, è stata presentata richiesta ufficiale di iscrizione della popolazione arbëreshe nella Lista UNESCO come patrimonio vivente immateriale e sociale dell'umanità
Tra il 2018 e il 2023 i presidenti d'Albania in carica fanno visita a vari centri albanesi d'Italia. Nel 2023 il primo ministro dell'Albania fa visita ufficiale alla comunità italo-albanese dell'Eparchia di Lungro.

### Contributo all'Italia e all'Albania
La nascita delle Cattedre di Lingua e Letteratura albanese più antiche d'Europa (in primis Napoli 1900, da Giuseppe Schirò), così come per i Congressi panalbanesi in Italia (Corigliano Calabro 1895, Palermo-Piana dei Greci 1903, Trieste 1913, ecc.) e nei territori albanesi dei Balcani del XIX e XX secolo per la lingua e l'alfabeto albanese, sono nati anche in merito e contributo dei religiosi e intellettuali albanesi d'Italia.
Durante l'occupazione italiana dell'Albania numerosissimi arbëreshë si trasferirono in Albania come insegnanti di lingua italiana e militari addetti alle traduzioni. Così come avvenuto già nel XVI secolo, negli stessi anni i monaci basiliani italo-albanesi di Grottaferrata avviarono missioni apostoliche in Albania, specialmente nella sponda meridionale. Essi officiavano secondo il rito bizantino in lingua albanese, ma i loro riti erano frequentati anche dai cattolici italiani. Nonostante provenissero dall'Italia, a causa della loro antica stirpe albanese, venivano considerati dal popolo albanese albanesi a tutti gli effetti e la loro presenza era generalmente ben accolta pure dalla Chiesa locale. Gli obbiettivi della missione erano ambiziosi: tentare di far riconoscere la fede cristiana alla gente del luogo, l'apostolato e l'istruzione diretta, riavvicinare la comunità arbëreshe alla terra d'origine, l'ecumenismo tra la Chiesa cattolica e la Chiesa ortodossa, i quali italo-albanesi facevano da chiave di volta. Con l'avvento del comunismo in Albania tutti i monaci, scacciati dal governo, dovettero abbandonare il paese. L'importanza della missione, aldilà della impossibilità nel continuare, consistette nel nuovo vigore apportato all'Albania e al monachesimo italo-albanese stesso, che riuscì perfettamente a integrarsi, trasmettendo la propria cultura e sensibilità religiosa al territorio da cui aveva avuto provenienza secoli prima.
Molti sono i cognomi di ascendenza albanese diffusi in Italia. Il cognome Albanese nacque come soprannome dato a persone di origine albanese, o perché venivano direttamente dall'Albania o perché originari delle colonie albanesi dell'Italia meridionale. Il cognome si diffuse nel periodo delle repubbliche marinare, quando, specialmente a Venezia, vennero arruolati soldati fra gli albanesi.
Anche nella politica istituzionale i rapporti fra Italia e Albania, grazie agli stessi italo-albanesi, si sono rafforzati: recentemente il presidente Sergio Mattarella ha incontrato nel comune albanese di San Demetrio Corone (Cs) il presidente albanese Ilir Meta; nei mesi successivi il presidente dell’Albania in forma ufficiale ha ampiamente visitato le comunità albanesi di Puglia e Calabria.
Gli Italo-Albanesi e l'Unità d'Italia
(G. Garibaldi, durante la spedizione dei Mille a Napoli, dopo l'esperienza dell'insurrezione di Palermo (1860).)

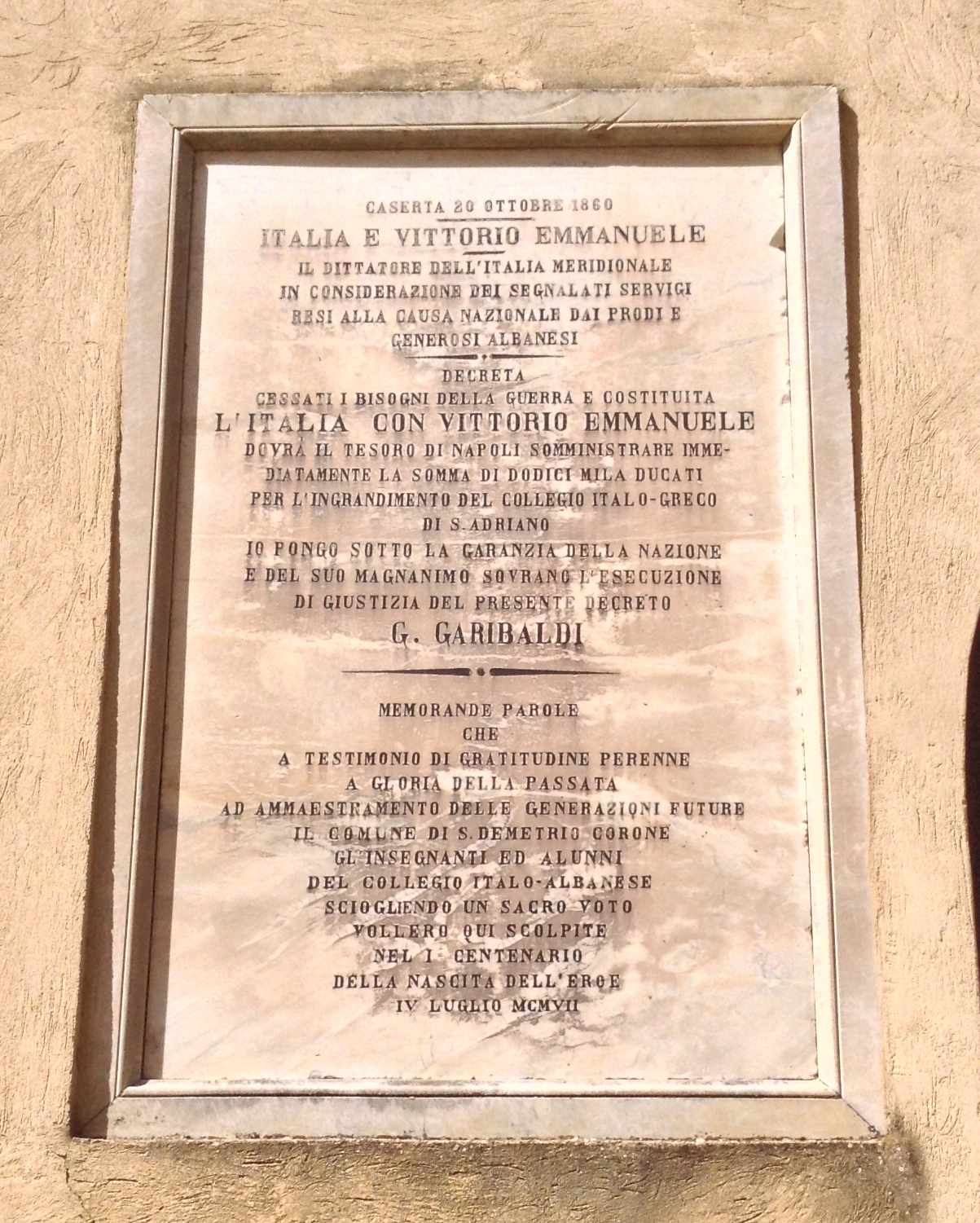
Epigrafe del Collegio Italo-Albanese di Sant’Adriano, San Demetrio Corone (1860)

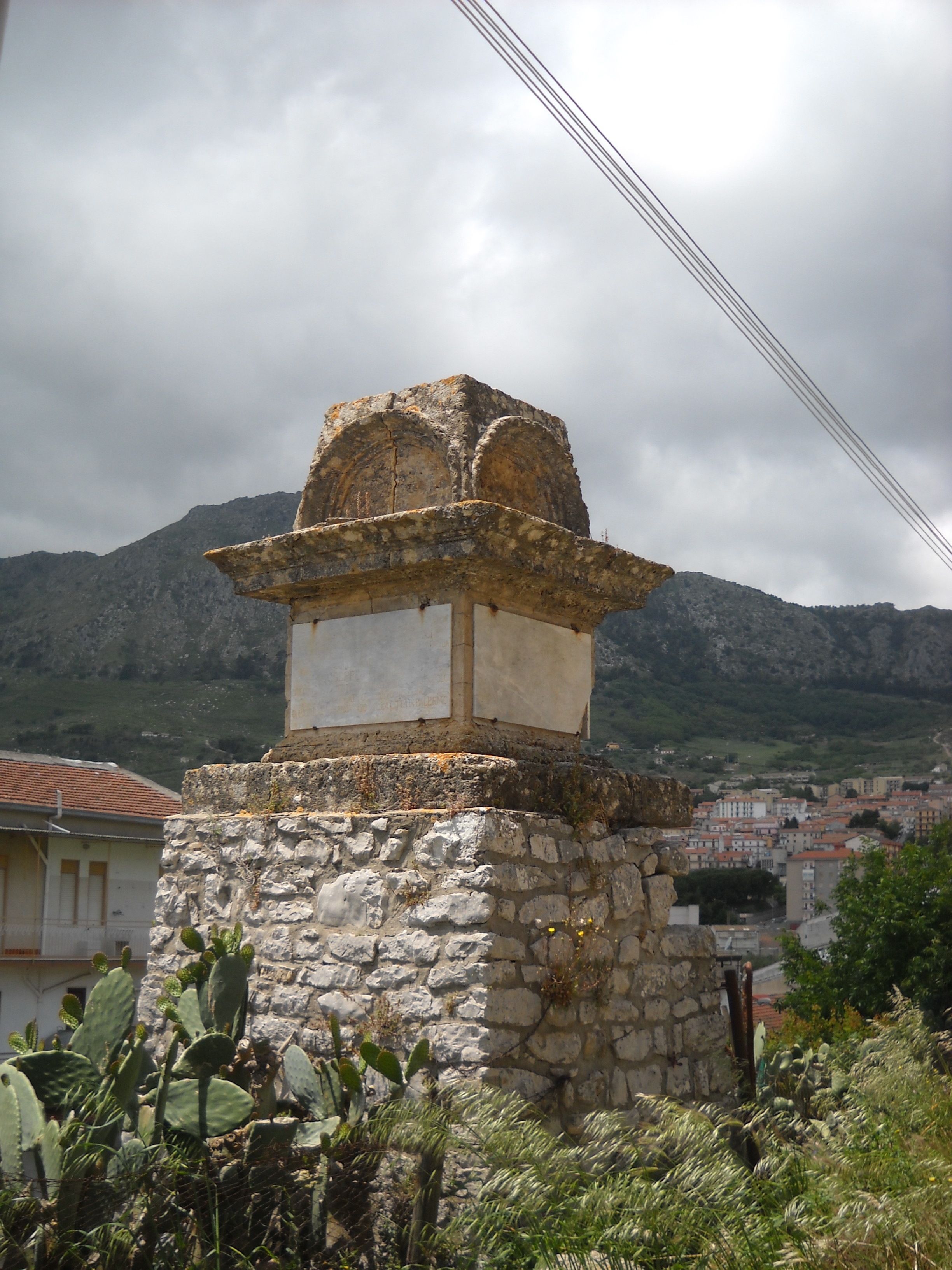
Cippo a memoria di Garibaldi in Piana degli Albanesi (1910)

Gli italo-albanesi hanno partecipato attivamente al Risorgimento italiano e alla Rilindja kombёtare shqiptare (la Rinascita nazionale albanese), ovverosia il Risorgimento albanese, dando in entrambe un valido contributo alla loro causa. Le comunità italo-albanesi mostrarono un dinamismo culturale e un'autocoscienza identitaria che le resero sedi privilegiate della cultura albanese e alimentarono un impegno civile di ispirazione illuministica che condusse personalità italo-albanesi a prendere parte al Risorgimento italiano. Nei primi decenni del XVIII secolo intellettuali arbëreshë, ecclesiastici e laici, ripresero anche i temi fondamentali del nascente romanticismo europeo volti alla creazione dell'identità nazionale, a cui la lingua forniva il principale criterio di integrazione simbolica.
Gli arbëreshe hanno avuto nelle vicende dell'Unità d'Italia un ruolo centrale, un peso nettamente superiore, in proporzione, a quello demografico. In ogni paese dell'Arberia (Sicilia, Calabria, Basilicata, Puglia, Molise e Abruzzo) con la penetrazione degli ideali liberali e laici, sicuramente maggiore nelle classi dirigenti arbëreshe che non in quelle, spesso conservatrici, "latine" papalina e borbonica, aumentò l'ostilità verso i Borboni con l'obiettivo di aver una realtà territoriale migliore. Gli albanesi d'Italia sostennero che "l'amore per la patria adottiva era pari a quella per la patria lasciata".
Numerosi furono quelli che con dedizione si batterono per l'Unità d'Italia, cominciando in Sicilia dagli abitanti di Piana degli Albanesi, che ospitarono Giuseppe Garibaldi ed emissari mazziniani quali Rosolino Pilo e Giovanni Corrao, giunti in Sicilia con il compito di preparare lo sbarco garibaldino, e fornendo sostegni logistici e un sicuro riparo strategico, combattendo in prima fila fra i garibaldini contro i Borboni nella conquista di Palermo.
In Calabria cinquecento abitanti di Lungro si unirono alla marcia garibaldina di ingresso a Napoli, mentre gli abitanti di San Demetrio Corone al passaggio di Garibaldi si unirono alle camicie rosse. L'illustre Collegio Italo-Albanese di Sant’Adriano della cittadina fu definito il "terrore dei Borboni", in quanto i suoi giovani studenti, provenienti da tante comunità albanofone calabresi e lucane, insieme a molti loro professori offrirono un notevole apporto alla causa dell’Unità del Paese e della sua indipendenza. Il testo della epigrafe riportata sulla lapide murata nella parete esterna della facciata dell’antico Collegio di Sant’Adriano ha prova del concorso e del ruolo non indifferenti svolti dagli italo-albanesi nel corso delle guerre combattute per l’Unità d’Italia. Il 6 maggio 1860 il lungrese Domenico Damis partì con i Mille da Genova alla volta di Marsala. Dalla Sicilia avvisò i patrioti lungresi di prepararsi a seguire Garibaldi verso Napoli. Alla notizia del suo arrivo ben 500 volontari partirono dalla sola Lungro. Così Angelo Damis, capo legionario della zona, organizzò cinque compagnie guidate da altrettanti illustri lungresi come Vincenzo Stratigò, Cesare Martino, Pietro Irianni, Pasquale Trifilio e Giuseppe Samengo. Il 2 settembre, sotto una pioggia di fiori, Garibaldi arrivò a Castrovillari; insieme a lui Domenico Damis, che prese il comando delle compagnie lungresi. Alla legione di Lungro si unirono quelle di Frascineto e Civita, costituendo così una brigata sotto il comando di Giuseppe Pace. Il 1 e il 2 ottobre le truppe borboniche opposero una residua resistenza ai nostri. Nella battaglia del Volturno i lungresi combatterono valorosamente ottenendo una splendida vittoria. Dal 2007 Lungro è denominata "Città del Risorgimento".

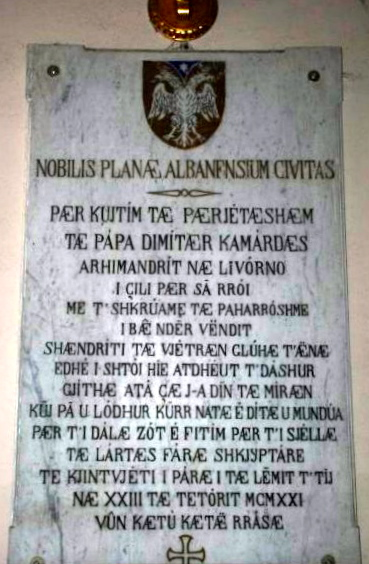
Epigrafe albanese della Cattedrale di Piana degli Albanesi in memoria di Papàs Demetrio Camarda, antiborbònico (1882)

L’elenco dei patrioti arbëreshë che parteciparono alle diverse guerre del Risorgimento nazionale è lungo. Tra queste colonne, alcuni di coloro da menzionare e che rappresentavano la “intellighenzia” del tempo sono: in Sicilia da Piana degli Albanesi Pietro Piediscalzi (1825-1860), patriota e cospiratore, appartenente ai Mille, il quale mori a Palermo combattendo nel 1860; Giuseppe Bennici (1841-1909), soldato e scrittore, aiutante di campo dì Nino Bixio, seguace di Garibaldi ad Aspromonte; Giorgio Costantini (1838-1916), insegnante e storico; Tommaso Manzone, nobile, cospiratore, patriota e politico; Papàs Demetrio Camarda, costretto ad abbandonare la Sicilia a causa dei forti sospetti che la polizia borbonica nutriva nei suoi confronti come patriota e cospiratore; da Palazzo Adriano Francesco Crispi fu il massimo promotore della spedizione dei Mille e convinse Garibaldi a prepararla e attuarla.
In Calabria: da San Demetrio Corone i fratelli Domenico e Raffaele Mauro furono al fianco di Garibaldi da Quarto fino alla liberazione di Napoli, e dopo la caduta dei Borboni, Domenico, uomo di legge e letterato, sedette al Parlamento nazionale per due legislature; Agesilao Milano, di San Benedetto Ullano, studente del Collegio di Sant’Adriano, attentò la vita del re Ferdinando II di Borbone senza riuscire nell’intento e pagò con la morte il suo gesto; Pasquale Scura di Vaccarizzo Albanese, Garibaldi lo volle ministro Guardasigilli nel governo provvisorio a Napoli, molto inviso a re Ferdinando II che lo considerava un pericoloso sovversivo; Gennaro Placco di Civita, unitosi a Garibaldi, combatté da valoroso a Campotenese contro i Borboni, ferito e catturato venne condannato a morte, pena commutata in ergastolo; Raffaele Camodeca di Castroregio, fucilato nel Vallone di Rovito nel 1844; Cesare Marini di San Demetrio Corone, illustre avvocato, penalista, civilista e magistrato, nel 1844 venne nominato difensore d’ufficio dei fratelli Bandiera; Domenico Damis di Lungro, patriota, generale e politico; Attanasio Dramis di San Giorgio Albanese, attivo cospiratore antiborbonico, più volte incarcerato, studente del Sant’Adriano e compagno di lotta del Milano, partecipò all'impresa garibaldina e combatté in Sicilia; Pasquale Baffi di Santa Sofia d'Epiro, aderì al governo provvisorio partenopeo fino alla restaurazione borbonica, quando venne arrestato e condannato alla impiccagione; Giuseppe Angelo Nociti di Spezzano Albanese, con altri studenti del Sant’Adriano e il loro professore Antonio Marchianò di Macchia Albanese partecipò ai moti insurrezionali di Campotenese.
Gli Italo-Albanesi e la Rinascita Nazionale Albanese
(Da Rrutullup di Giuseppe Serembe)

La testata principale de La Nazione Albanese, rivista fondata da Anselmo Lorecchio nel 1897.

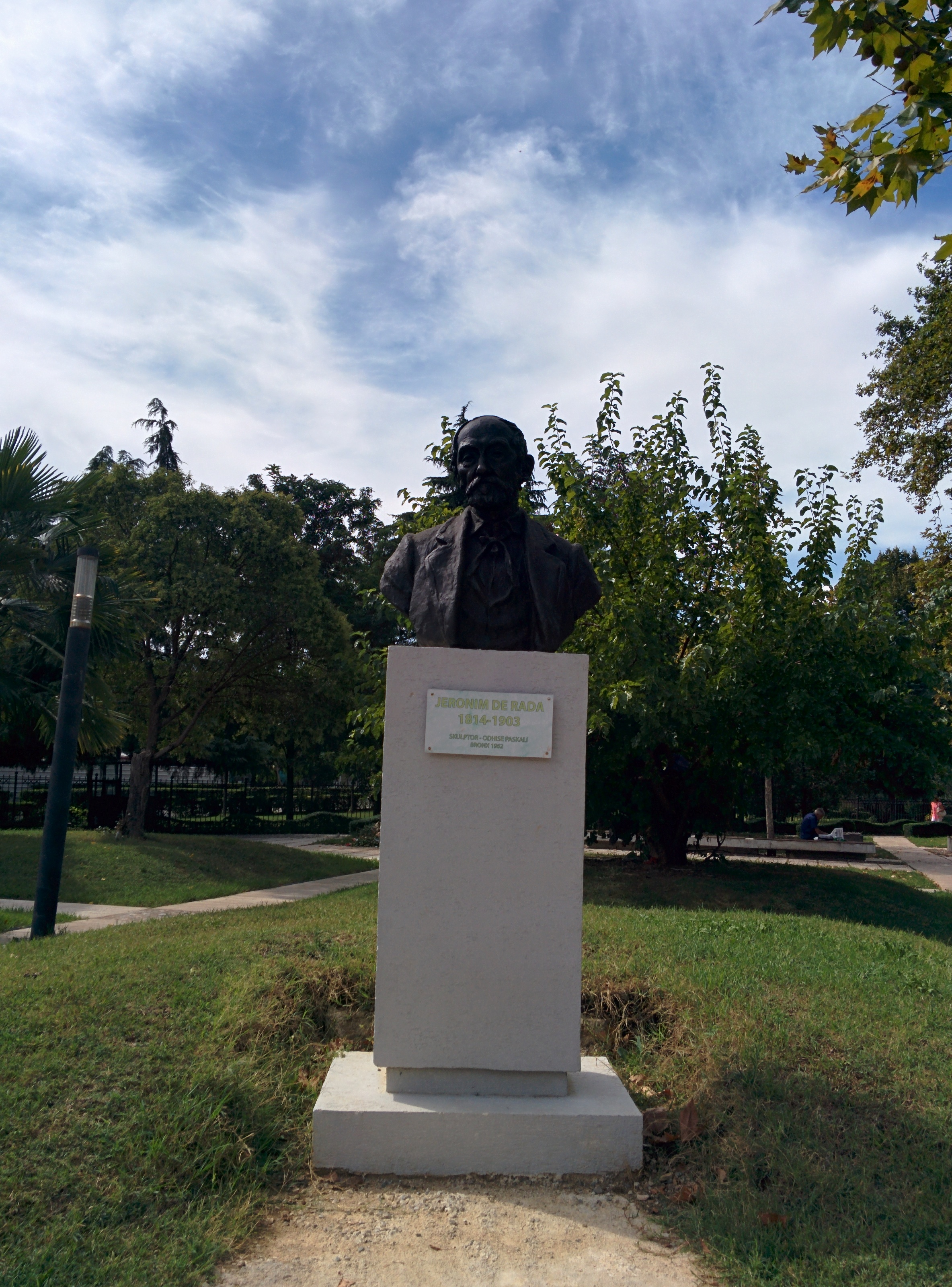
Il monumento di Girolamo De Rada al Parlamento d'Albania, Tirana.

La Rilindja Kombëtare Shqipëtare (Rinascita Nazionale Albanese) il cui ideale patriottico era la rinascita nazionale dell'Albania e il desiderio d'indipendenza dall'Impero ottomano, è nata da un incisivo impulso delle classi intellettuali religiose e colte delle colonie albanesi d'Italia, da cui partì, già dal XVIII secolo, sotto l'impulso più ampio dei romanticismi europei. Molteplici furono i contributi culturali degli italo-albanesi per la nascita dello stato albanese, spesso poco conosciute oggi nella stessa Albania, così come manifestazioni a favore della causa albanese, con pubblicazioni, la nascita di riviste, associazioni e varie conferenze in diverse zone dell'Arberia, con un grande sostegno politico, culturale e anche "militare". Gli italo-albanesi furono a buon titolo iniziatori della rilindje para Rilindjes (rinascita prima della Rinascita albanese).
Alcuni dei personaggi italo-albanesi più rappresentativi dell'ideale romantico e agli antipodi del Risorgimento albanese furono: padre Giorgio Guzzetta, papàs Giulio Variboba, Giuseppe Serembe, papàs Paolo Maria Parrino, papàs Nicolò Chetta, papàs Vincenzo Dorsa, papàs Francesco Antonio Santori, papàs Leonardo De Martino, papàs Demetrio Camarda, Gavril Dara junior, Girolamo De Rada, Giuseppe Schirò, Anselmo Lorecchio, Terenzio Tocci, papàs Demetrio Chidichimo, mons. Giuseppe Crispi, Francesco Musacchia, mons. Paolo Schirò, Trifonio Guidera, Rosolino Petrotta, papàs Gaetano Petrotta e molti altri.
Gli Albanesi di Sicilia, i Fasci siciliani e la prima strage dell'Italia repubblicana

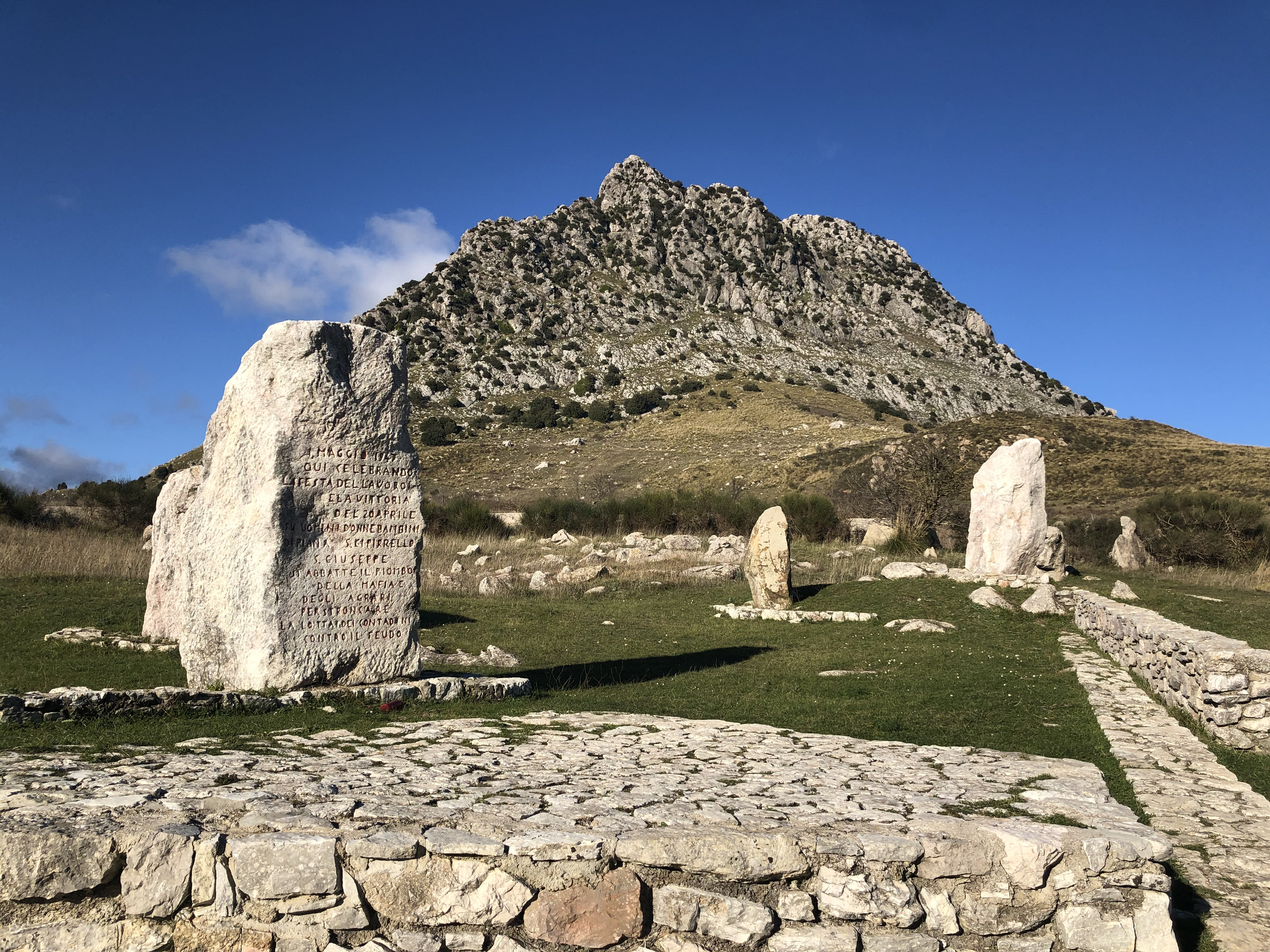
Memoriale di Portella della Ginestra.

Dalla comunità italo-albanese di Piana degli Albanesi, in Sicilia, si sviluppo e si motivò fortemente il movimento dei Fasci siciliani dei Lavoratori (Dhomatet e gjindevet çë shërbejën), con la sezione più forte e numerosa del movimento, a cui parteciparono molte donne arbëreshe. Uno dei suoi abitanti, Nicola Barbato (1856 – 1923), fu cofondatore e principale dirigente dei Fasci siciliani.
La stessa cittadina è tristemente nota per i fatti di Portella della Ginestra, prima strage dell'Italia repubblicana il 1º maggio 1947 da parte della banda criminale di Salvatore Giuliano, che sparò contro la folla riunita per celebrare la festa del lavoro provocando undici morti e numerosi feriti tra gli italo-albanesi.

### Migrazioni

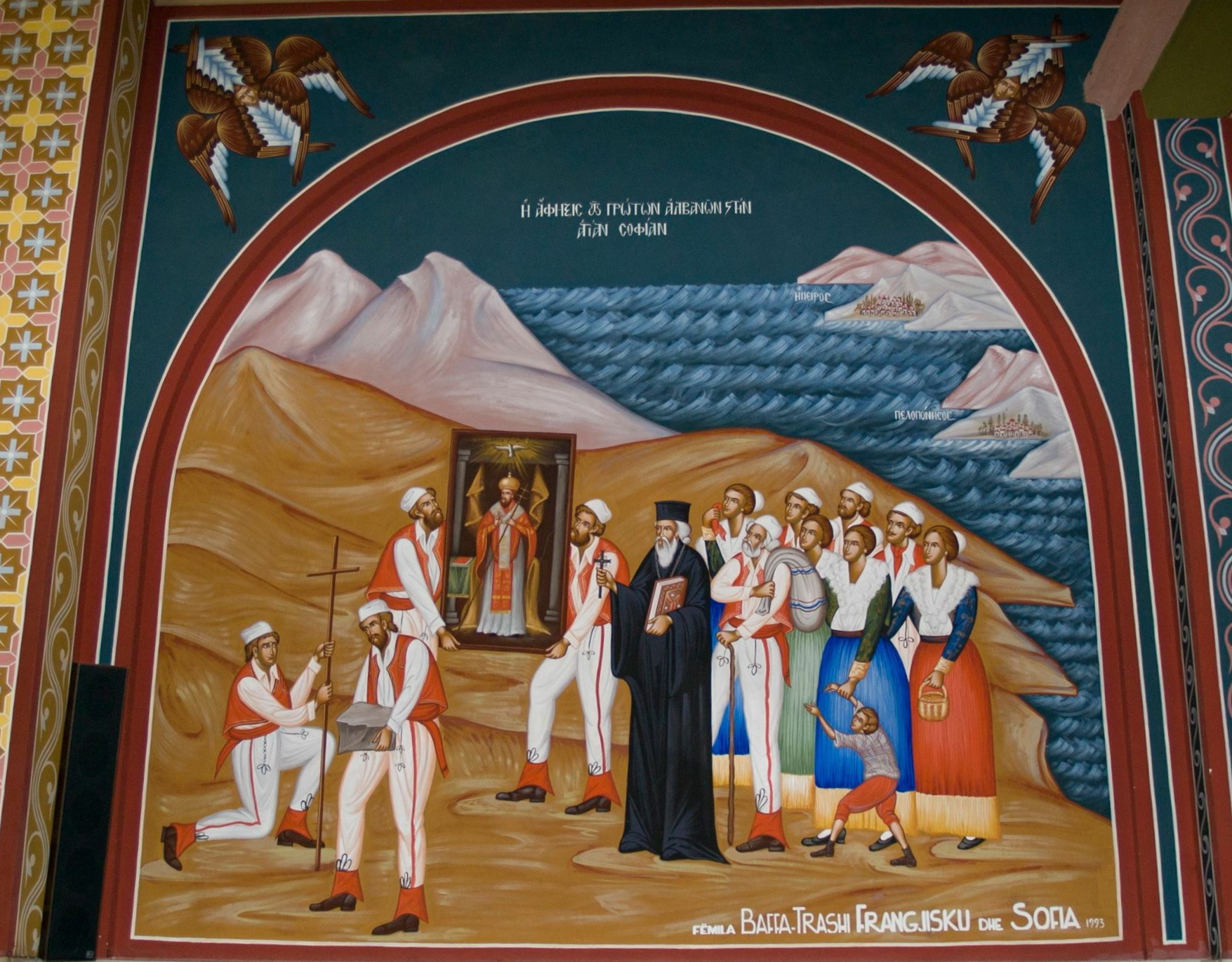
Arrivo degli esuli albanesi dall'Epiro, Chiesa S. Atanasio il Grande, Santa Sofia d'Epiro, N. Giannacaci (1976)

Mappa dei Balcani meridionali nel 1410

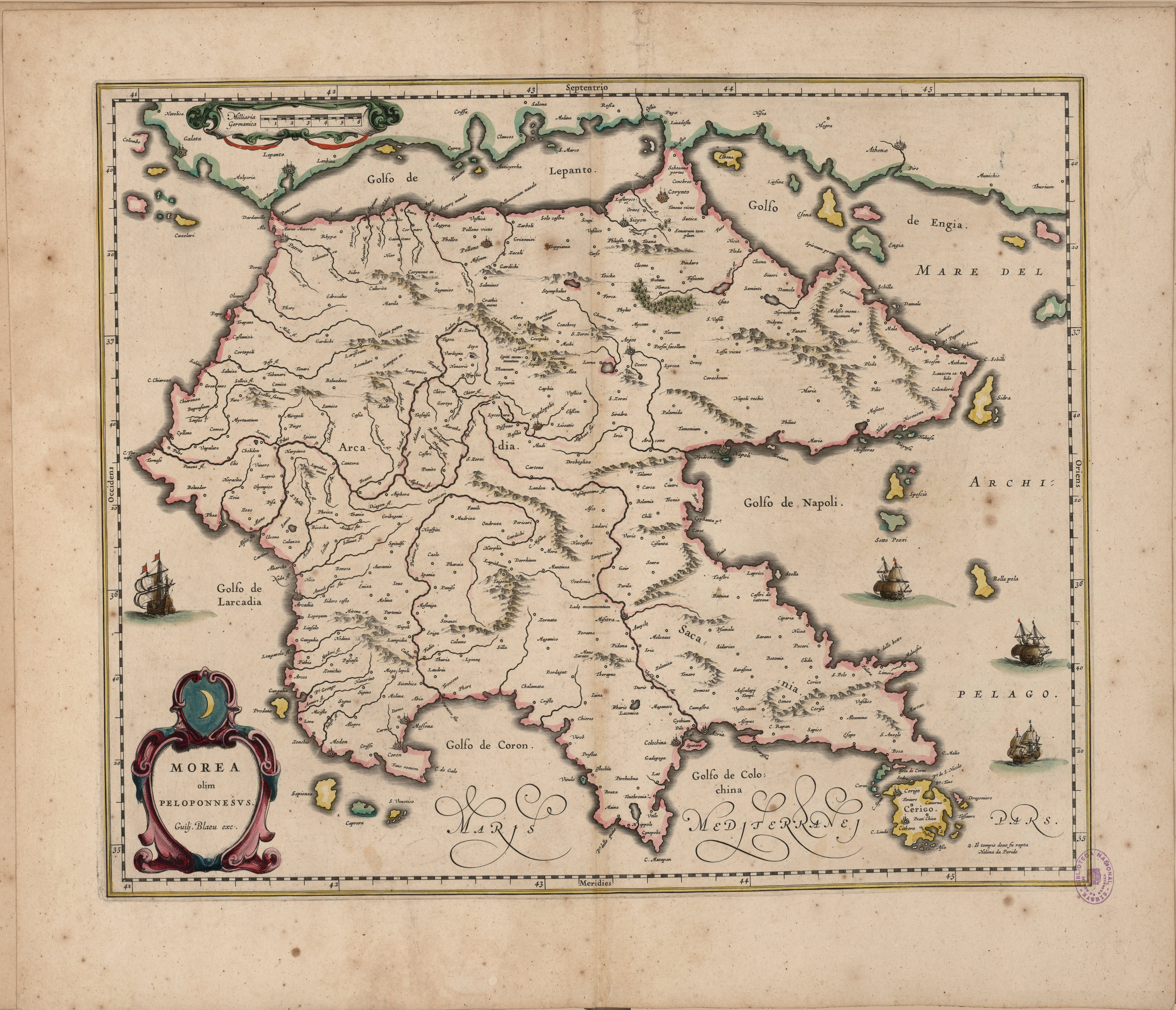
Blaeu, W J, cartina della Morea nel 1630

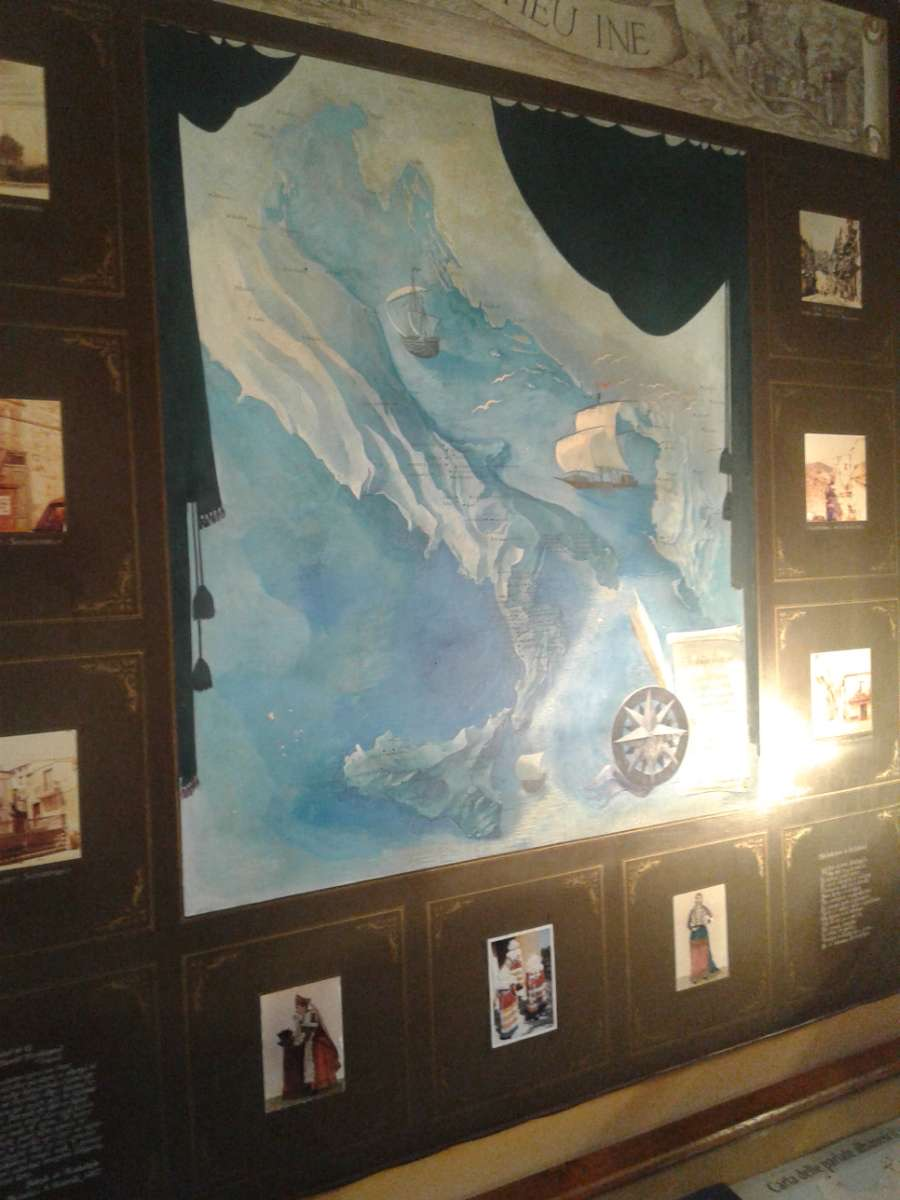
Cartina "Mëmëdheu inë" sulla diaspora albanese al Museo Skanderbeg di Croia (AL)

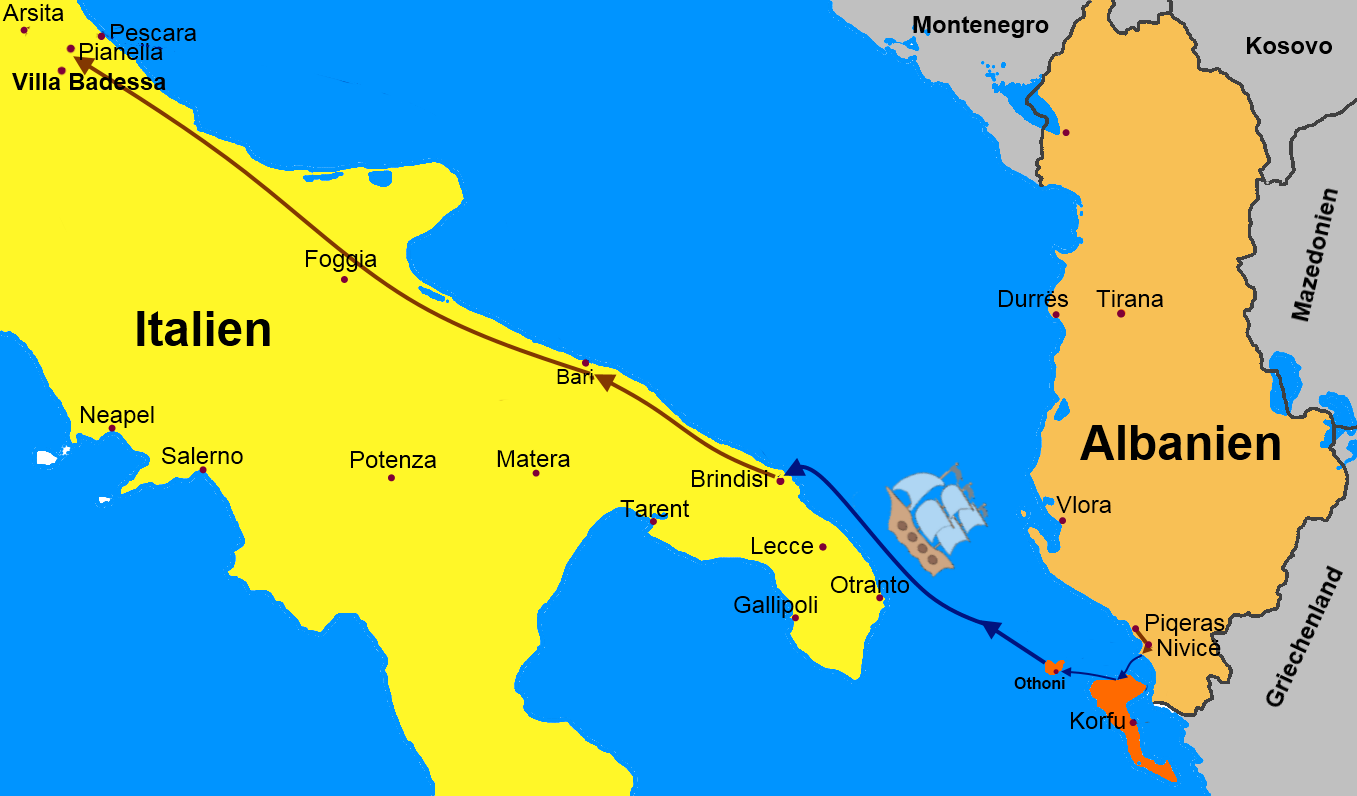
Il percorso di emigrazione degli albanesi di Piqeras, vicino Saranda, verso Villa Badessa (1743).

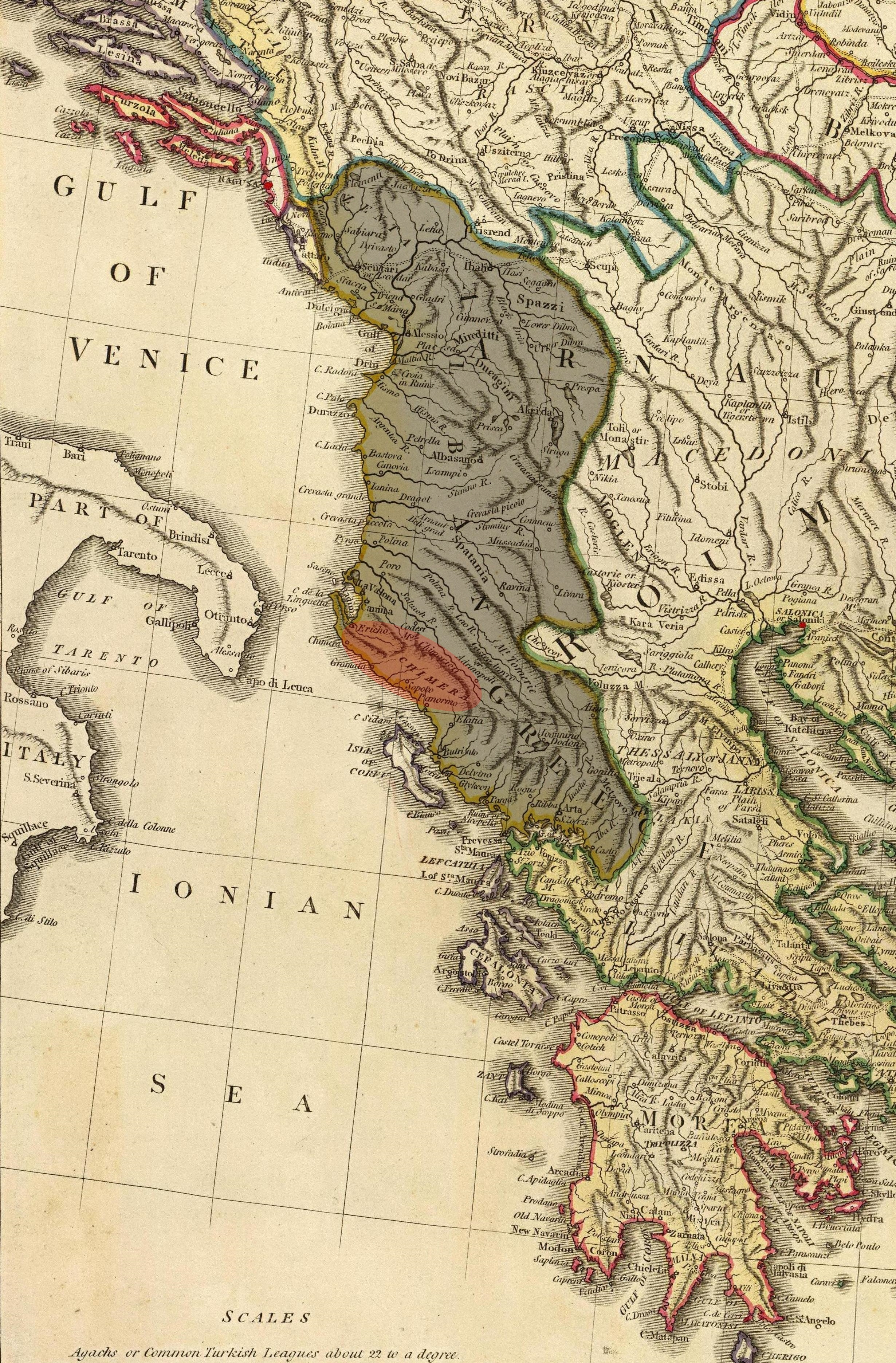
Cartina di William Faden (1795), ubicazione degli esuli albanesi dell'Epiro o Çamëria.

L'emigrazione albanese in Italia è avvenuta in un arco di tempo che abbraccia almeno tre secoli, dalla metà del XV alla metà del XVIII secolo: si trattò in effetti di più ondate successive, in particolare dopo il 1468, anno della morte dell'eroe nazionale Giorgio Castriota Scanderbeg.
Secondo studi sono almeno otto le ondate migratorie di arbëreshë nella penisola italiana, i quali, in genere, non si stabilirono in una sede fissa fin dall'inizio, ma si spostarono più volte all'interno del territorio italiano, e ciò spiegherebbe anche la loro presenza in moltissimi centri e in quasi tutto il meridione.
- La prima migrazione risalirebbe agli anni 1399-1409, quando la Calabria, del Regno di Napoli, era sconvolta dalle lotte tra i feudatari e il governo angioino e gruppi di albanesi fornirono i loro servizi militari ora a una parte ora all'altra[115].
- La seconda migrazione risale agli anni 1461-1470, quando Scanderbeg, principe di Croia, inviò un corpo di spedizione albanese in aiuto di Ferrante I d'Aragona in lotta contro Giovanni d'Angiò; in cambio dei servizi resi fu concesso ai soldati albanesi di stanziarsi in alcuni territori della Puglia.
- La terza migrazione (1470-1478) coincide con un intensificarsi dei rapporti tra il Regno di Napoli e i nobili albanesi, anche in seguito al matrimonio tra una nipote dello Skanderbeg e il principe Sanseverino di Bisignano e la caduta di Croia sotto il dominio ottomano. In questo stesso periodo una fiorente colonia albanese era presente a Venezia e nei territori a questa soggetti.
- La quarta migrazione (1533-1534) coincide con la caduta della fortezza di Corone in Morea, dopo un lungo assedio, che finisce sotto il controllo turco. Questa fu anche l'ultima migrazione massiccia, che si aggiunse ai gruppi di albanesi già presenti in Italia.
- La quinta migrazione (1664) coincide con la migrazione della popolazione di Maida della Morea ribellatasi e sconfitta dagli ottomani, verso Barile in Basilicata, già popolata da arbëreshë in precedenza.
- La sesta migrazione risale al 1743, quando il re spagnolo di Napoli, Carlo di Borbone, accolse famiglie albanesi di rito greco (in tutto 73 persone) provenienti da Piqeras, Lukovë, Klikursi, Shën Vasil e Nivica-Bubar e le sistemò in Abruzzo, dove fondarono Villa Badessa.[116]
- La settima migrazione (1774) vede un gruppo di albanesi rifugiarsi nelle terre deserte intorno a Brindisi in Puglia. Questo al tempo di Ferdinando IV di Napoli, figlio di Carlo VII.[117] A condizione di coltivare e sistemare le vaste terre deserte vicino al porto di Brindisi in Puglia, il re promise tre carlini al giorno.[118] Capo di questo gruppo era Panagiotis Caclamani, un uomo istruito, soprannominato Phantasia di Leucade che dipendeva dal marchese Nicola Vivenzio (* 1742 in Nola; † 1816 in Napoli).[119] Anche se Caclamani era proprietario di un Caffè, sapeva leggere e conosceva la lingua greca. Era stato allievo del sacerdote Giacomo Martorelli (* 10 gennaio 1699 a Napoli, † 21 novembre 1777 a Villa Vargas Macciucca a Ercolano).[120]
Tuttavia, la colonia non accontentò le aspettative del governo per le ingenti somme che erano state pagate. Alcuni dei nuovi coloni, attratti dal generoso pagamento di tre carlini al giorno giunsero nel Regno ma erano senz'arte e mestiere ed erano stati definiti "nient'altro che vagabondi". Dopo non molto tempo, i nuovi coloni furono ingannati dai loro superiori e in quantità, andarono nella capitale (Napoli) per chiedere al sovrano la tutela. Ferdinando IV presentò le loro lamentele a una commissione speciale, guidata da Nicola Vivenzio. Inoltre, il re ordinò che per risolvere una tale questione dovesse collaborare anche l'archimandrita Paisio Vretò, cappellano del 2º Reggimento Reale Macedone. La lealtà del cappellano nei confronti del re e il suo zelo verso i suoi compatrioti erano ben noti al sovrano. In effetti, presto ricevettero parte della loro retribuzione arretrata.[118]
 Tuttavia, l'apparizione a Napoli e la morte del loro capo Phantasia furono la ragione della dispersione di questa colonia.[121] Forse si trattava di Pallavirgata nei pressi di Brindisi, ma questo non si sa con certezza.[122]

Le migrazioni degli albanesi, ora stanziatisi in Italia, non ebbero fine con l'ottava migrazione, ma se ne contano altre:
- L'ottava migrazione (XX secolo) è rappresentata dagli ultimi gruppi di italo-albanesi della cosiddetta "diaspora della diaspora", inscrivibile nella diaspora italiana verso altri stati europei (Germania, Svizzera, Belgio, Francia, ecc.) e le Americhe (Stati Uniti, Canada, Argentina, Brasile, Uruguay, Cile, ecc.). La maggior parte di coloro che emigrarono per diverse cause nel XX secolo (povertà e Seconda Guerra mondiale) passarono per italiani e non per arbëreshë. Di fatto tali persone integrate da almeno due-tre generazioni nei loro paesi di destinazione, tranne rari casi, non hanno mantenuto né la lingua albanese (allora non si parlava italiano) né un legame storico con la comunità-paese di provenienza, se non addirittura un'idea della loro origine.
- Un altro fenomeno molto importante è quello degli italo-albanesi che dagli anni '50-'60 e '70 del secolo scorso si sono trasferiti nell'Italia settentrionale o nelle grandi città. Indicabile come la decima migrazione, generalmente, al contrario della migrazione precedente, questi non sono stati assimilati dalla cultura predominate in cui vivono, ma hanno mantenuto la lingua albanese e stretti rapporti con la comunità-paese di provenienza, dove spesso ritornano. In molti casi si sono integrati nella comunità religiosa bizantina italo-albanese presente da più tempo nella città (es. Palermo), oppure, trattandosi di una comunità nuova per la comunità arbëreshe (es. Torino), hanno costituito e formato un nuovo gruppo religioso di rito bizantino e circoli-associazioni culturali.

## Lingua

Classificazione della lingua albanese.

Classificazione dell'albanese arbëreshe passante dalla migrazione arbërore.

Diffusione della lingua albanese (in arancione l'arbëresh).

La lingua parlata dagli italo-albanesi è l'antica lingua albanese (arbërisht, arbërishtja o gluha/gljuha arbëreshe), varietà linguistica della parlata tosca (toskë) del sud d'Albania ed Epiro, da dove ha avuto in massa origine la diaspora. Per arbëresh si intende il nome con cui si riconoscono gli albanesi d'Italia, mentre arbërisht è la loro lingua parlata.
La lingua albanese in Italia appartiene al gruppo delle minoranze di antico insediamento che ha poca contiguità territoriale e, tolti alcuni momenti particolari, ha avuto sporadici contatti con il luogo d'origine. Si tratta di un'isola linguistica che ha tramandato nei secoli, perlopiù oralmente, il patrimonio linguistico, culturale e religioso.
L'arbëresh (plurale maschile) ha 6 vocali: a,e,ë,o,i,u. A differenza dell'albanese comune il sistema vocalico arbëreshe manca del fonema y, che viene rimpiazzato da i. Il fonema y viene comunque scritto, essendo adottato, per motivi pratici e di unione linguistica, l'alfabeto albanese comune, normalizzato nel congresso di Monastir, oggi Bitola in Macedonia del Nord, nel 1908, nel quale è stato deciso - anche da una delegazione italo-albanese - di accettare l'alfabeto latino. Prima di questa data, non avendo una base comune da seguire, la lingua albanese era comunque scritta e letta dagli italo-albanesi, secondo strutture non sempre uguali fra tutti i centri e adattando più spesso l'alfabeto latino, con parole create nuove richiamanti l'illirico, o talvolta raramente anche il greco antico. Vi sono stati, pertanto, movimenti di unione delle parlate albanesi d'Italia da intellettuali, fra cui l'intento di Giuseppe Schirò Senior, e i "Congressi linguistici albanesi" di Corigliano Calabro (1895), Lungro (1897) e Piana degli Albanesi (1903), volti anche in preparazione di quello di Monastir.
Dal punto di vista del lessico si nota la mancanza di vocaboli per la denominazione di concetti astratti, che nel corso dei secoli sono stati sostituiti con perifrasi o con prestiti dell'italiano.
L'accento è un altro elemento che accomuna gli albanesi d'Italia: è di solito sulla penultima sillaba e per i non albanofoni gli arbëreshë tendono a sembrare un po "sardi", in quanto pronunciano le parole con un'enfasi differente dagli altri italiani.
Ci sono comunque attestazioni che giustificano inflessioni anche del ghego (gegë, dialetto parlato nel nord dell'Albania), mentre li dove si è mantenuto il rito bizantino si possono riscontrare poche parole del greco liturgico (relativo alla sua pratica nelle funzioni religiose di rito bizantino). Recentemente si sono aggiunte contaminazioni dai dialetti locali meridionali, venutasi a creare durante la permanenza in Italia, o l'influenza più preminente dell'italiano, essendo la lingua predominante dei media e delle comunicazioni. Da qui la differenza in ambito arbëresh dell'italiano come "lingua del pane" (gluha e bukës), utilizzata in ambito lavorativo ed extra famiglia-comunità, e dell'albanese come "lingua del cuore" (gluha e zëmërës), la lingua materna degli affetti, comune in ambito familiare e di comunità.
Differenze tra l'albanese arbëresh e il tosco letterario esistono sia in fonologia (cfr. il contrasto breve/lunga tra le vocali) sia in morfologia e nella sintassi. L'arbëresh ha una propria forma del futuro (costruita con ket o kat + te + presente congiuntivo). In molti dialetti albanesi d'Italia (come a Maschito e Ginestra in provincia di Potenza) esiste una costruzione perifrastica dell'infinito costruito con pet + participio.

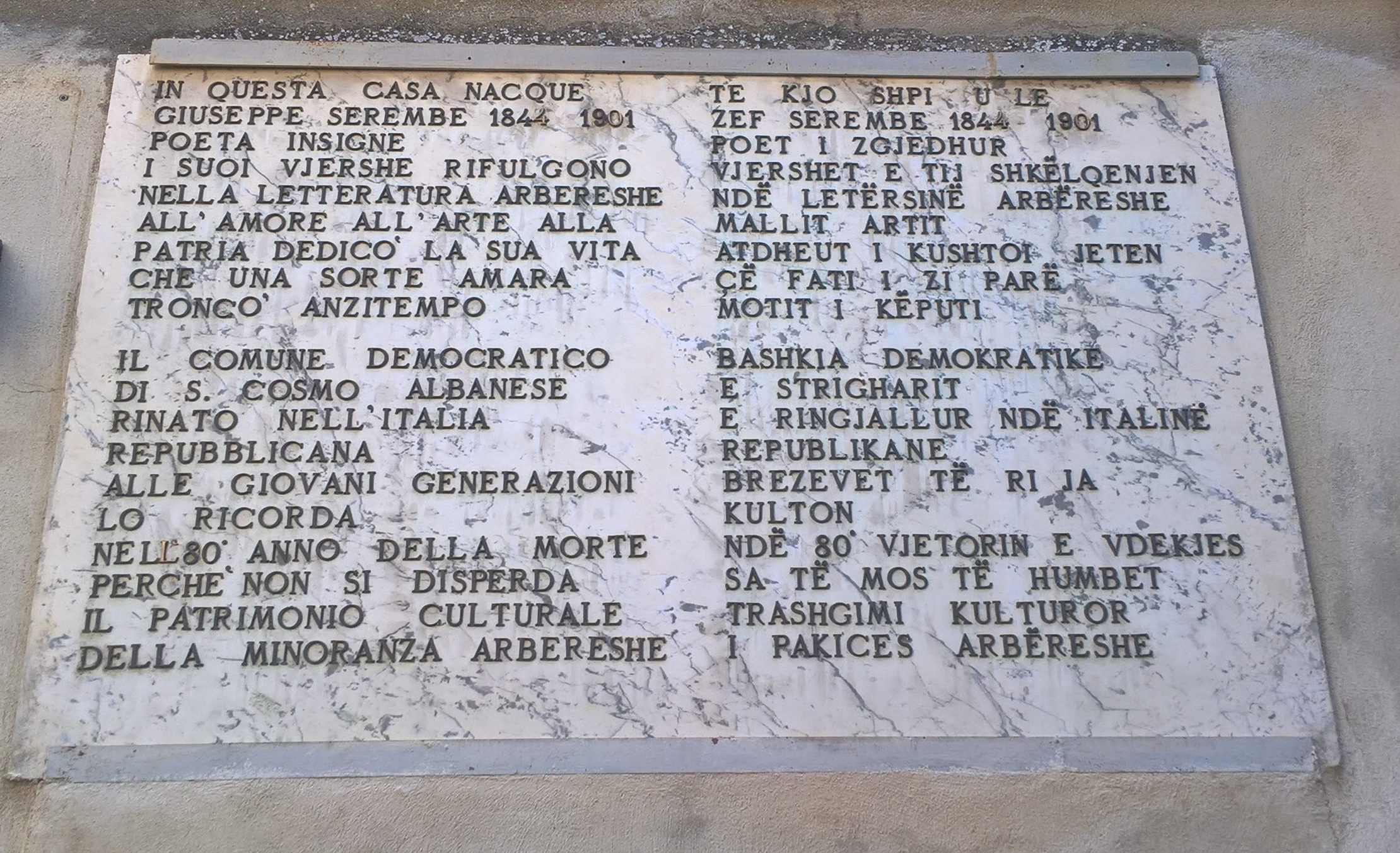
Targa in memoria di Zef Serembe a San Cosmo Albanese (CS), noto letterato albanese di Calabria.

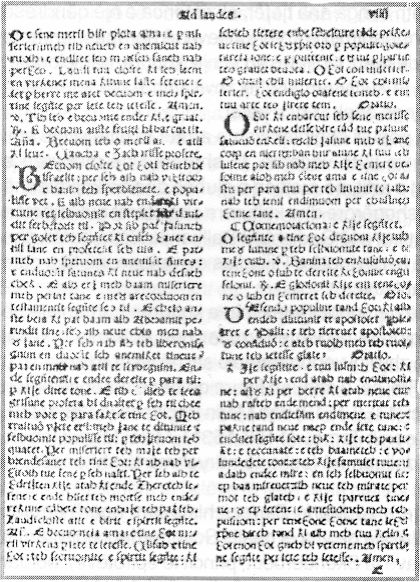
Meshari, il più antico documento in albanese riscoperto da mons. Paolo Schirò.

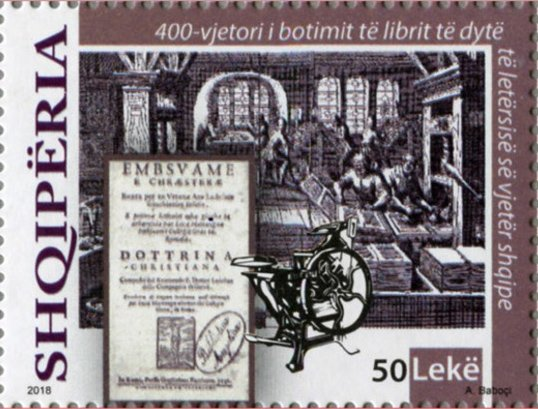
Posta Shqiptare, 2018, francobollo celebrativo del 400mo anniversario della pubblicazione del Catechismo di papàs Luca Matranga, il secondo libro più antico (1592) in albanese oggi conosciuto.

Rispetto all'albanese comune, l'arbëresh registra alcune caratteristiche fonologiche proprie che nel sistema consonantico sono le seguenti: c/x, c/xh, s/z, sh/zh, f/v, th/dh, h, hj/j. In molti dialetti arbëreshë c'è una tendenza alla sostituzione di a) gh per ll, come a Piana degli Albanesi, Carfizzi ed Ejanina; dopo u accentata ll può anche scomparire come a Greci; b) h diventa gh (fricativo) a San Demetrio Corone e Macchia Albanese. Le parlate arbëreshe quindi, pur mantenendo nella loro struttura fonetica, morfosintattica e lessicale tratti comuni, registrano variazioni da paese a paese. La frammentazione territoriale ha naturalmente inciso sulla tipologia linguistica delle comunità albanesi d'Italia, anche per i contatti, se pur rari in passato, con diverse varietà dialettali italo-romanze, introducendo così elementi di prestito a volte diversificati da una località all'altra.
Oggi, anche se la lingua contemporanea standard d'Albania si basa quasi esclusivamente sulla parlata meridionale (per via delle decisioni prese dall'azione del dittatore Enver Hoxha, nativo di Argirocastro), l'albanese parlato in Italia è di non immediata comprensione per un madrelingua albanese d'Albania. In ogni modo, a parte gli elementi innovativi sviluppatesi nel corso della permanenza in Italia, l'arbërisht rimane di discreta mutua intelligibilità per un albanese dei Balcani. Esso non si può dire per gli italo-albanesi, che a primo impatto possono non comprendere totalmente la lingua albanese standard, e fin che ciò avvenga ci vuole uno sforzo reciproco da entrambi i dialogatori e uno studio di base della lingua.
In generale si ritiene che il livello di intercomprensione linguistica tra gli albanesi d'Italia (arbëreshë) e gli albanesi d'Albania e dei Balcani (shqiptarë) sia discreto. Si stima che il 45% dei vocaboli arbëreshë siano in comune con la lingua albanese attuale d'Albania, e che un altro 15% sia rappresentato da neologismi creati da scrittori italo-albanesi e poi passati nella lingua comune; il resto è frutto di contaminazione con l'italiano ma soprattutto con i dialetti delle singole realtà locali del sud Italia.
Non esiste una struttura ufficiale politica, culturale e amministrativa che rappresenti le comunità albanesi in Italia. È da rilevare il ruolo di coordinamento istituzionale svolto in questi anni dalle singole province del meridione italiano con la presenza arbëreshë, in primis quelle di Cosenza e Palermo, che hanno creato appositi Assessorati alle Minoranze Linguistiche. Le eparchie di Lungro e Piana degli Albanesi rimangono in ogni modo le realtà che maggiormente tutelano e tramandano il patrimonio linguistico avito. La lingua arbëreshe dal 1999 è pienamente riconosciuta dallo Stato Italiano come "lingua di minoranza etnica e linguistica", particolarmente nell'ambito delle amministrazioni locali e nelle scuole dell'obbligo. Essendo a rischio di scomparsa, influenzata in modo notevole dal lessico italiano, numerose associazioni la tutelano e la valorizzano attraverso riviste, radio private o siti web. Gli statuti regionali di Molise, Basilicata, Calabria e Sicilia fanno riferimento alla lingua e alla tradizione albanese, tramite il suo studio anche nelle sedi scolastiche e universitarie, ciononostante gli arbëreshë continuano ad avvertire la propria sopravvivenza culturale minacciata.

### Tradizione linguistico-letteraria

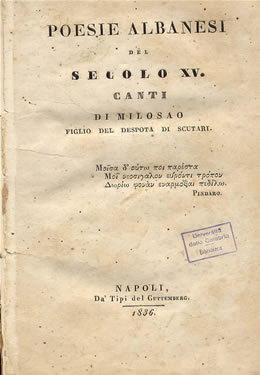
Girolamo De Rada, Canti di Milosao (1836)

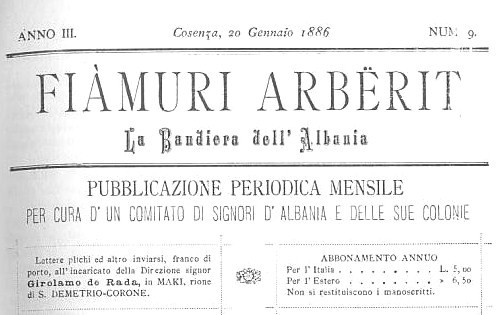
Fiàmuri Arbëria La Bandiera dell'Albania, mensile di Girolamo de Rada (1886)

La storia della minoranza italo-albanese presenta caratteristiche singolari e, per molti aspetti, uniche rispetto alle tradizioni linguistiche e letterarie delle altre minoranze esistenti in Italia: essa possiede - a differenza delle altre - una vera e propria letteratura, colta e cospicua, che spazia dalla fine del XVI secolo fino ad oggi.
Il rapporto dell'arbëresh con le altre tradizioni linguistiche albanesi, presenti nella stessa Albania e in varie parti d'Europa, è di diretta e rilevante partecipazione nella nascita della lingua scritta e letteraria albanese, così come noi oggi la conosciamo. In ogni caso, le comunità albanesi d'Italia hanno mantenuto uno stretto legame interiore con la propria lingua e i propri costumi. Il sentimento di appartenenza a una comunità più ampia, anche a differenza della religione e costumi, è stata cementata prima di ogni altra cosa dalla comunanza della lingua.
La tradizione linguistica-letteraria italo-albanese si intreccia con la storia della lingua albanese d'Albania senza altre caratteristiche. Non esiste insomma un rapporto, per così dire di dipendenza gerarchica tra lingua parlata delle popolazioni albanesi dell'Italia e la lingua albanese parlata in Albania. Più che un rapporto di diretta filiazione, e dipendenza, si deve correttamente parlare di tradizione parallela e paritaria, che condivide per un lungo periodo con le altre tradizioni culturali albanofone molti aspetti dello sviluppo della lingua, della letteratura e, d'altre parte, ovviamente, se ne differenzia per gli aspetti legati alla particolarità di luogo, organizzazione sociale, economica e giuridica specifiche di ogni stanziamento.
Gli scrittori e i poeti italo-albanesi hanno contribuito alla genesi e all'evoluzione di tutta la letteratura albanese. Sia per i contenuti sia per il valore poetico, gli autori arbëreshë, compaiono con grande rilievo in tutte le storie della letteratura della Repubblica Albanese. Tra l'altro le parlate arbëreshe hanno avuto anche un ruolo di fonte di arricchimento lessicale della lingua letteraria albanese, con una produzione scritta significativa, con la quale incomincia l'intera tradizione letteraria in lingua albanese. La letteratura albanese della diaspora nasce, in variante tosca, con E Mbësuame e Krështerë (la Dottrina Cristiana) di Luca Matranga nel 1592. In questa opera si trova la prima poesia religiosa in lingua albanese.

### La tutela della lingua

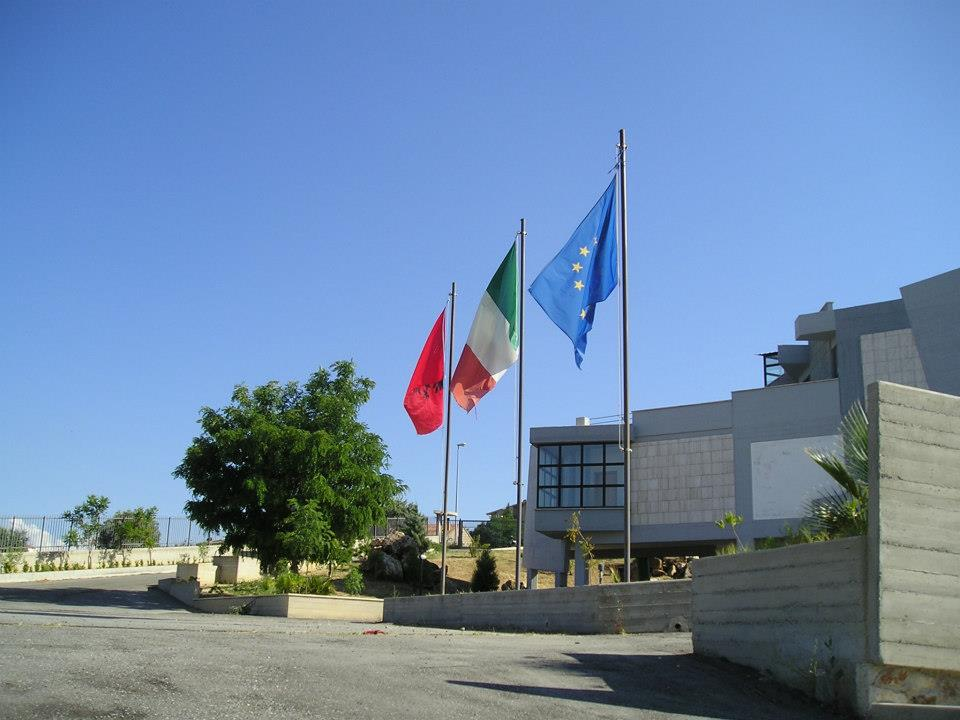
Il "Centro Studi per le Minoranze Etniche" a San Giorgio Albanese in Calabria.

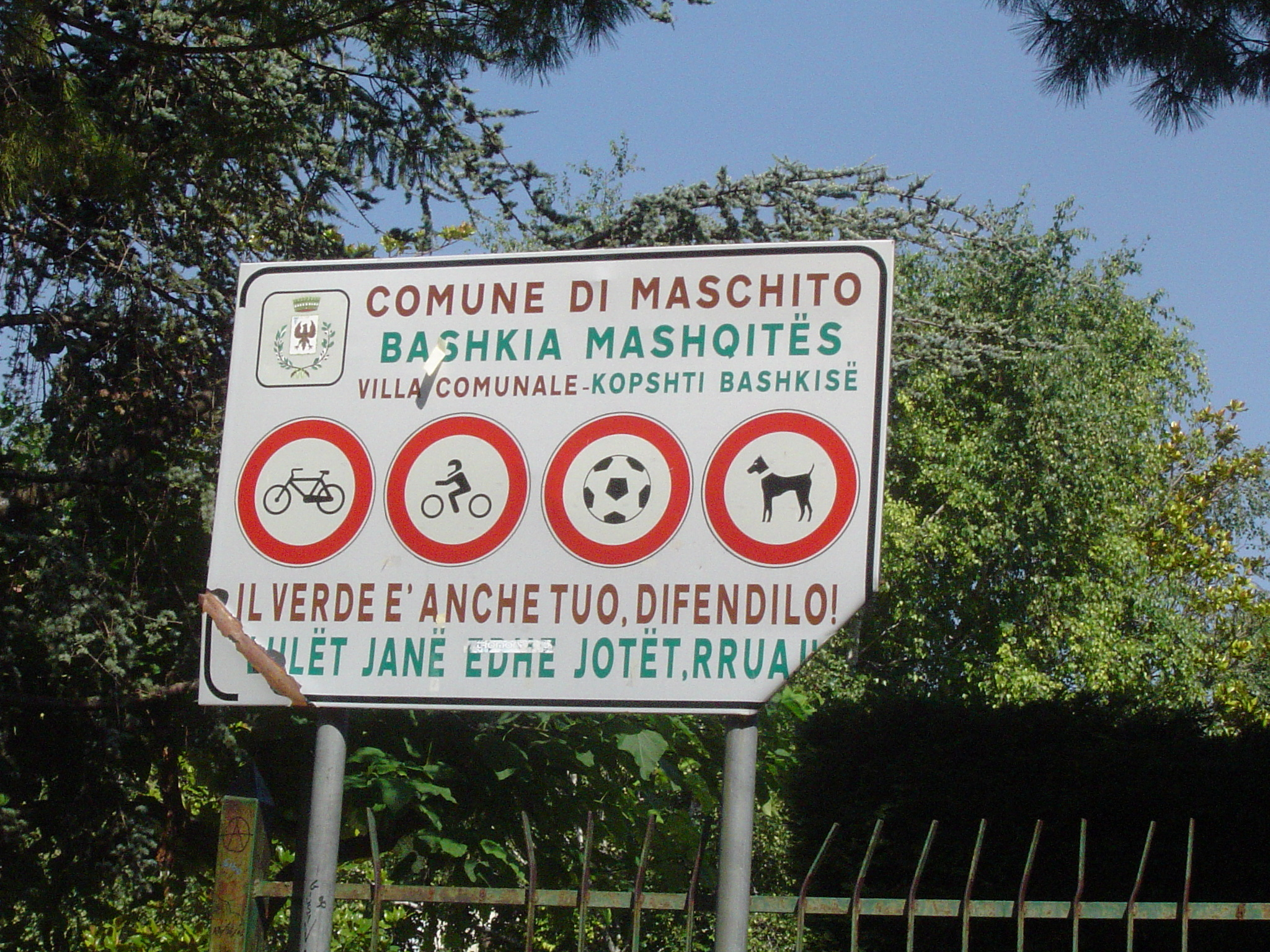
Cartello bilingue a Maschito in Basilicata.

Una tabella di San Costantino Albanese in Basilicata.

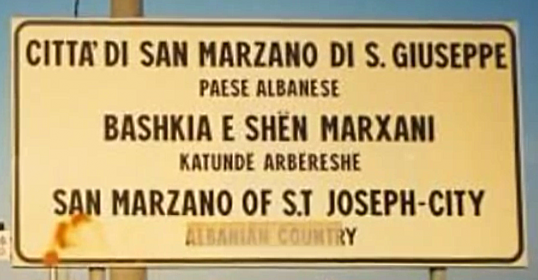
Insegna stradale a San Marzano di San Giuseppe in Puglia.

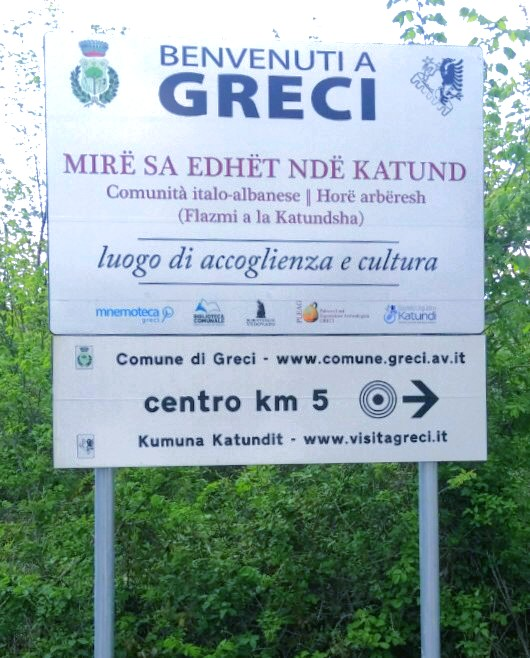
Insegna stradale bilingue a Greci in Campania.

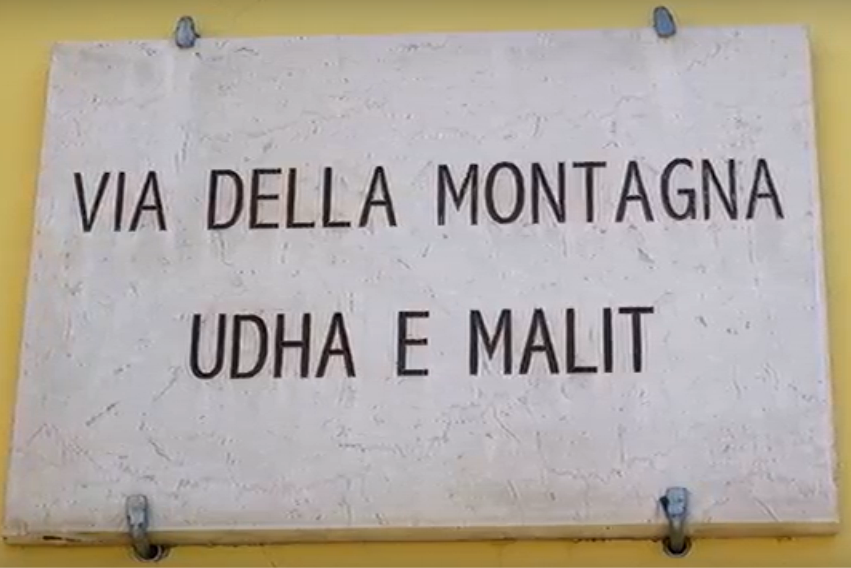
Tabella a Frascineto in Calabria.

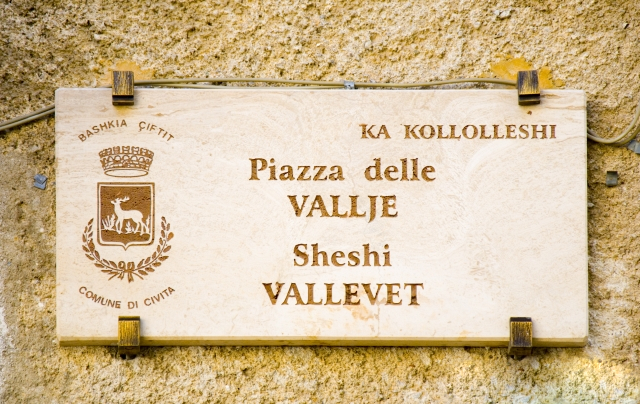
Tabella a Civita in Calabria.

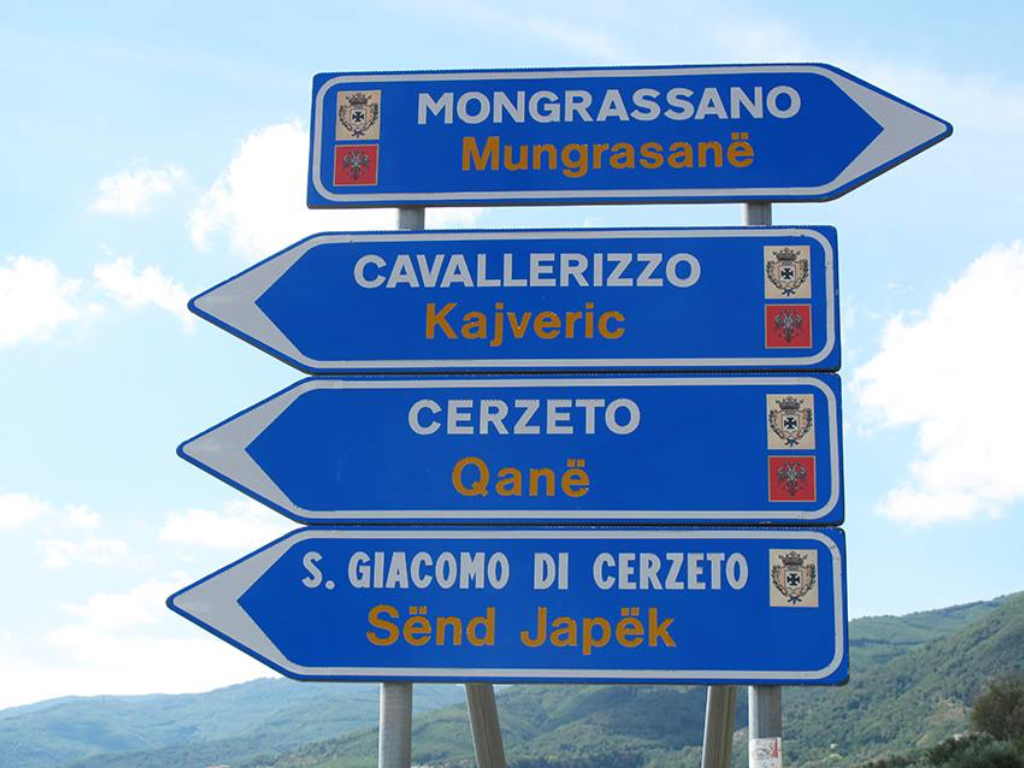
Insegne in provincia di Cosenza.

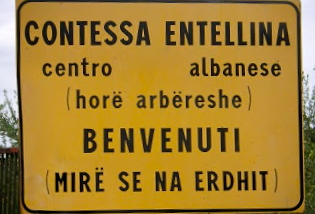
Cartello bilingue a Contessa Entellina in Sicilia.

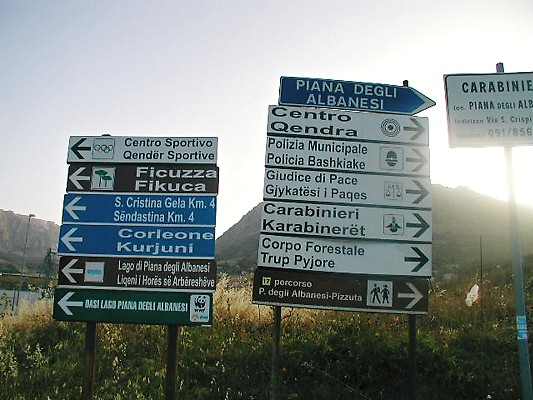
Insegne stradali bilingui a Piana degli Albanesi in Sicilia.

Il problema della tutela delle minoranze interne, in Italia, è stato posto con forza all'attenzione dell'opinione pubblica nazionale verso la fine degli anni '60, grazie all'impiego di associazioni, riviste e gruppi di intellettuali che hanno espresso un vasto movimento d'opinione a sostegno del recupero della diversità linguistica e culturale e della rivalorizzazione dell'identità etnica di tutti i soggetti minoritari presenti nello Stato italiano. Gli italo-albanesi, in questo senso, hanno svolto un ruolo di primissimo piano.
L'interesse per i diritti linguistici e culturali dell minoranze è così venuto crescendo nel corso degli anni '70 e negli anni '80, e tra le iniziative che confermarono questa nuova attenzione per il pluralismo linguistico in genere e verso le "piccole patrie" dell'Arbëria è stata l'organizzazione di convegni e incontri di studio di livello scientifico sull'argomento, tra i quali spicca il IX Congresso Internazionale di Studi Albanesi (Etnia albanese e minoranze linguistiche in Italia), promosso nel 1981 dall'Istituto di Lingua e Letteratura Albanese dell'Università di Palermo e dal Centro Internazionale di Studi Albanesi "Rosolino Petrotta".
Dal 1999, con la Legge n. 482 del 15 dicembre - "Norme in materia di tutela delle minoranze linguistiche storiche", si tutelano le minoranze etniche e linguistiche presenti sul territorio italiano, fra cui quella albanese.
I diritti della minoranza etnica e linguistica albanese d'Italia sono riconosciuti nei testi normativi alla base delle istituzioni nazionali e internazionali (UNESCO, Unione europea, Consiglio d'Europa, Costituzione della Repubblica Italiana e poi a livello regionale). In attuazione dell'articolo 6 della Costituzione e in armonia con i principi generali stabiliti dagli organismi europei e internazionali, la Repubblica Italiana tutela, valorizza e promuove il patrimonio linguistico e culturale delle popolazioni albanesi.
Quando le minoranze linguistiche, menzionate nell'articolo 2, si trovano distribuite su territori provinciali o regionali diversi, esse possono costituire organismi di coordinamento. Tra le principali norme emanate dalla legge c'è l'introduzione della lingua minoritaria albanese come materia di studio nelle scuole. Nelle scuole materne dei comuni l'educazione linguistica prevede, accanto all'uso della lingua italiana, anche l'uso della lingua della minoranza per lo svolgimento delle attività educative. Nelle scuole elementari e nelle scuole secondarie di primo grado è previsto l'uso anche della lingua arbëreshe come strumento di insegnamento.
La lingua arbëreshe continua ad essere regolata e insegnata dalle Cattedra di Lingua e Letteratura Albanese dell'Università di: Napoli, Palermo, Roma, Cosenza, Padova, Bari. Alcuni “sportelli linguistici” provinciali sono stati attivati in Sicilia, a Palermo, in collaborazione con il dipartimento di lingua albanese dell'Università e le biblioteche locali, e in Calabria, a Catanzaro e a Cosenza, questi in collaborazione con la Sezione di Albanologia del Dipartimento di Linguistica dell’Università della Calabria, presso la quale sono attualmente attivati gli insegnamenti di Lingua e letteratura albanese (dal 1973), Dialetti albanesi dell’Italia meridionale (dal 1980) e Filologia albanese (dal 1993). Con la riforma degli ordinamenti didattici (2002), si sono affiancati all’insegnamento di Lingua e letteratura albanese, i due insegnamenti distinti di Letteratura albanese e di Lingua e traduzione albanese.
Le maggiori riviste arbëreshe sono: «Besa» (Fede, Roma); «Basilicata Arbëreshe»; «Catanzaro Arberia»; «Dita Jote» (Il tuo giorno, Santa Sofia d’Epiro, Cs); «Kamastra» (Molise); «Katundi Ynë» (Paese Nostro, Civita, Cs); «Kumbora» (Ururi, Cs); «Lidhja» (L’Unione, Frascineto, Cs); «OC Oriente Cristiano» (Palermo); «Fiala e t'in' Zoti» (La Parola del Signore), «Jeta Arbreshe», «Lajmtari i Arbreshvet» (Il notiziario italo-albanese), «Mondo Albanese», «Biblos» (Piana degli Albanesi, Pa); «Shejzat» (Le Pleiadi, Roma); «Uri» (Il Tizzone, Spezzano Albanese, Cs); «Zëri Arbëreshvet» (La Voce degli Italo-Albanesi), «Jeta Arbëreshe» (Ejanina, Cs); «Zgjimi» (Il Risveglio, San Benedetto Ullano) e «Zjarri» (Il Fuoco, San Demetrio Corone, Cs).

### Frasi in linguaarbëreshe
In generale la lingua albanese parlata nelle varie oasi d'Italia non è molto differente da quella standard parlata oggi in Albania. Essa possiede, comunque, delle varianti dovute alla provenienza degli abitanti (geghi o toschi), alla storia locale e al contempo all'aspetto di mantenimento di una lingua più "pura" e arcaica.
L'incontro tra arbëreshë di diverse località, o tra arbëreshë e shqiptarë, apre certamente un dialogo in lingua albanese emotivamente e umanamente coinvolgente. Lo spirito di fratellanza ha concretezza nel famoso detto gjaku jonë i shprishur (il sangue nostro disperso), che è l'essenza stessa della comune origine.
La lingua albanese parlata dagli italo-albanesi, gjuha arbëreshe, non è conosciuta da molti visitatori e di solito ogni tentativo di parlarlo è accolto con entusiasmo e gratitudine. Queste a seguire sono le migliori frasi per essere cortesi e per un dialogo essenziale.
| Albanese standard              | Arbëresh (varianti albanesi d'Italia)          | Italiano                                 |
| ------------------------------ | ---------------------------------------------- | ---------------------------------------- |
| Përshëndetje / Tungjatjeta     | Falem, Falemi (se più di una persona)          | Salve / Ciao                             |
| Mirë se erdhët, Mirë se vini   | Mirë se (na) erdhët, Mirë se erdhtit           | Benvenuti                                |
| Mirëdita                       | Mirëdita                                       | Buongiorno                               |
| Mirëmëngjes                    | Mirëmenat                                      | Buongiorno (mattina, sino a mezzogiorno) |
| Mirëmbrëma                     | Mirëmbrëma                                     | Buonasera                                |
| Çfarë po bën?                  | Çë je bën?                                     | Che fai?                                 |
| Si je?                         | Si je? Si rrì? Si vemi?                        | Come stai?                               |
| Shumë mirë                     | Shumë mirë                                     | Molto bene                               |
| Faleminderit! Të lutem         | Faleminderit! Haristis! Paqë! Mosgjë / Faregjë | Grazie! Prego                            |
| Flet shqip?                    | Flet, Fjet, Fol, Gyjëkon arbërisht?            | Parli albanese?                          |
| Unë flas pak                   | U flas pak, U fjas pak                         | Io parlo poco                            |
| Unë banoj në Strigar           | U rri Strigar                                  | Io abito a San Cosmo Albanese            |
| Nga je?                        | Nga je? Ka je?                                 | Di dove sei?                             |
| Unë jam (vij) nga Korça        | U jam (vinj) ka/nga Korça                      | Io vengo da Coriza                       |
| Je shqiptar?                   | Je arbëresh?                                   | Sei albanese?                            |
| Si quhesh? Si e ke emrin?      | Si të thonë? Si të thonjën?                    | Come ti chiami?                          |
| Unë quhem Ëngjëlla             | Më thonë Ëngjëlla, Më thonjën Ëngjëlla         | Mi chiamo Angela                         |
| Më falni / Më vjen keq         | Ka më ndjéni, Ndjésë                           | Scusi / Mi scuso                         |
| Nuk e kuptova                  | Nëng ndjova, Ngë e ndëlgova                    | Non ho capito                            |
| Është mirë / Në rregull        | Isht mirë / Vete mirë                          | Va bene                                  |
| Unë shkoj                      | U jam e vete                                   | Io vado                                  |
| Ju lutem                       | E parkàles / Ju lutem                          | Per favore                               |
| Qofsh ty i gëzuar              | Klofsh ty i gëzuar                             | Possa tu essere felice                   |
| Gezohem që u njohëm            | Gezonem të të njoh                             | Piacere di conoscerti                    |
| Ju bëftë mirë                  | Ju bëftë mirë                                  | Buon appetito (a voi)                    |
| Të jesh mirë / Gjithë të mirat | Të jesh mirë / Rrij mirë                       | Stammi bene                              |
| Natën e mirë                   | Natën e mirë                                   | Buonanotte                               |
| Mirupafshim                    | Qavarrisu, Mirupafshim, Shihemi, Dukemi        | Arrivederci                              |
| Po                             | O, Ëhj, Né                                     | Sì                                       |
| Jo                             | Jo                                             | No                                       |

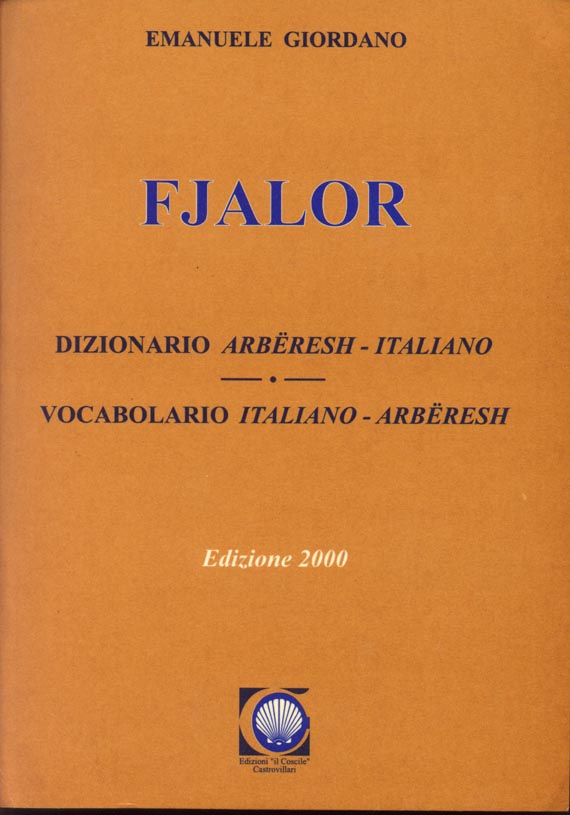
Dizionario degli Albanesi d'Italia di Papàs E. Giordano, Ejanina 1963.

Note: di solito si dice mirëmenatë il mattino presto, mirëdita durante il giorno e si passa a mirëmbrëma verso la sera. Si usa natën e mirë per augurare buonanotte a qualcuno che non si vedrà più per quella sera.
Alcune parole, uguali o simili tra di loro, possiedono significati diversi nell'albanese standard parlato nei Balcani (shqip) e nell'albanese antico parlato in Italia (arbëresh).
| Arbëresh   | italiano (significato) | Albanese standard                                              |
| U shurbenj | Io lavoro              | Unë punoj                                                      |
| U punonj   | Io aro il terreno      | Unë punoj tokën                                                |
| Kopil      | Ragazzo                | Djal (kopil = figlio illegittimo)                              |
| Brekë      | Pantaloni              | Pantallona (brekë = mutande) / Tirqë (Pantaloni trad. di lana) |
| U zienj    | Io cucino              | Unë gatuaj (unë ziej = io bollo)                               |

## Religione

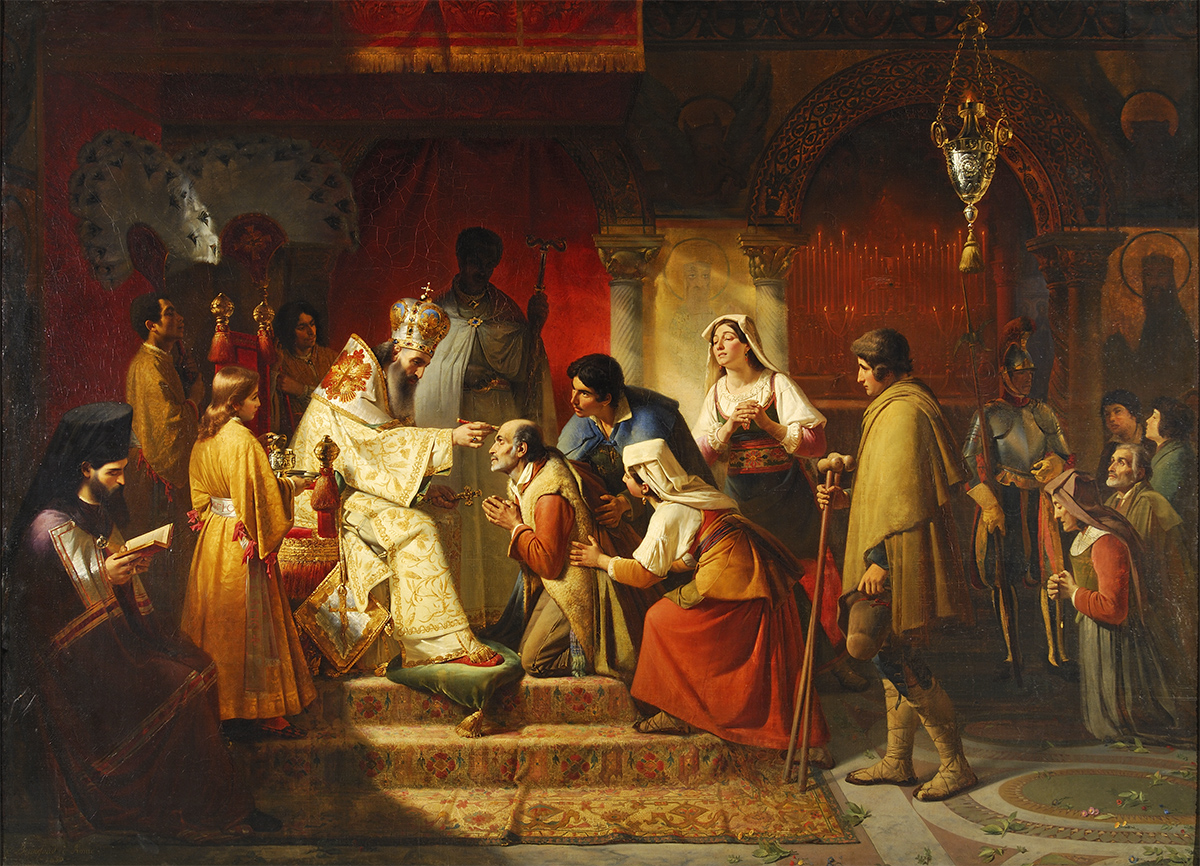
Jean-Claude Bonnefond, Cerimonia dell'Acqua Santa nella chiesa di Sant'Atanasio dei Greci a Roma (1830)

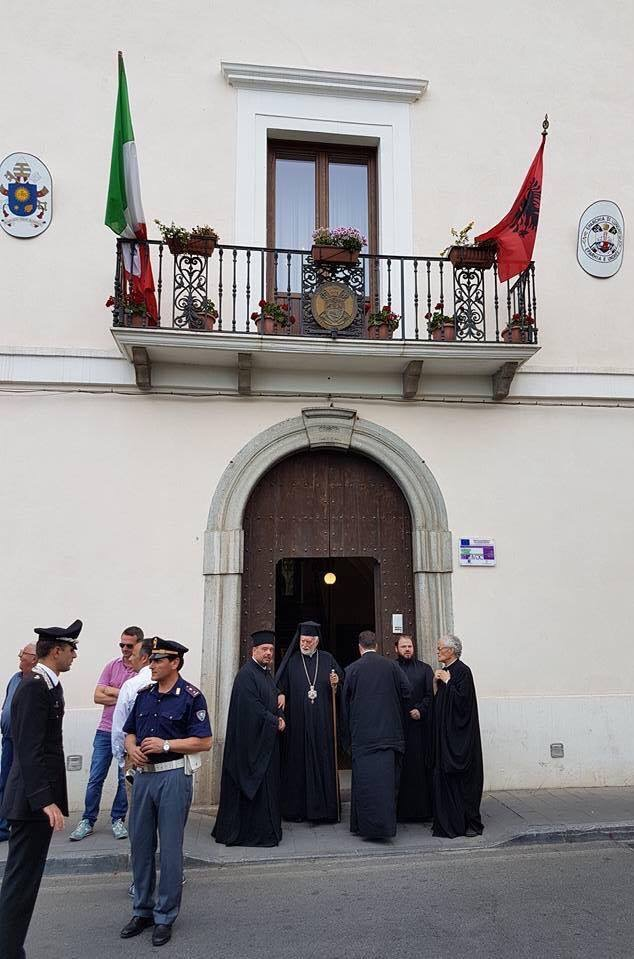
Lungro (CS), Eparca e sacerdoti italo-albanesi.

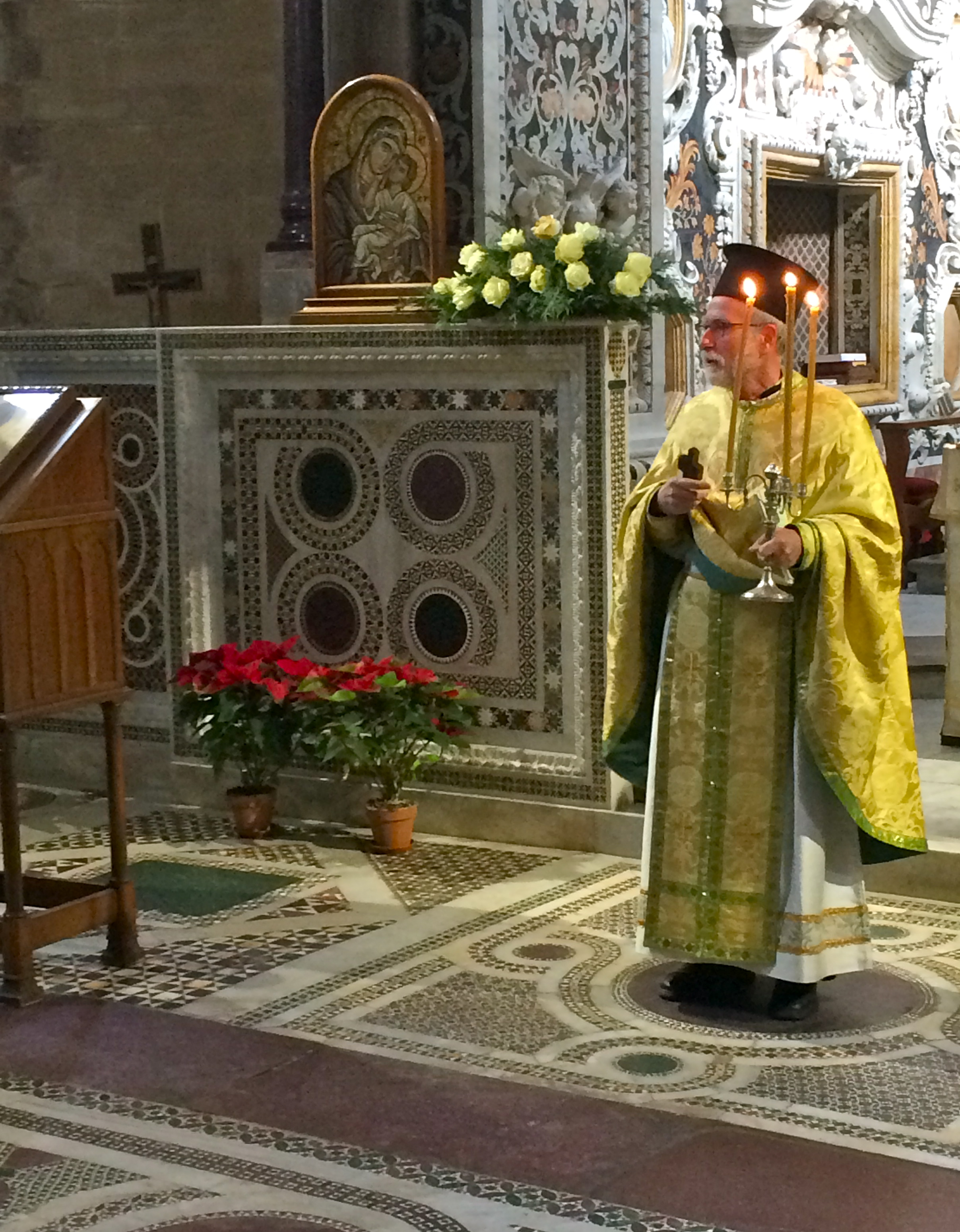
Sacerdote italo-albanese di rito bizantino a Palermo in Sicilia.

Il rito religioso seguito dagli albanesi rifugiati in Italia era quello bizantino nella lingua greca antica – da ciò derivò una certa confusione che si è fatto in passato tra greci e albanesi a proposito degli abitanti di queste comunità – e in seguito in lingua albanese, secondo le antiche parlate locali. In parte essi erano già, dopo vari Concili, in comunione con la chiesa cattolica; gli altri, una volta in Italia, vi si assoggettarono, continuando a rimanere tenacemente attaccati alla propria identità religiosa bizantina.
Fino alla metà del XVI secolo, queste comunità erano riuscite a mantenere anche costanti rapporti con il Patriarcato di Ocrida (tra l'Albania e l'attuale Macedonia) da cui dipendevano, e che considerò costantemente gli italo-albanesi sotto la sua giurisdizione canonica. Altri rapporti più sporadici furono con le zone di influsso albanese in Morea, con Creta, ancora sotto protettorato veneziano, e successivamente con la zona della Ciamuria.
Sotto il pontificato di papa Clemente XI (1700-1721), di origine albanese, e di papa Clemente XII (1730-1740), si registra un rinnovato interesse da parte della Santa Sede verso la tradizione ecclesiale bizantina, che si manifesta con la fondazione del "Collegio Corsini" di San Benedetto Ullano (1732), poi trasferito nel 1794 a San Demetrio Corone nel "Collegio Italo-Albanese di Sant'Adriano", per le comunità albanesi di rito bizantino della Calabria e del "Seminario Italo-Albanese" di Palermo (1734) per le comunità albanesi di rito bizantino della Sicilia. La presenza di questi due centri culturali garantì alle comunità albanesi della provincia di Cosenza e di Palermo il mantenimento dell'eredità storica e culturale, su cui si formò un filone di impegno civile e intellettuale attento alle istanze libertarie e democratiche della società italiana. Ma oltre a formare intellettuali e clerici progressisti, che svolsero un ruolo di protagonisti nel movimento risorgimentale italiano e albanese, queste due istituzioni favorirono con la propagazione delle nuove idee romantiche, il sorgere tra gli arbëreshë di una più matura e diffusa coscienza nazionale.

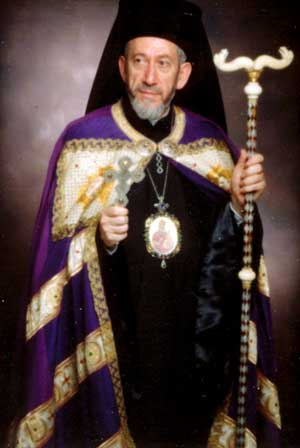
L'Eparca di Piana degli Albanesi Sotìr Ferrara (1937 – 2017)

La vita quotidiana del popolo albanese d'Italia era prima scandito sia dagli agenti atmosferici (molti paesi albanesi hanno climi rigidi data la loro altezza sul livello del mare), sia dal lavoro e quanto soprattutto dalla preghiera e dalle festività religiose.
La società italo-albanese è in buona parte laica, ma la presenza dominante delle chiese di ispirazione bizantina e dei ministri del culto testimoniano visivamente quanto la religione cristiana sia ancora un elemento di riferimento nella società arbëreshe. Non è solo un fatto numerico (le statistiche delle due eparchie parlano di una popolazione di rito bizantino per oltre il 96%; gli italo-albanesi di rito latino sono il 4%), e neppure dottrinale, ma dalla persistenza di un primato "morale" che nasce dai cinque secoli di diaspora, a causa della dominazione ottomana dell'Albania e dei Balcani, in cui la religione cristiana e i suoi sacerdoti-monaci furono i custodi della cultura, della lingua, delle tradizioni avite albanesi.
Oggi il rito bizantino sopravvive nelle comunità albanesi in provincia di Potenza, Pescara, nei comuni di Lecce e Bari, e soprattutto nelle comunità albanesi della provincia di Cosenza in Calabria e della provincia di Palermo in Sicilia. A causa delle pressioni della Chiesa latina, infatti, alcuni centri albanesi in Campania, Molise e Puglia sono passati, fra XVIII e XIX sec., dal rito orientale al rito cattolico romano.

### Storia religiosa

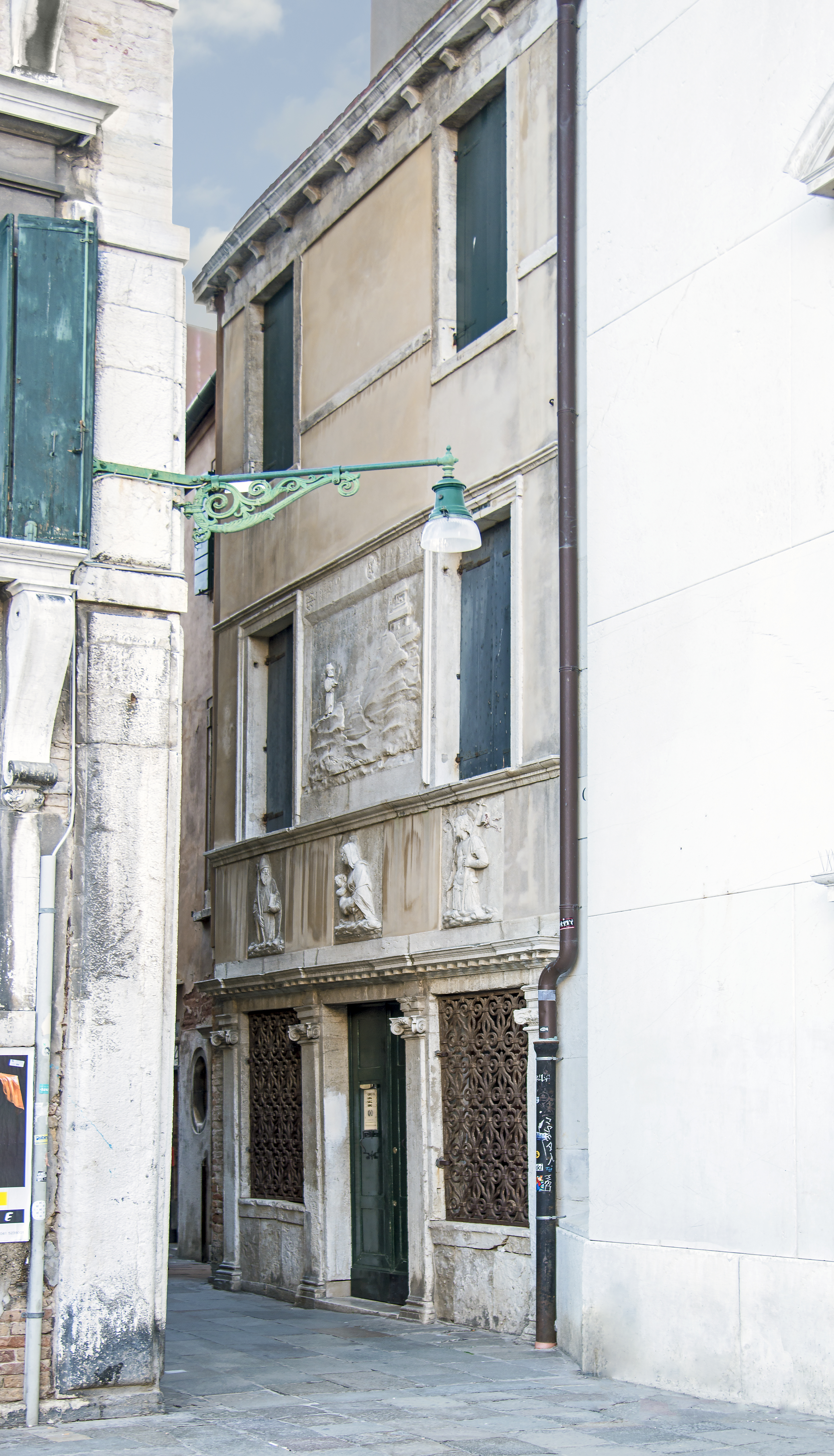
La Scola di Santa Maria degli Albanesi a Venezia (1491)

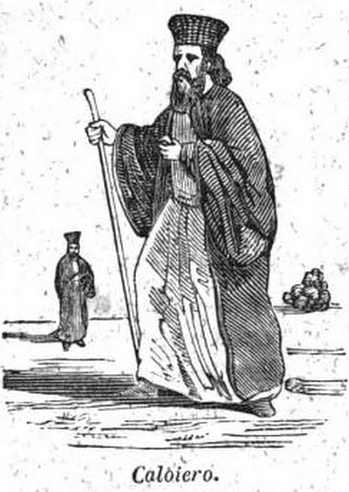
Monaco basiliano italo-albanese (kallogjer o murg).

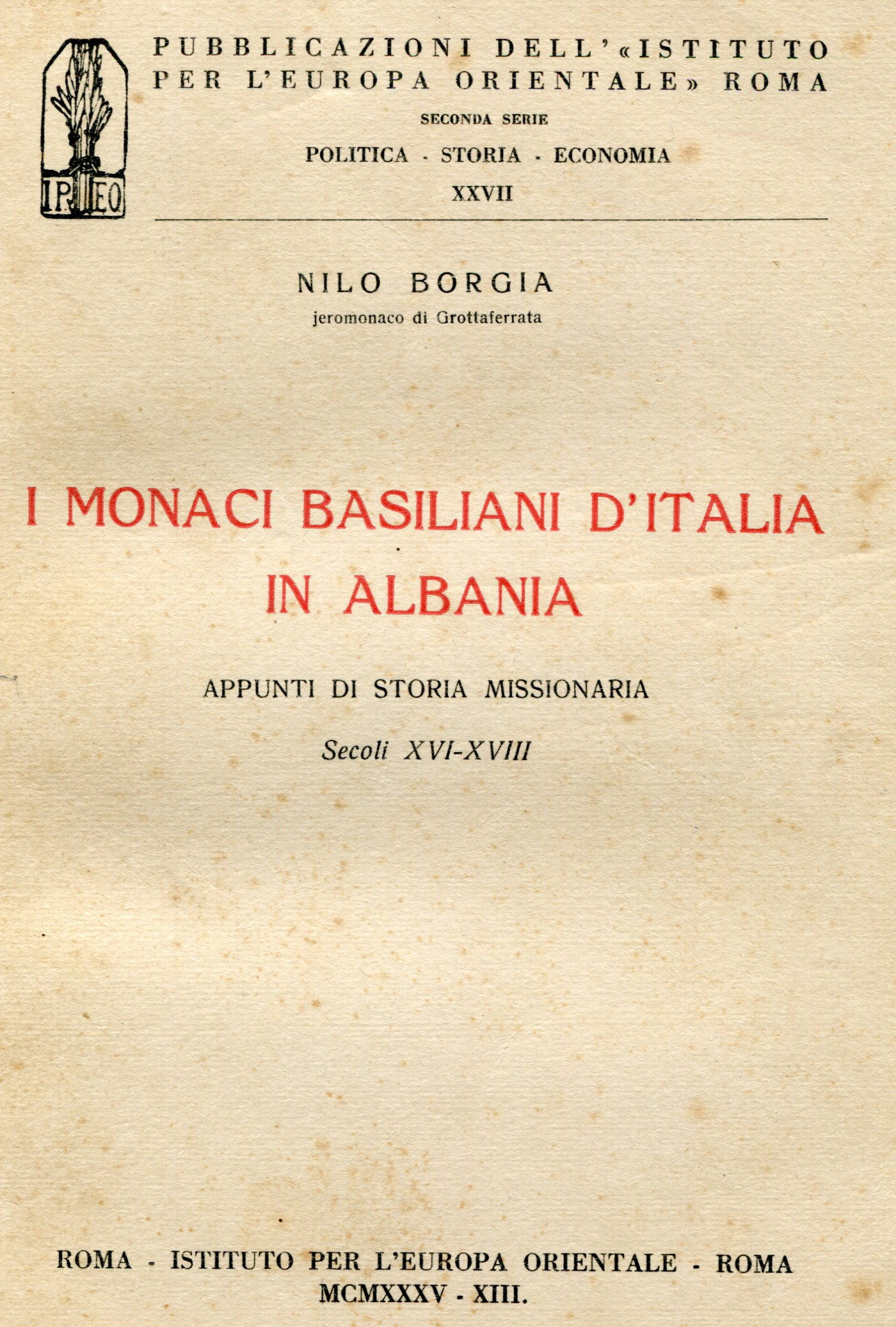
Nilo Borgia, I monaci Basiliani d'italia in Albania. Appunti di storia missionaria. Secoli XVI-XVIII, Roma, 1935-1943.

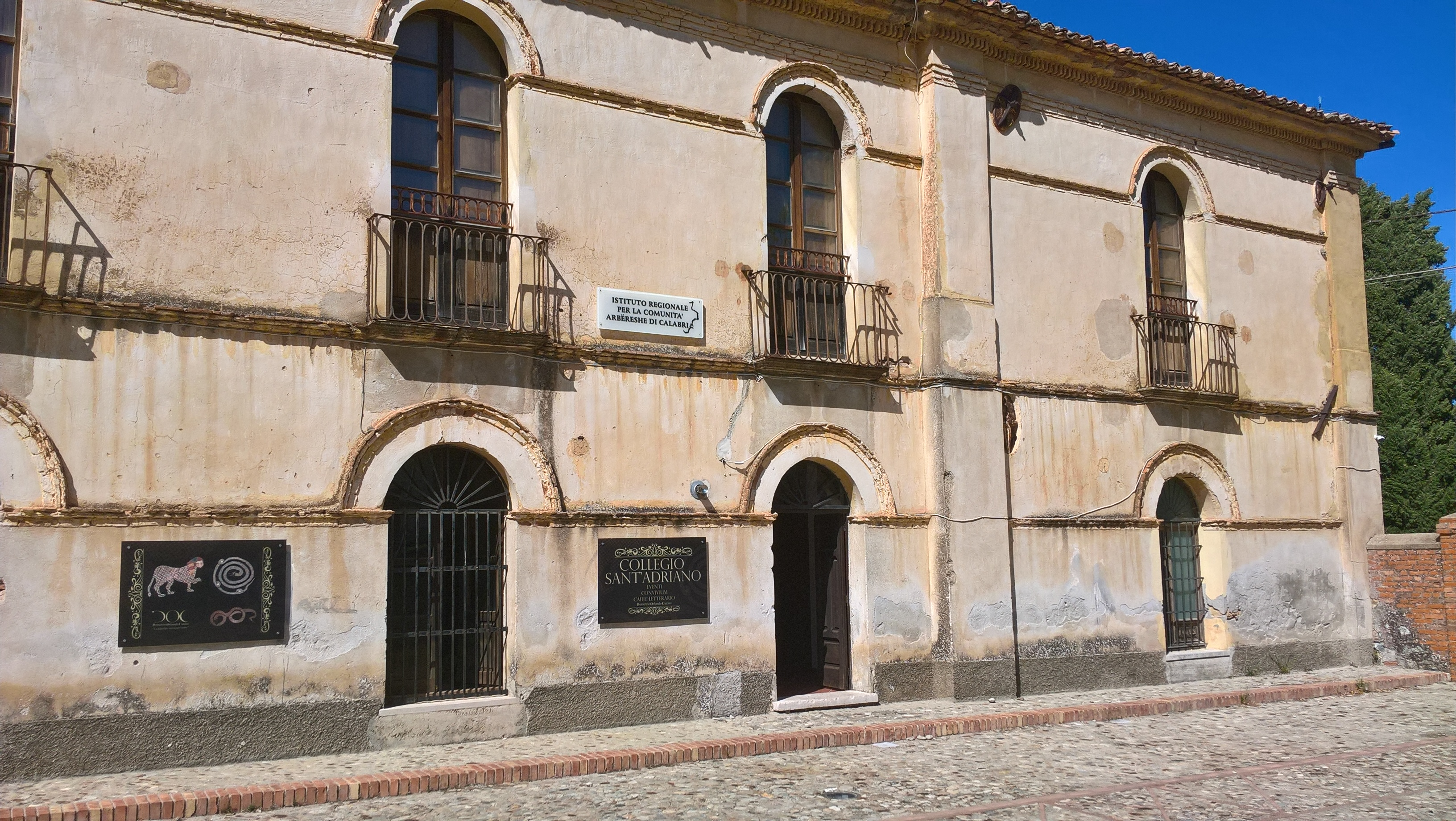
Il Collegio Italo-Albanese Sant'Adriano a San Demetrio Corone (1794), succeduto al Collegio Corsini di San Benedetto Ullano (1732), istituito per la formazione dei giovani albanesi di Calabria candidati al presbiterato "greco".

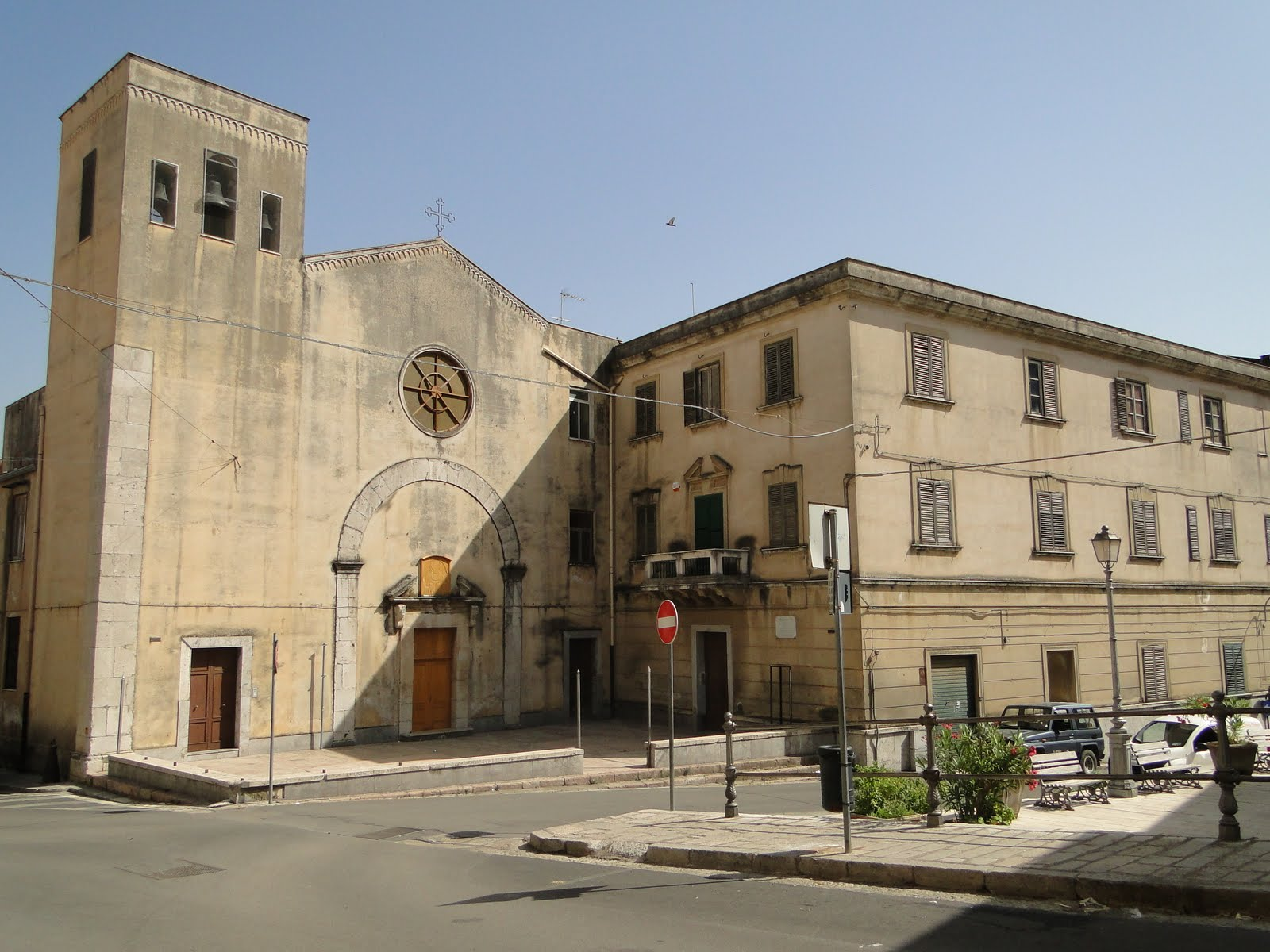
Il Seminario eparchiale di Piana degli Albanesi (1945), erede del distrutto Seminario Italo-Albanese di Palermo (1734), istituito per la formazione dei giovani albanesi di Sicilia candidati al presbiterato "greco".

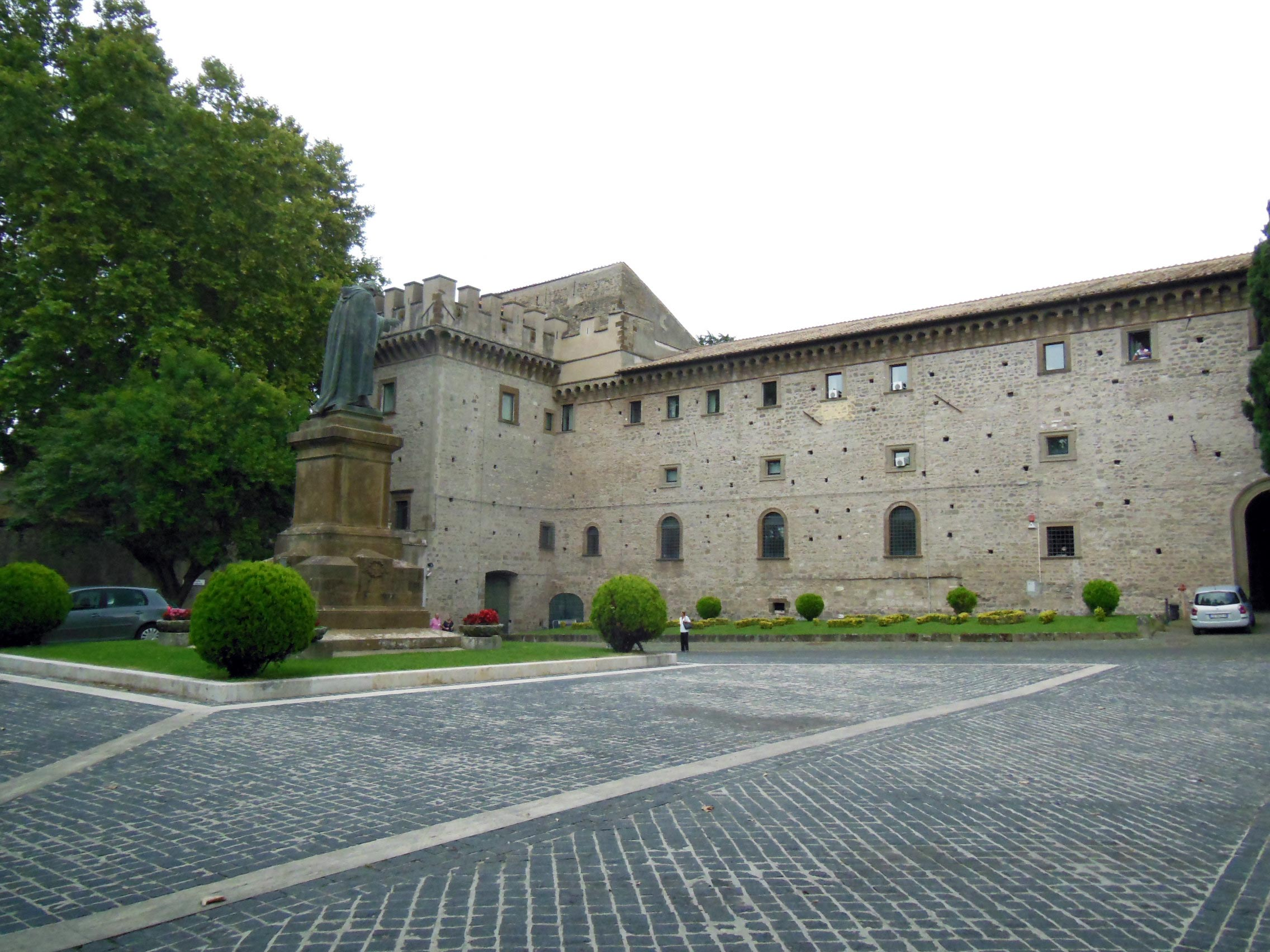
L'ex seminario minore Benedetto XV di Grottaferrata, per lungo tempo liceo-ginnasio che ha accolto alunni italo-albanesi, poi probandi come monaci basiliani o prima completare gli studi al Collegio Greco.

Dopo il 1468, anno di morte di Scanderbeg e l'inizio dell'esodo albanese, si ebbe una grande migrazione che portò numerosi albanesi a stabilirsi sia nel Regno di Napoli sia nel Regno di Sicilia. Gli esuli provenivano in massa dall'Albania (anche nota in Occidente come Epiro - Ciamuria - o Macedonia) e in generale, in secondo momento, dai territori albanofoni dei Balcani (Macedonia, Attica, Eubea, Morea, ecc.) e albanofoni di Creta (Candia).
Questa popolazione albanese era cristiana cattolica di tradizione orientale (del tutto ortodossa ma in comunione con Roma), già sotto la giurisdizione del patriarcato di Costantinopoli. A seguito del Concilio di Basilea, Ferrara e Firenze gli albanesi, eliminando di fatto il grande Scisma con la Bolla di Unione con i Greci, mantennero il rito orientale e riconobbero il papato. La Bolla di unione tra Chiesa latina e Chiesa greca, emanata al Concilio di Firenze (1439), è il momento nel quale gli albanesi ritornarono di fatto al cattolicesimo mantenendo il rito greco. La bolla di unione ricompose così l'unità del Cristianesimo; la tradizione orientale e quella occidentale si riconoscono definitivamente l'un l'altra. Gli arbëreshë, già di dipendenza romana sino alla crisi iconoclasta, si ritrovano ora (Firenze) in comunione con Roma e con Costantinopoli. Denunciata, da Costantinopoli, l'unione di Firenze, gli albanesi sino a tardi, e gli arbëreshë per sempre, rimangono fedeli a Roma.
Per qualche tempo dopo il loro arrivo in Italia, gli albanesi furono affidati a vari metropoliti, nominati dall'arcivescovo di Ocrida, con il consenso del Papa.
I contatti con la madrepatria furono nel tempo ostacolati particolarmente dalle differenze di carattere religioso. Molti degli abitanti dell'Albania storica passarono all'islam, dopo la conquista ottomana del paese - questo specialmente dal XVIII secolo in poi - mentre gli albanesi d'Italia continuarono a conservare, in gran parte, la fede cristiana di rito bizantino, talvolta detto greco per la lingua greca antica utilizzata nelle pratiche liturgiche.
Gli albanesi trasferiti nella Repubblica di Venezia (generalmente gheghi del nord, ad esempio da Durazzo, Scutari, Kosova, sino alla parte più settentrionale dell'Albania Veneta), sia cattolici di rito greco che di rito latino, si organizzarono in una congregazione, la Scuola di Santa Maria degli Albanesi (1491), uno dei cuori della vita civile e religiosa albanese nella città, insieme alla chiesa di rito greco di Chiesa di San Giorgio dei Greci (1539).
Nel 1573 il pontefice Gregorio XIII, sentite le istanze della minoranza religiosa albanese di rito greco-bizantino, istituì la Congregazione dei Greci a Roma. Nonostante la contrarietà della Compagnia di Gesù, che riteneva più opportuno romanizzare le comunità di rito greco, in seno alla Congregazione prevalse la posizione del cardinale Giulio Antonio Santoro che, rispettoso dell'autonomia culturale della minoranza albanese, propose la creazione di un Collegio Greco per la formazione religiosa del clero orientale, al fine di evitare eventuali comportamenti eretici. La fondazione del Collegio Greco venne approvata nel 1577 da Gregorio XIII che provvide anche all'acquisto dell'isolato di Via del Babuino destinato ad accogliere il nuovo istituto. Nel 1580 il cardinal Santoro pose la prima pietra della Chiesa di San'Atanasio: la costruzione, affidata a Giacomo Della Porta, era già terminata nel 1583 e il pontefice in persona celebrò la prima messa secondo il rito greco.
Dopo il concilio di Trento le comunità albanesi vennero poste sotto la giurisdizione dei vescovi latini del luogo, determinando, così, un progressivo impoverimento della tradizione bizantina. Fu in questi anni che molti italo-albanesi, a causa delle pressioni della chiesa cattolica locale, furono costretti ad abbandonare il rito bizantino passando al rito latino (per esempio: Spezzano Albanese in Calabria; tre paesi albanofoni del Vulture-Melfese, quali Barile, Ginestra, Maschito; o i quattro comuni albanesi del Molise, ovvero Campomarino, Montecilfone, Portocannone, Ururi). Per salvaguardare la loro tradizione religiosa, la chiesa cattolica, spinta dalle comunità arbëreshe e in particolare dal Servo di Dio Papàs Giorgio Guzzetta, decise di creare delle istituzioni per l'istruzione dei giovani di rito bizantino.
Dal XVI secolo sacerdoti italo-albanesi furono missionari in Albania (arcidiocesi di Durazzo, comprendente la regione dell'Epiro Ciamuria), con vescovi ordinanti per i greco-cattolici albanesi dal 1660 al 1769.
Nel 1732 Papa Clemente XII eresse il "Collegio Corsini" di San Benedetto Ullano per gli albanesi di rito greco in Calabria, poi "Collegio Italo-Albanese Sant'Adriano" trasferito in San Demetrio Corone (1794), e nel 1734 il "Seminario Italo-Albanese" di Palermo per gli albanesi di Sicilia, poi trasferito a Piana degli Albanesi nel 1945. Tra il 1734 e il 1784 la Santa Sede nominava due vescovi ordinanti di rito greco rispettivamente per gli albanesi di Calabria e di Sicilia, con il compito di formare i seminaristi, dare le ordinazioni sacre e conferire i sacramenti secondo il proprio rito. Per molto tempo questa situazione rimase immutata e spesso le comunità albanesi avevano espresso a Roma la richiesta di avere dei vescovi propri con piena autorità.
Nel 1867 era stato abbandonato da Pio IX il principio della preminenza del rito latino sugli altri riti; Leone XIII e i papi successivi compirono altri passi distensivi.
Fu Benedetto XV a esaudire le richieste del popolo italo-albanese, creando nel 1919 un'Eparchia per gli arbëreshë di Calabria e dell'Italia peninsulare con sede a Lungro, staccando dalle diocesi di rito latino le parrocchie che ancora conservano il rito bizantino.
Nel 1937 Papa Pio XI istituì l'Eparchia di Piana degli Albanesi per i fedeli arbëreshë di rito bizantino di Sicilia, riconosciuta civilmente anche dallo Stato italiano.
Legata storicamente e religiosamente al gruppo etnico albanese, seppur con origini più antiche, è anche la circoscrizione della Chiesa Italo-Albanese del monastero Esarchico di Grottaferrata, che ottenne lo status di abbazia territoriale anch'essa nel 1937 dopo l'erezione dell'Eparchia di Piana degli Albanesi.
L'ordine basiliano di Grottaferrata, nel nome della fraterna origine con gli albanesi e nell'obbiettivo di riconvertirli al cristianesimo dei padri, intraprese una attività missionaria in Albania, conclusosi a causa dell'avvento del regime comunista.
Nel corso dei secoli gli arbëreshë sono riusciti a mantenere e a sviluppare la propria identità albanese grazie alla loro caparbietà e al valore culturale esercitato principalmente dai due istituti religiosi di rito orientale, i suddetti seminari, la cui memoria e l'eredità spirituale sono oggi delle sedi eparchiali.
Per il liceo-ginnasio gli alunni italo-albanesi sono stati accolti per lungo tempo al Seminario Benedetto XV di Grottaferrata e infine, per completare gli studi universitari, nel Pontificio Collegio greco di Sant'Atanasio di Roma.
Nei centri di formazione religiosa, dal Collegio greco (detto così per distinguerla dal rito romano) in Roma ai due Collegi/Seminari specificatamente destinati alla formazione dei sacerdoti italo-albanesi (in Calabria e in Sicilia) si formarono tutti gli intellettuali albanesi fino a tutto il XIX secolo.
Fino all'Unità d'Italia, per una serie di pubblici impieghi, in molti centri arbëreshë, era necessario essere albanese e dichiararsi di fede bizantina.
La Chiesa Italo-Albanese, seppur suddivisa in tre circoscrizioni, si erge con titolo di garante dell'"unità nazionale" degli albanesi d'Italia.

### Chiesa Italo-Albanese
(Costituzione Apostolica “Catholici fideles”, con la quale il 13 febbraio 1919 Papa Benedetto XV istituiva l’Eparchia di Lungro per gli albanesi dell’Italia continentale.)
(Tratto dal discorso pronunciato da Papa Giovanni Paolo II in occasione del suo incontro con la comunità albanese di Sicilia, avvenuto il 21 novembre del 1982 presso la concattedrale dell'Eparchia di Piana degli Albanesi.)
(Tratto dall'omelia di Papa Paolo VI in occasione della sua visita alla Badia di Santa Maria di Grottaferrata, il 18 agosto 1963.)
La Chiesa cattolica italo-albanese (Klisha Arbëreshe) comprende tre Circoscrizioni ecclesiastiche: l'Eparchia di Lungro degli Italo-Albanesi per gli italo-albanesi dell'Italia continentale con sede a Lungro (CS); l'Eparchia di Piana degli Albanesi per gli italo-albanesi dell'Italia insulare con sede a Piana degli Albanesi (PA); il Monastero Esarchico di Grottaferrata i cui monaci basiliani (O.S.B.I.) provengono dalle comunità albanesi d'Italia, con sede nella sola abbazia e chiesa abbaziale a Grottaferrata (RM).
La Chiesa Italo-Albanese, costituendo un'oasi bizantina nell'Occidente latino, è secolarmente propensa all'ecumenismo tra la Chiesa cattolica e la Chiesa ortodossa. Essa è stata l'unica realtà, dalla fine del Medioevo sino al XX secolo, di spiritualità orientale in Italia.
Esistono istituti e congregazioni religiose di rito bizantino nel territorio della Chiesa Italo-Albanese: l'Ordine basiliano di Grottaferrata, le Suore collegine della Sacra Famiglia, le Piccole operaie dei Sacri Cuori e la congregazione delle Suore basiliane figlie di Santa Macrina.

### Rito bizantino degli Italo-Albanesi

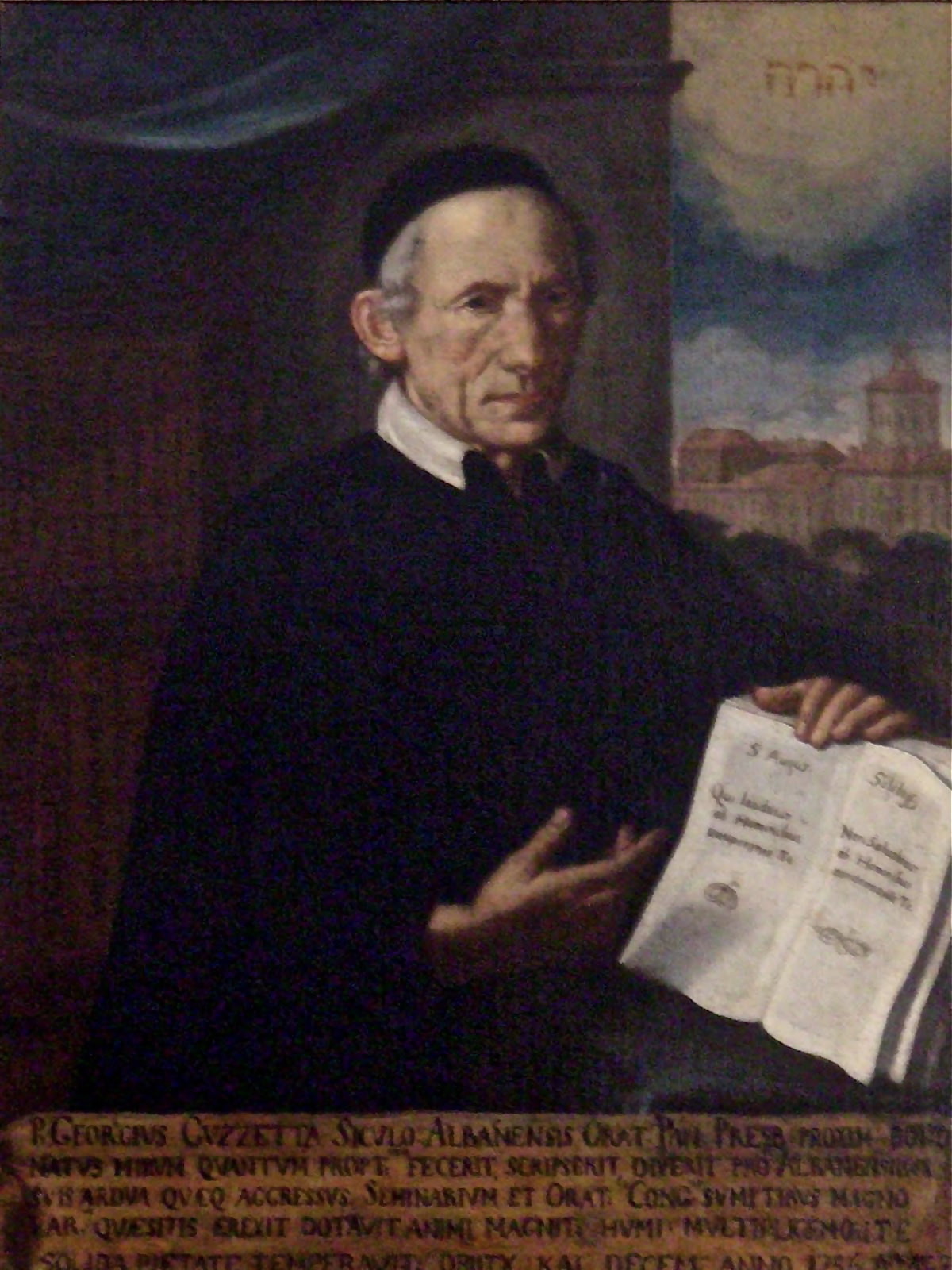
Il venerabile padre Giorgio Guzzetta (1682 – 1756), si prodigò assiduamente nella difesa del rito e dell'identità propria.

Un elemento di indiscutibile coesione degli albanesi d'Italia è la religione cristiana, il cui rito, bizantino di lingua greca, spesso li ha fatti confondere con i greci. Tuttora l'espressione religiosa di rito bizantino è uno dei tratti caratterizzanti l'etnia albanese, sia rispetto alla restante popolazione italiana sia riguardo agli albanesi rimasti in patria divenuti musulmani.
Le chiese delle comunità italo-albanesi presentano esternamente diversi stili architettonici, ma all'interno sono in stile bizantino, ricche di icone e di mosaici. La lingua liturgica - seppure non mancavano traduzioni e liturgie in lingua albanese - fino agli inizi del XX secolo era perlopiù in greco, ma dalla metà del secolo l'albanese diviene pienamente ufficiale. Molte comunità, ancora oggi albanofone, hanno perso lungo i secoli il rito bizantino che professavano in principio. Ciò è avvenuto dietro le pressioni delle autorità religiose e civili "straniere" a livello locale. La metà delle comunità di origine albanese, nei primi due secoli, sono passate dal rito bizantino a quello latino.

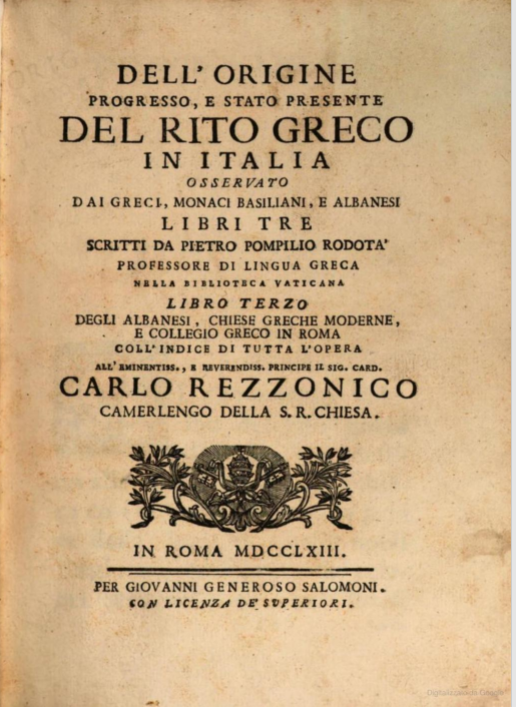
Pietro Pompilio Rodotà, Dell'origine progresso e stato presente del rito greco in Italia, Roma 1763.

La vita culturale degli albanesi, nei primi tre secoli di permanenza in Italia (XVI – XVII – XVIII) e protraendosi sino al XIX secolo, si sviluppò proprio nell'ambiente ecclesiastico. L'elemento religioso in queste comunità non solo ha avuto una funzione di guida spirituale, ma è stato anche e soprattutto promotore di iniziative per la salvaguardia e la tutela del patrimonio culturale e identitario albanese.
I Sacramenti dell’iniziazione, Battesimo, Cresima ed Eucaristia, vengono somministrati nello stesso giorno, come avveniva nelle prime comunità cristiane. Il rito del Battesimo si apre con i canti dell'iniziazione: Ndrikulla-kumbari o Ndrikulla-Nuni, mentre il papàs, dopo aver introdotto i genitori (prindet) e tutti i parenti (gjirit) alla liturgia bizantina con le litanie diaconali, benedice l'acqua e l'olio, con tre segni di croce sulla Kolinvithra e con una triplice alitazione. Poi il papàs invita i testimoni a porgergli il bambino, completamente nudo, perché possa immergerlo per tre volte nel bagno "di purificazione" dal peccato originale.

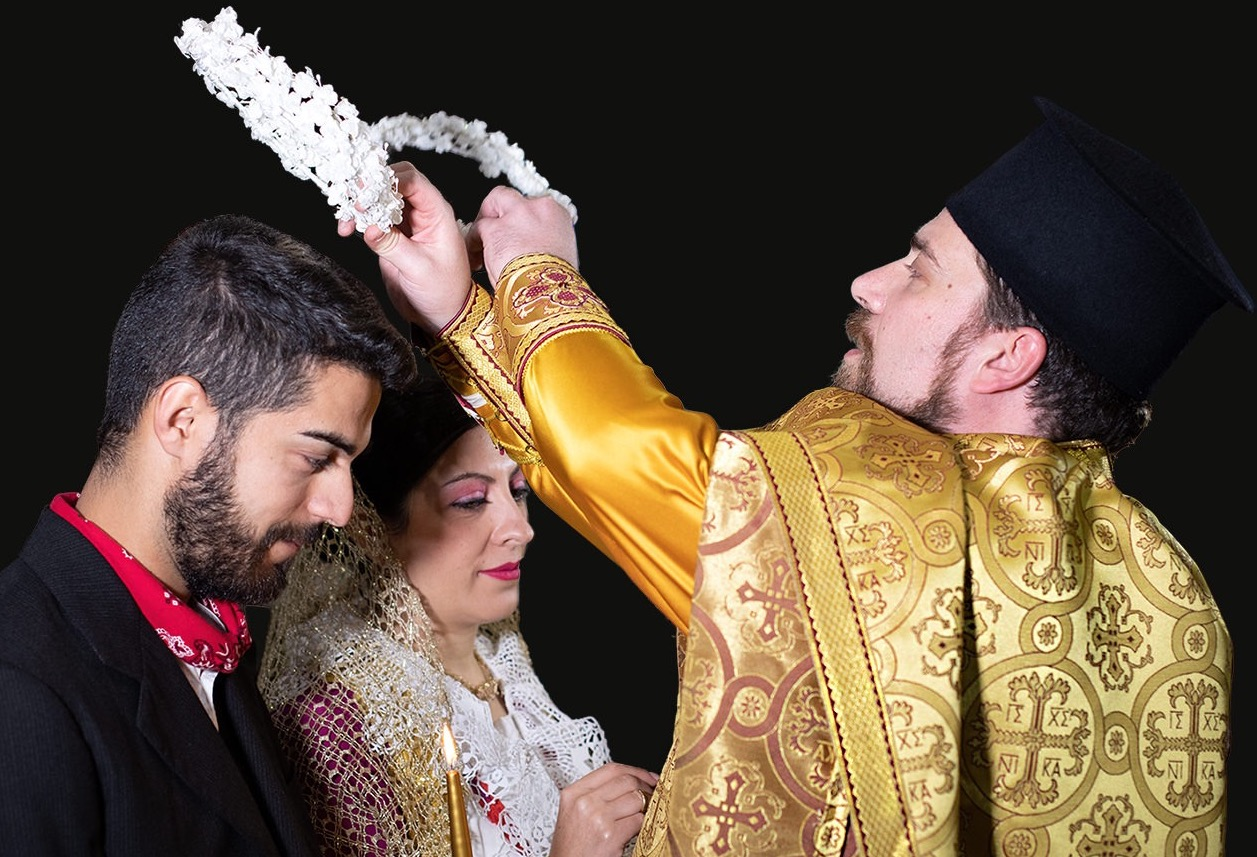
Matrimonio italo-albanese a San Cosmo Albanese.

Il rito del Matrimonio nella tradizione bizantina comprende due parti: Il Fidanzamento e l'Incoronazione, che anticamente venivano celebrati anche separati. L'ufficiatura del Fidanzamento "Akoluthìa tu Arràvonos" è caratterizzata dalla promessa di matrimonio che si fa all'ingresso della chiesa dinanzi al sacerdote. Il rito dell'Incoronazione Akoluthìa tu Stefanòmatos prevede che i due sposi vengano incoronati prima dal sacerdote e poi dai testimoni, incrociando sulle loro teste le corone di fiori. Dopo l'incoronazione il sacerdote offre agli sposi da bere del vino e da mangiare un biscotto. Il calice dal quale gli sposi hanno bevuto viene infranto, simboleggiando così che nessuno può interferire nella loro unione matrimoniale. Poi girano insieme per tre volte intorno all'altare. Sono ancora numerose le spose arbëreshe che decidono di indossare il ricco costume tradizionale femminile, specialmente a Piana degli Albanesi. Esse sono accompagnate da cherubine in costume, in passato, sino al dopoguerra, esistevano vistosi cortei che accompagnavano la sposa.
La commemorazione dei defunti per gli arbëreshë è legata al calendario liturgico bizantino e si celebra nella giornata del sabato precedente la prima domenica di Carnevale. In questa giornata la collettività sente forte il legame con i morti ed esprime momenti di aggregazione sociale con l’offerta del cibo. Secondo la tradizione, i defunti ottengono dal redentore il privilegio di tornare tra i vivi e di restarvi per otto giorni; al termine di questo periodo, al triste suono delle campane, ritornano nell'oltretomba, consolati dal banchetto funebre, per la perdita dei congiunti.

#### Pasqua
Nella Pasqua trova giustificazione tutto il discorso escatologico e ogni motivo di speranza, come canta l'inno in greco antico Christòs anèsti, Krishti u ngjall in albanese (Cristo è risorto): 
(Cristo è risorto dai morti, con la morte ha calpestato la morte e a quanti giacevano nei sepolcri ha donato la vita.)
La Pasqua (Pashkët) per le comunità italo-albanesi di rito bizantino (riti bizantin) è la ricorrenza centrale, dalla cui data dipendono le altre feste. Rappresenta la festa delle feste, e i riti della Passione, della morte (vdeqa) e della Risurrezione di Gesù (të Ngjallurit e Krishtit) vengono vissuti secondo la ricca simbologia cristiana orientale.

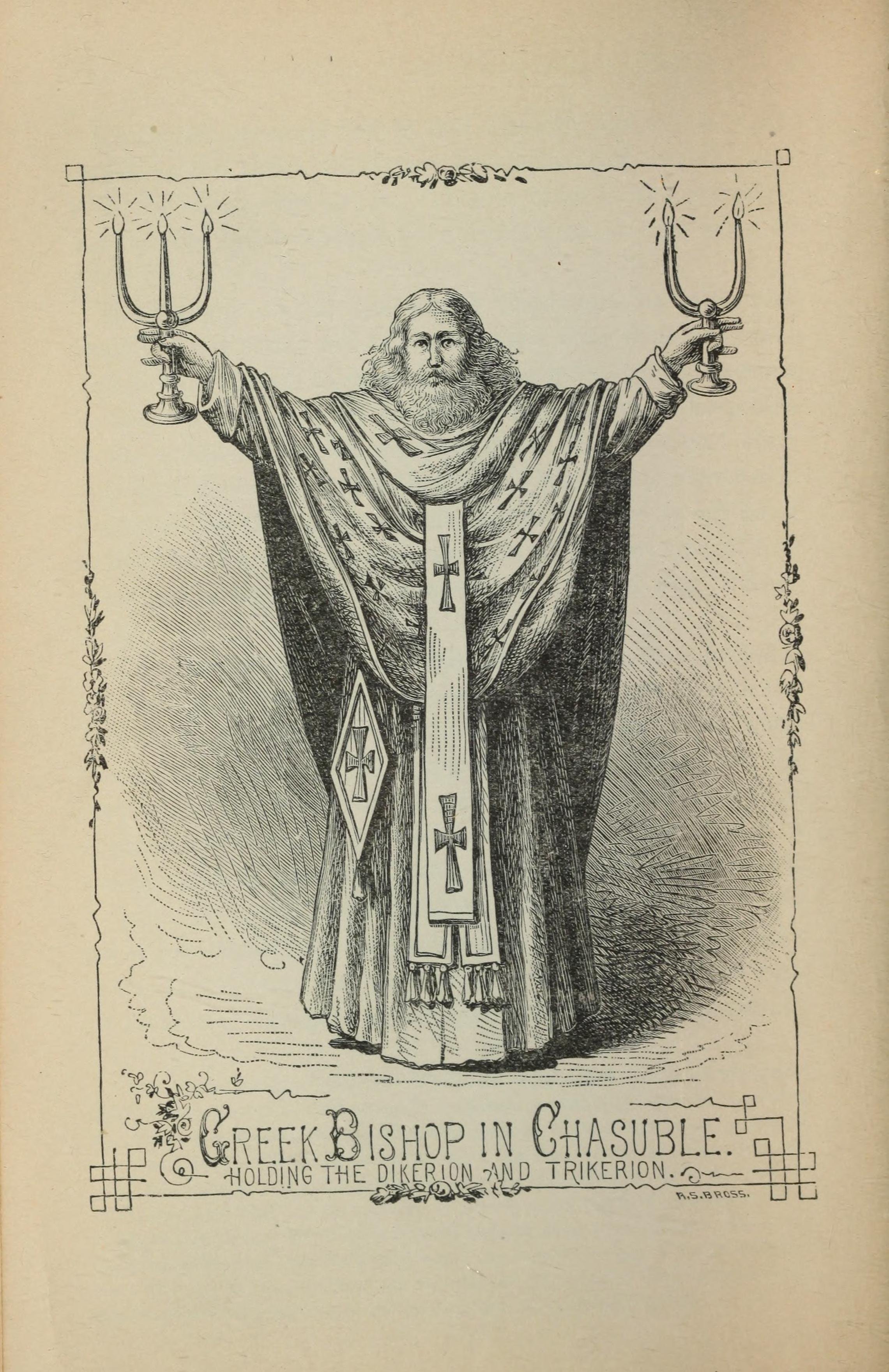
Vescovo greco-cattolico con in mano il "dikerion" e il "trikerion" (1879)

La Grande Settimana, corrispondente alla Settimana Santa (Java e Madhe in albanese), è molto suggestiva. Nel rito bizantino, anche detto bizantino-greco, le celebrazioni liturgiche in preparazione alla Pasqua hanno inizio il venerdì precedente la Domenica delle Palme (E Diellja e Rromollidhet o E Diela e Palmavet), con la funzione relativa alla resurrezione di Lazzaro, e continuano con la liturgia delle Palme, la processione del Venerdì santo, il Christòs Anesti / Krishti u Ngjall, la Pasqua.
Il Giovedì santo la lavanda dei piedi e l'Ultima cena con gli apostoli.
Il Venerdì santo gli uffici delle lamentazioni e la processione che attraversa tutto il paese, accompagnata dai canti della passione in lingua arbëreshe. (Uno dei canti del Giovedi e del Venerdì nell'Eparchia di Lungro è:

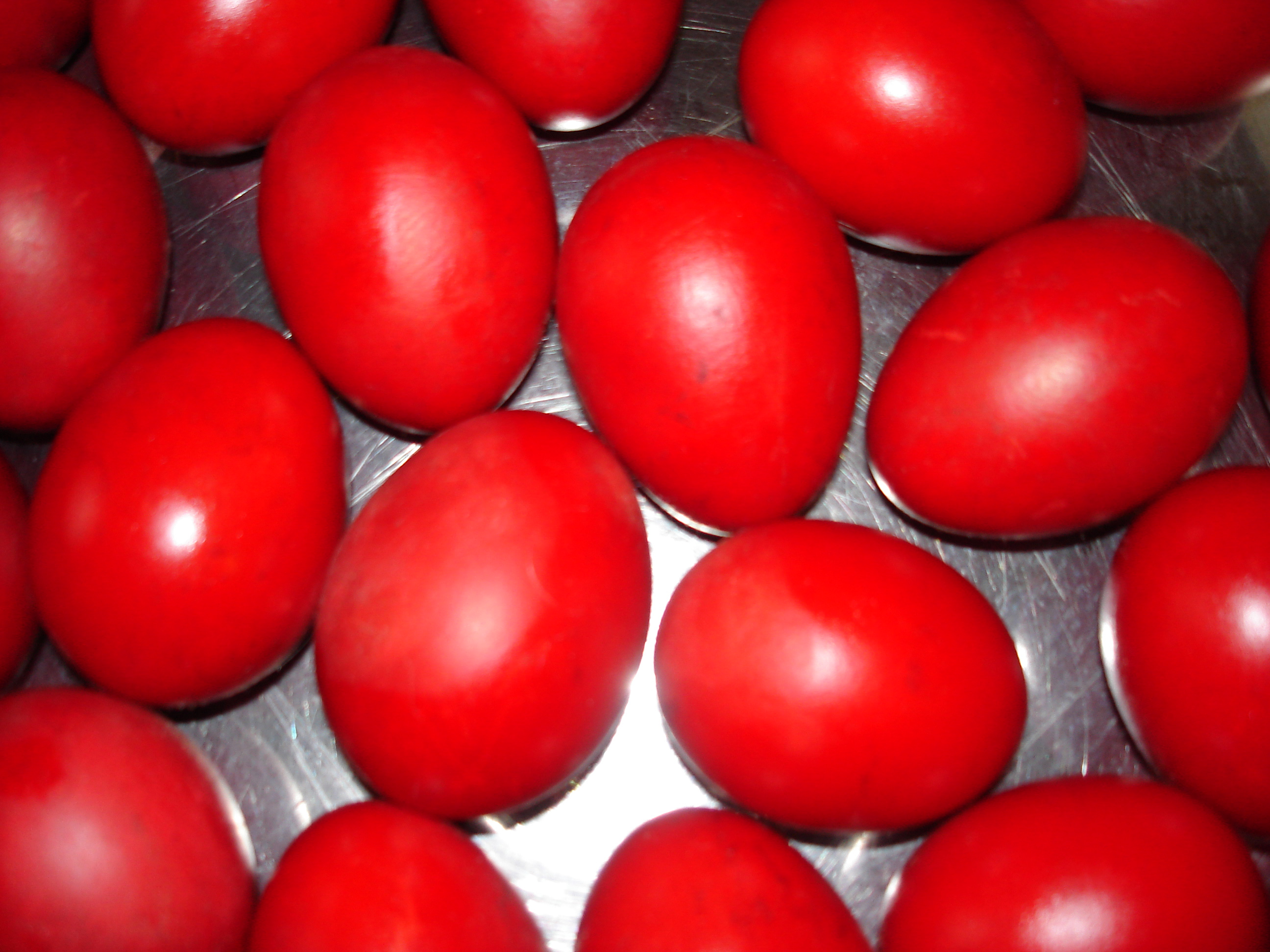
Uova di Pasqua colorate in rosso, tipiche della tradizione cristiana di rito orientale degli albanesi d'Italia.

Il Sabato santo si tolgono i veli neri dalle chiese e suonano a festa le campane per annunciare la Risurrezione di Cristo. Dopo la mezzanotte, per tradizione in molti paesi, le donne si recano a una fontana fuori dal paese per il rito del "rubare l'acqua": lungo il percorso è proibito parlare e devono resistere ai tentativi di farle parlare operati dai giovani; solo dopo essere giunti alla fontana e aver preso l'acqua è possibile parlare e scambiarsi gli auguri con il Christòs Anesti / Krishti u Ngjall (Cristo è Risorto), e in risposta:
Il significato di questo rito ha significati sia sociali sia religiosi: le donne in silenzio richiamano la scena delle pie donne descritte dal Vangelo che camminano silenziose per non essere scoperte dai soldati romani; ma esiste anche una relazione tra la colpa, che è di tutti gli uomini che hanno crocifisso il Cristo, e il silenzio. L'acqua opererà la catarsi liberatrice e il ritorno alla parola è collegato alla Resurrezione del Cristo, mentre lo scambio degli auguri è anche un ritorno alla comunità e al vivere sociale.

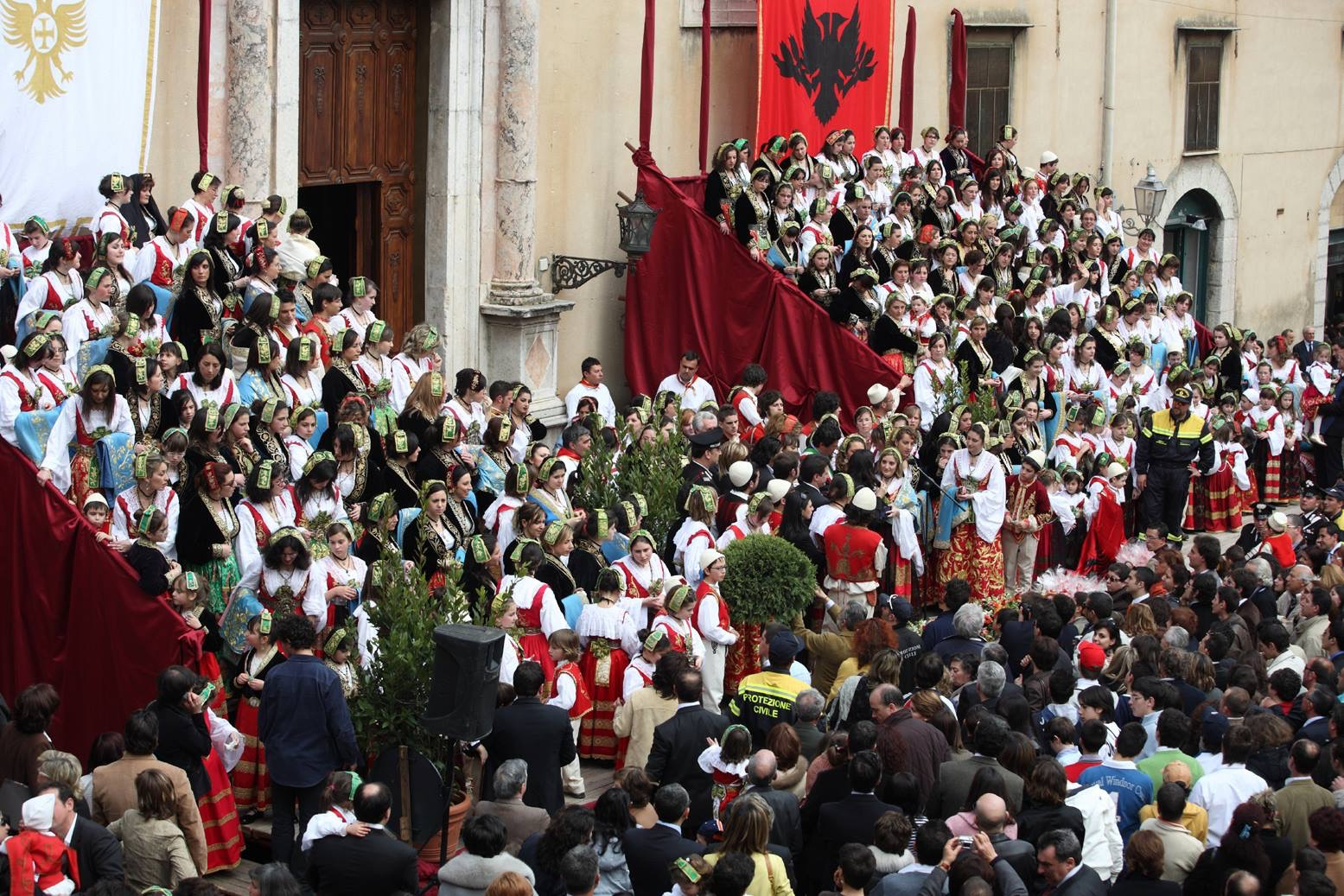
Un momento della Pasqua di Piana degli Albanesi.

La domenica mattina di Pasqua si svolge la funzione dell'aurora, in alcune comunità il sagrestano, all'interno della chiesa, interpreta il demonio e cerca di impedire l'entrata al tempio del sacerdote, che dopo aver bussato ripetutamente entra trionfalmente intonando canti.
A Piana degli Albanesi il solenne pontificale in rito bizantino si conclude con uno splendido e folto corteo di donne in sontuosi costumi tradizionali arbëresh, le quali, accompagnate dagli uomini anch'essi in abiti tipici albanesi, dopo aver partecipato ai sacri e solenni riti, sfilano per il Corso Kastriota raggiungendo la piazza principale. Al termine del corteo, in un tripudio di canti e colori, viene impartita dai papàdes la benedizione seguita dalla distribuzione delle uova rosse, simbolo della passione, della nascita e della resurrezione.
Nel lunedì e nel martedì, nelle comunità arbëreshe di Calabria, si svolgono le tradizionali vallje (le danze tipiche albanesi) nelle piazze e vie delle cittadine e paesi.

#### Icone e iconostasi

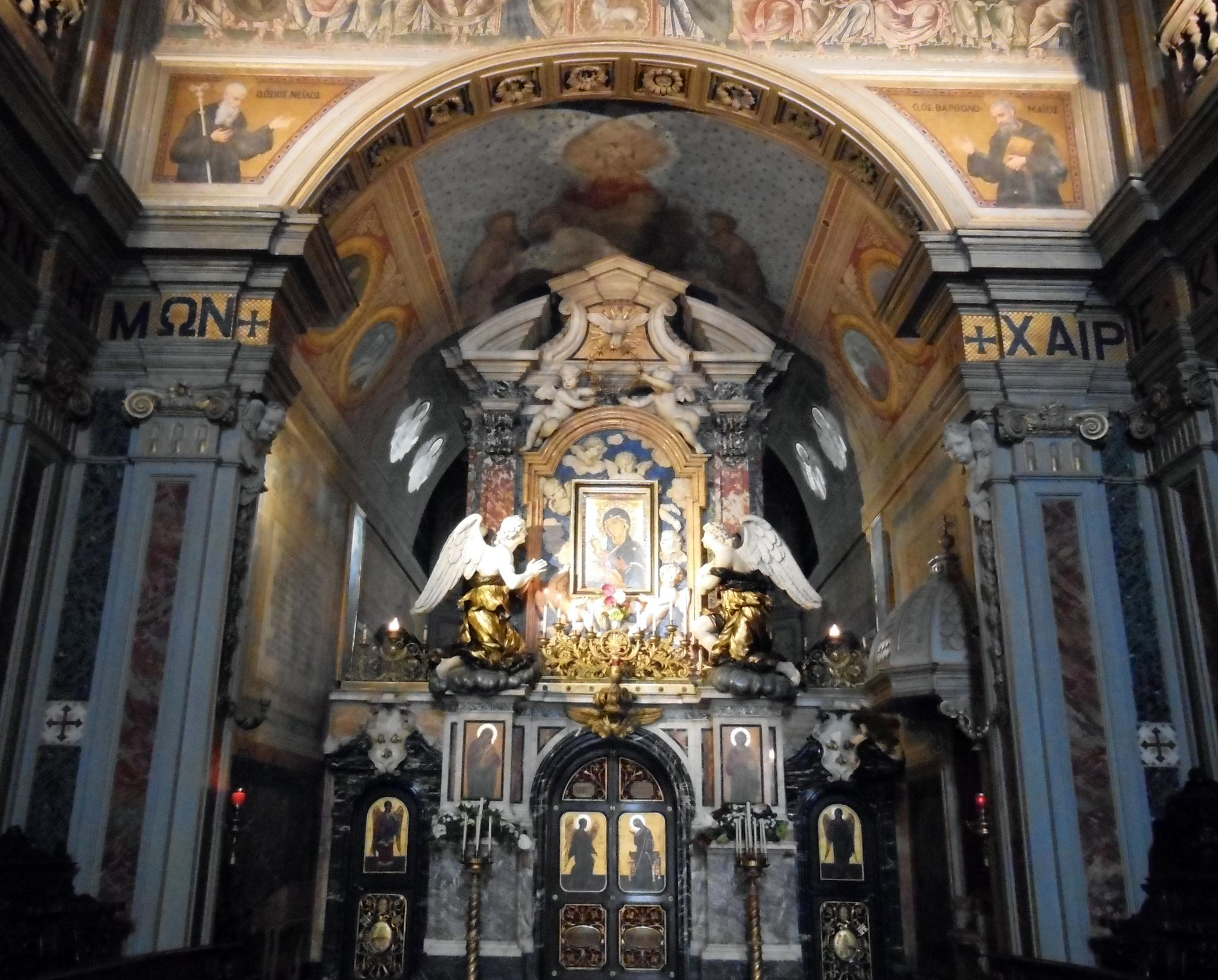
Grottaferrata (RM), iconostasi dell'abbazia di Santa Maria.

Nel rito bizantino ruolo fondamentale è rappresentato dalle icone raffiguranti personaggi biblici, in sostituzione delle statue tipiche delle chiese cattoliche di rito latino. Le chiese degli italo-albanesi presentano l'iconostasi, che divide lo spazio riservato al clero officiante da quello destinato ad accogliere i fedeli, e allo stesso tempo costituisce il luogo dove vengono poste le icone sacre.
Le icone non si dipingono ma "si scrivono" durante la preghiera costante di chi le dipinge. Una delle più note preghiere dell'iconografo è:
(Dio, fervido artefice di tutto il creato, illumina lo sguardo del Tuo servitore, custodisci il suo cuore e la sua mano, affinché degnamente e con perfezione possa presentare la Tua immagine per la gloria, la gioia e la bellezza della Tua Santa Chiesa.)

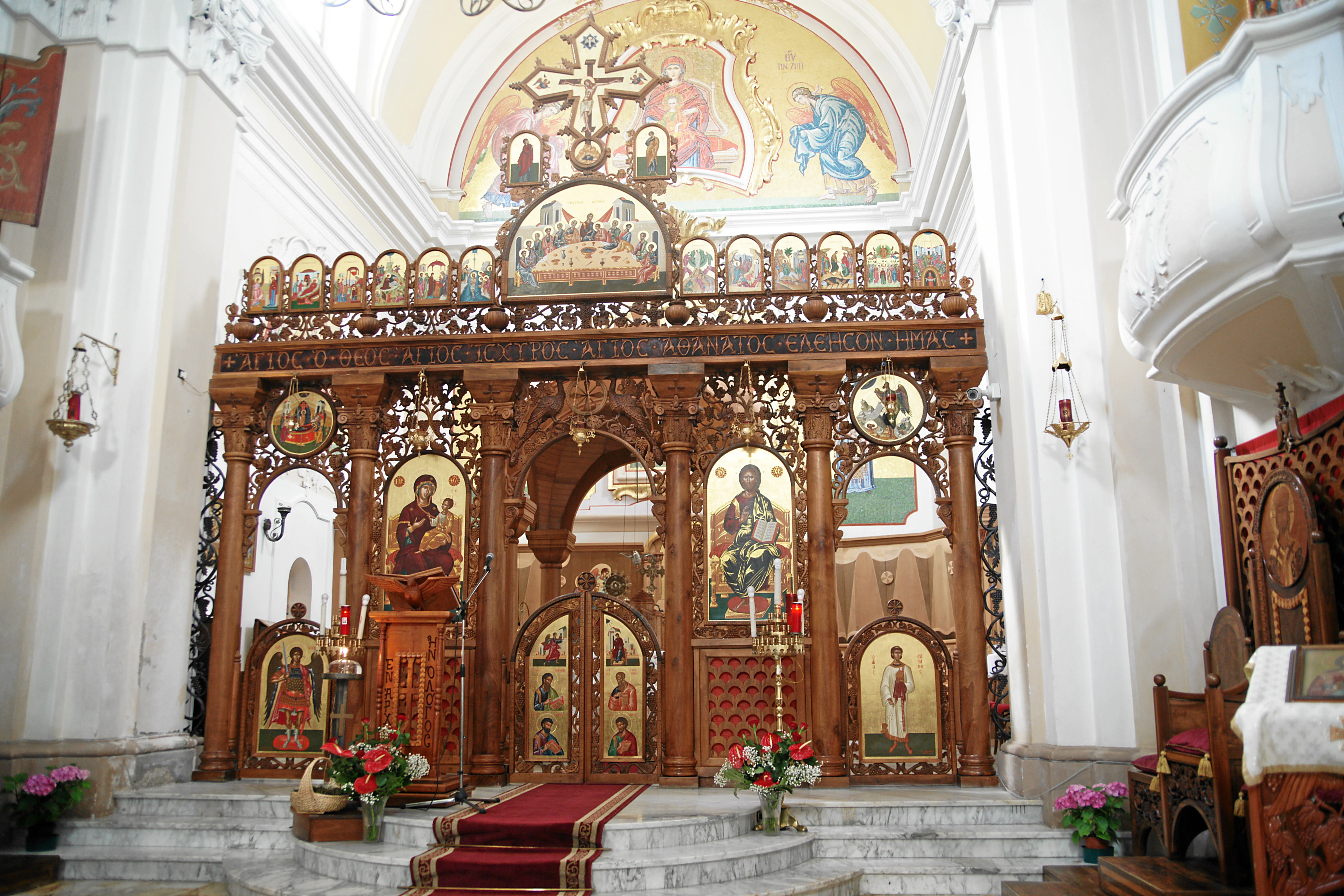
Civita (CS), iconostasi della chiesa Santa Maria Assunta.

Spesso le leggende e le cronistorie degli esuli albanesi menzionano icone portate dai sacerdoti o dagli stessi fedeli profughi dall'Albania. Alcune di queste sono molto venerate dagli italo-albanesi in luoghi di culto come santuari (vedi la Madonna di San Demetrio Corone o l'Odigitria di Piana degli Albanesi).
Con la nascita delle due eparchie (XX secolo), e in modo particolare dopo la Seconda Guerra Mondiale, le comunità albanesi hanno visto rifiorire l'arte bizantina, iconografica e mosaicistica, che per secoli non è potuta essere ufficialmente impiegata. Con il crollo del regime comunista in Albania artisti albanesi si sono trasferiti in alcune località calabro-albanesi e siculo-albanesi, specializzandosi nell'arte sacra orientale.
Oggi le chiese delle comunità italo-albanesi, in special modo quelle di Sicilia (Episcopio, Cattedrale, Collegio di Maria e chiesa di San Nicola di Mira di Piana degli Albanesi e Parrocchia di San Nicola di Mira e Monastero Basiliano di Mezzojuso), conservano icone antiche del XV secolo al XVIII secolo. Esistono musei che conservano icone antiche (ad esempio il Museo delle Icone e della Tradizione Bizantina di Frascineto e il Museo Eparchiale di Lungro, entrambe in Calabria).
Ancora oggi diversi iconografi arbëreshë, di diverse località, realizzano icone secondo i canoni bizantini e lo stile tradizionale, con metodi e colori naturali a tempera d'uovo, su pannelli e supporto in legno.

## Cultura

### Identità
(Da "Te dheu i huaj" (In terra straniera), IX, vv. 180-184, di Giuseppe Schirò senior)

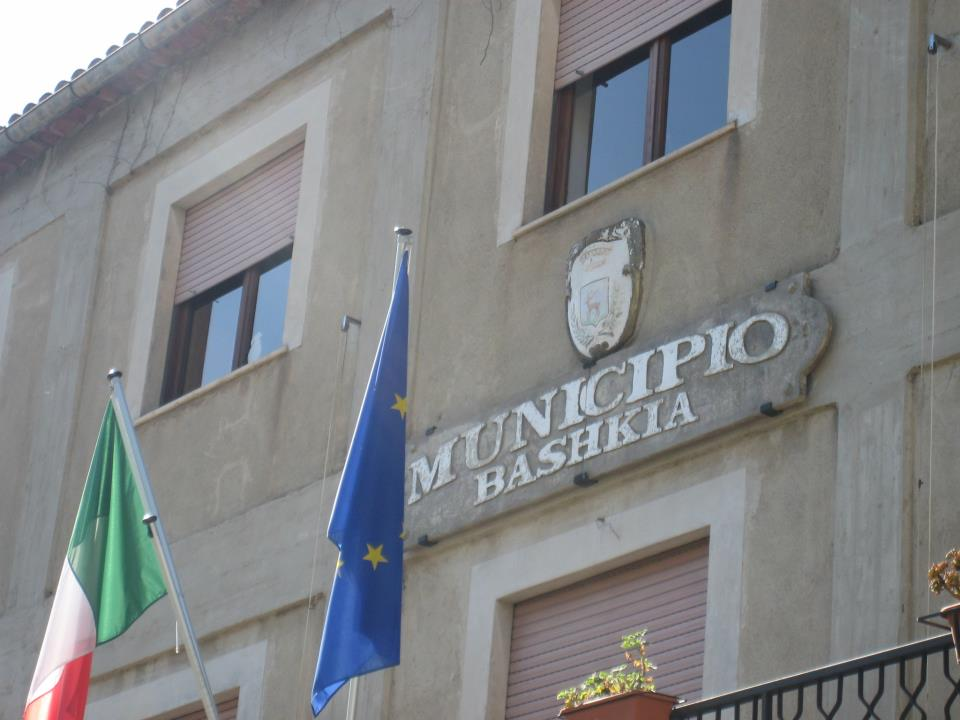
Municipio Bashkia di Civita.

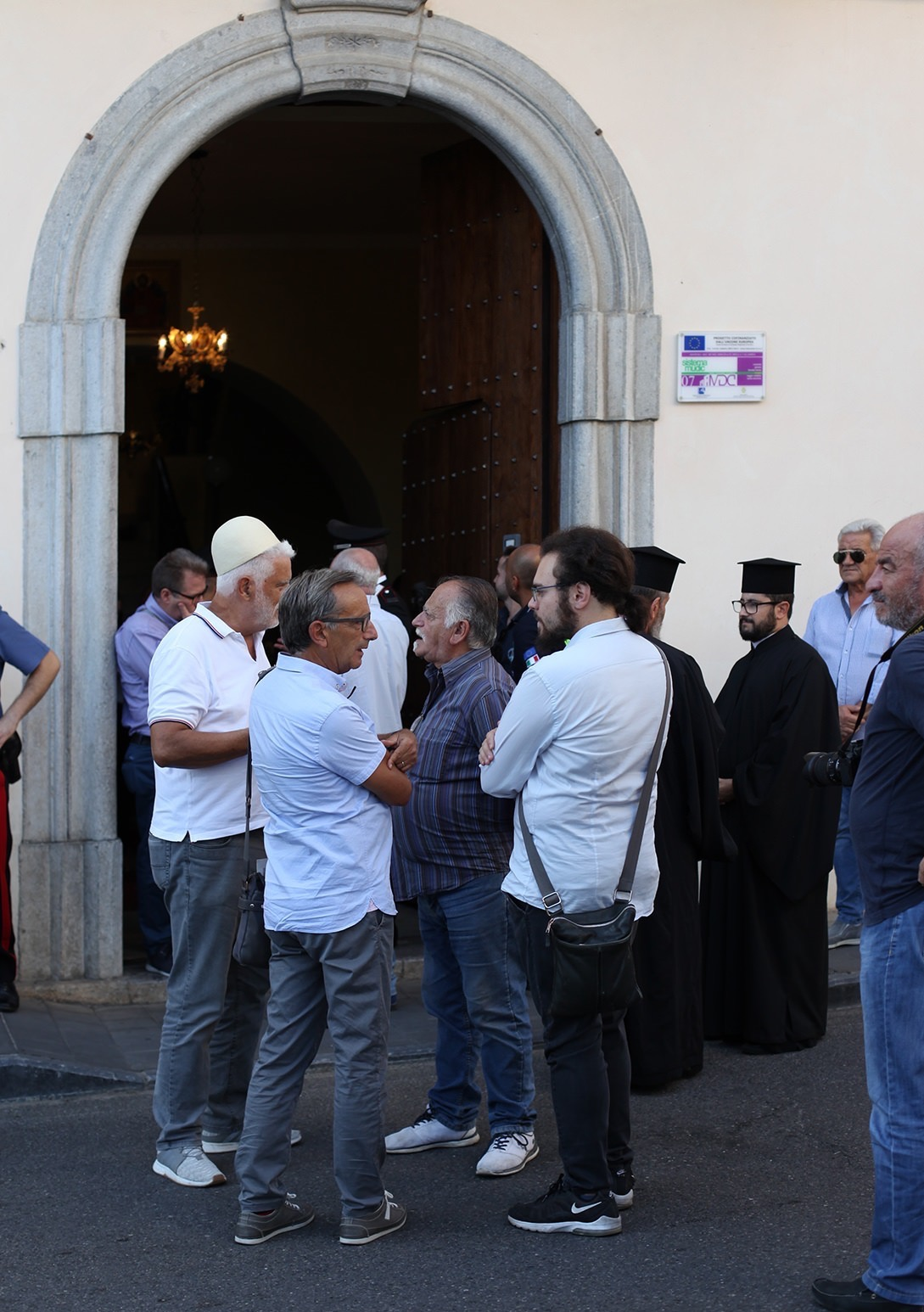
Gli arbëreshë durante una festa religiosa

Gli arbëreshë sono considerati a tutti gli effetti un "miracolo" sociale. Anche dopo cinque secoli lontano dalla Madrepatria e trapiantanti nel sud d'Italia e in Sicilia, continuano a mantenere viva la loro lingua albanese, nonché il rito bizantino, le tradizioni ed gli usi, mostrandosi del tutto cittadini italiani, ma di stirpe e provenienza etnica diversa.
Il nodo del miracolo arbëresh non è altro che il livello della conservazione della lingua, amore ed attaccamento per l'attività culturale e sociale, dove si rispecchia chiaramente la coscienza nazionale e l'obbiettivo di mantenere i legami con l'Albania.
In primo luogo rimane sempre il sentimento etnico, l'albanesità, che si esprime essenzialmente nel parlare l'idioma degli avi. Sempre più questo sentimento va oggi negli sforzi per imparare a scriverla, conservando così le proprie antiche parlate albanesi locali, ma assimilando la lingua letteraria albanese unificata e comune per tutti gli albanesi ovunque si trovino, dentro e fuori dalla frontiera d'Albania. La lingua albanese per gli italo-albanesi serve come mezzo di comunicazione nell'ambito del paese o cittadina, cioè nell'ambito proprio arbëresh, nonché come mezzo insostituibile per l'autoconservazione etnica, come strumento di sviluppo e di progresso culturale, che va nella scia delle più alte tradizioni nazionali.

### Tradizioni e folclore

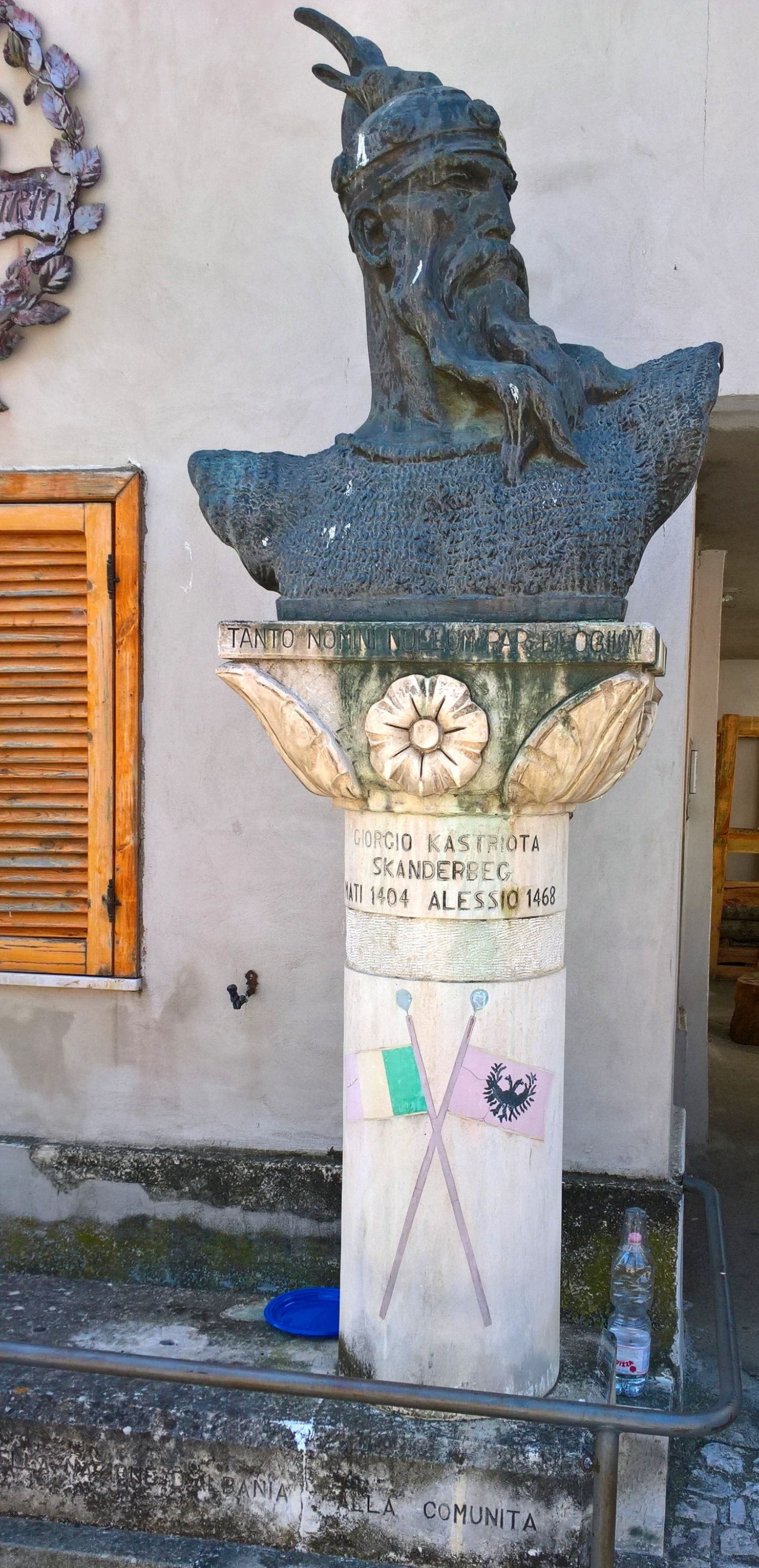
Scultura di Giorgio Castriota Scanderbeg a Villa Badessa (PE)

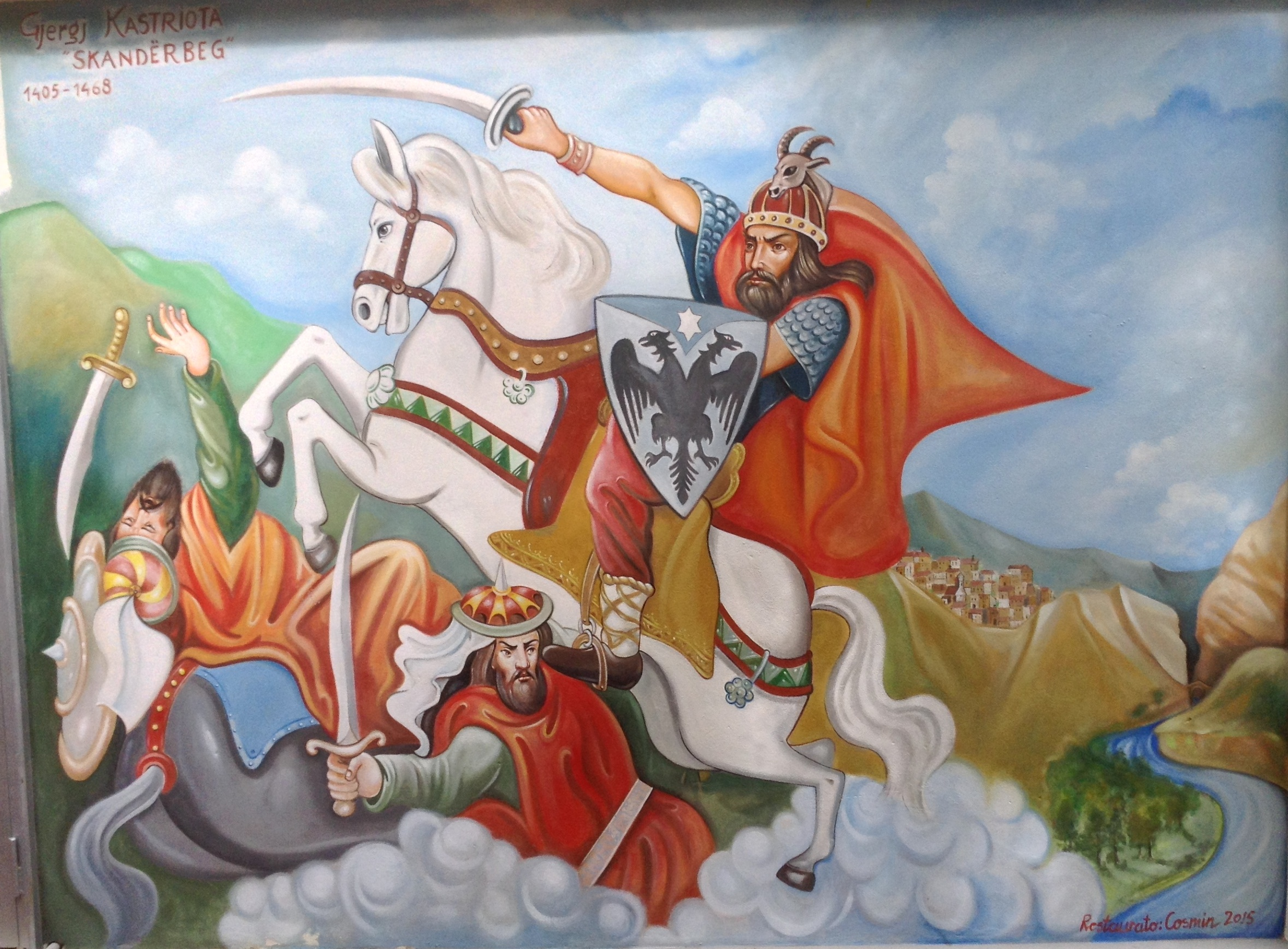
Murale raffigurante Scanderbeg in battaglia contro i turchi, Civita (CS)

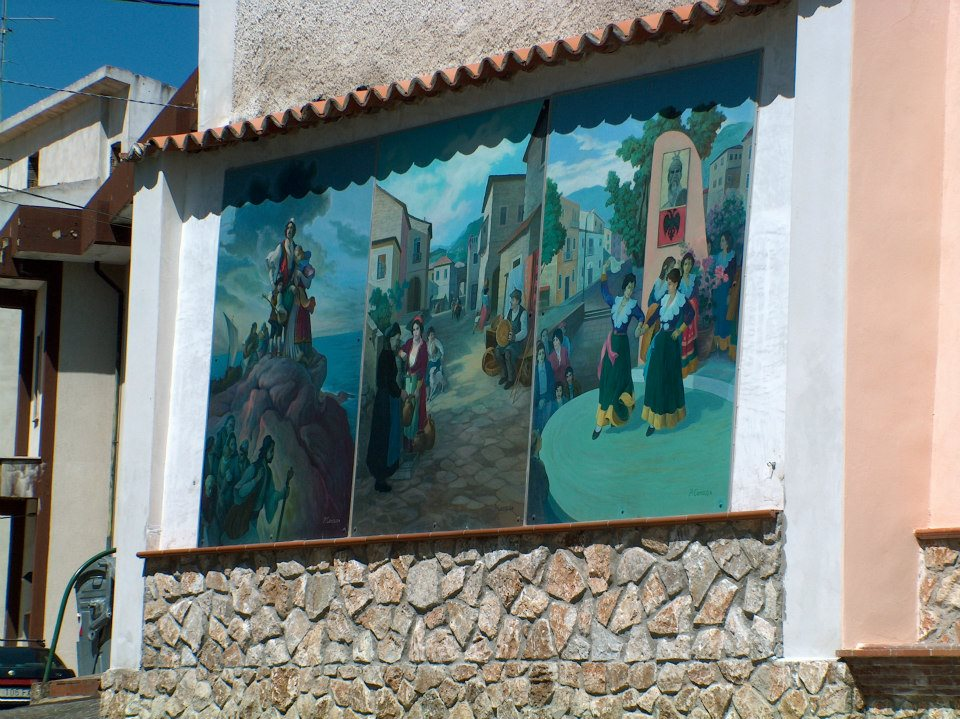
Murale a San Giorgio Albanese (CS)

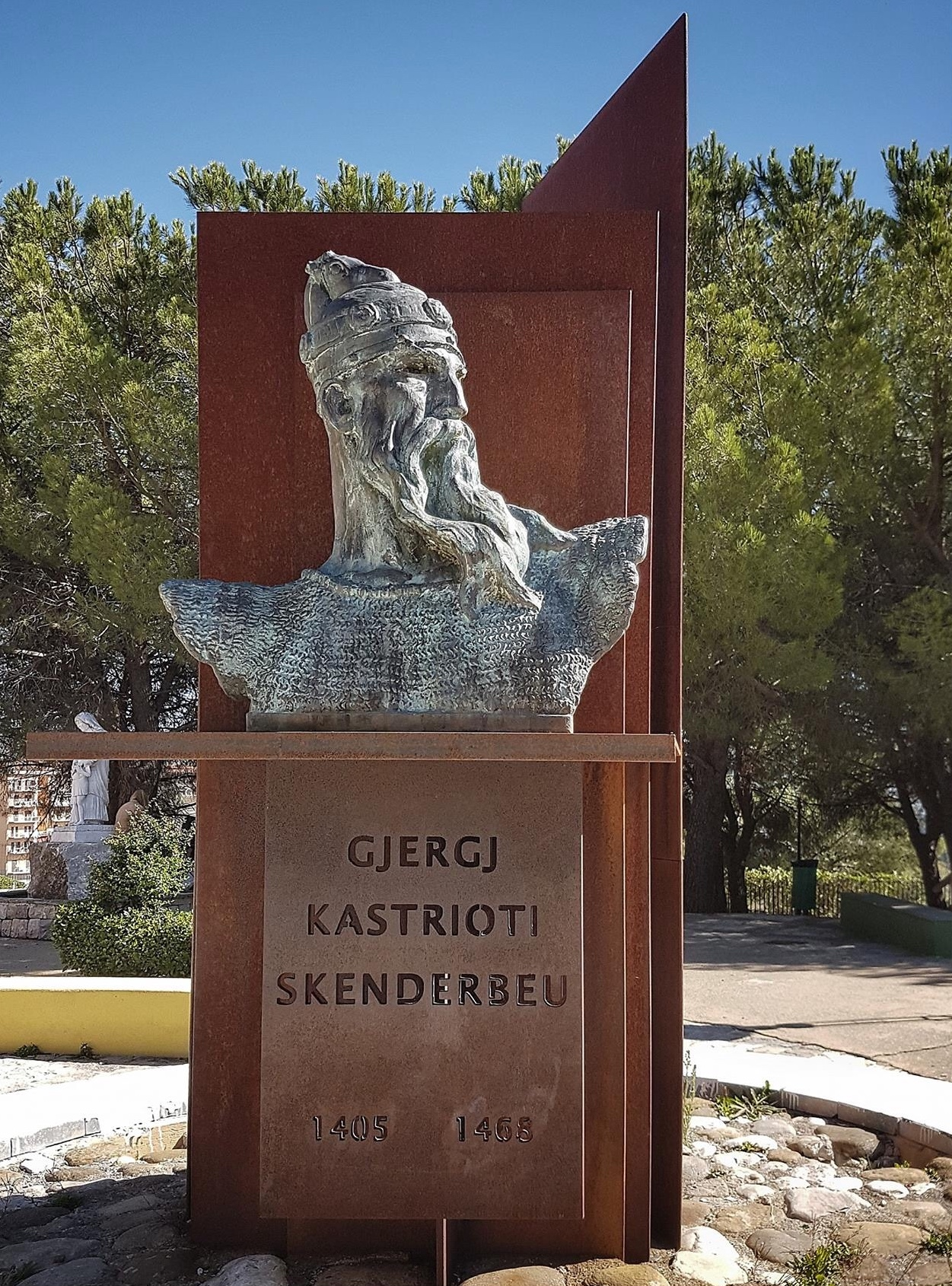
Busto di Scanderbeg a Piana degli Albanesi (PA)

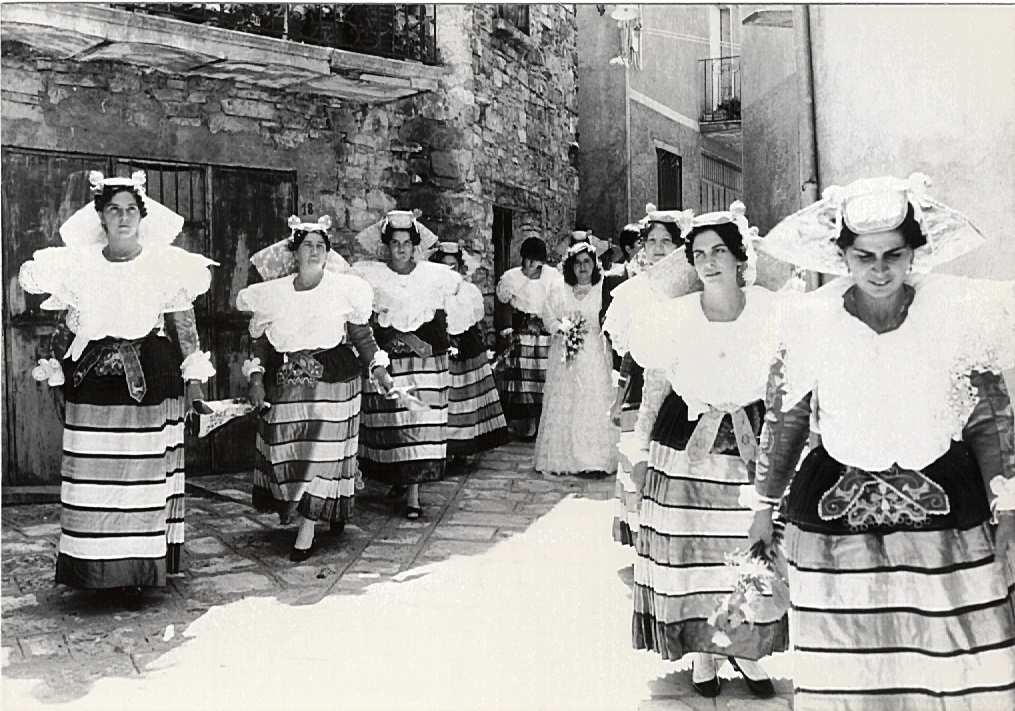
Matrimonio a San Paolo Albanese, corteo di donne in abito di gala e vallja

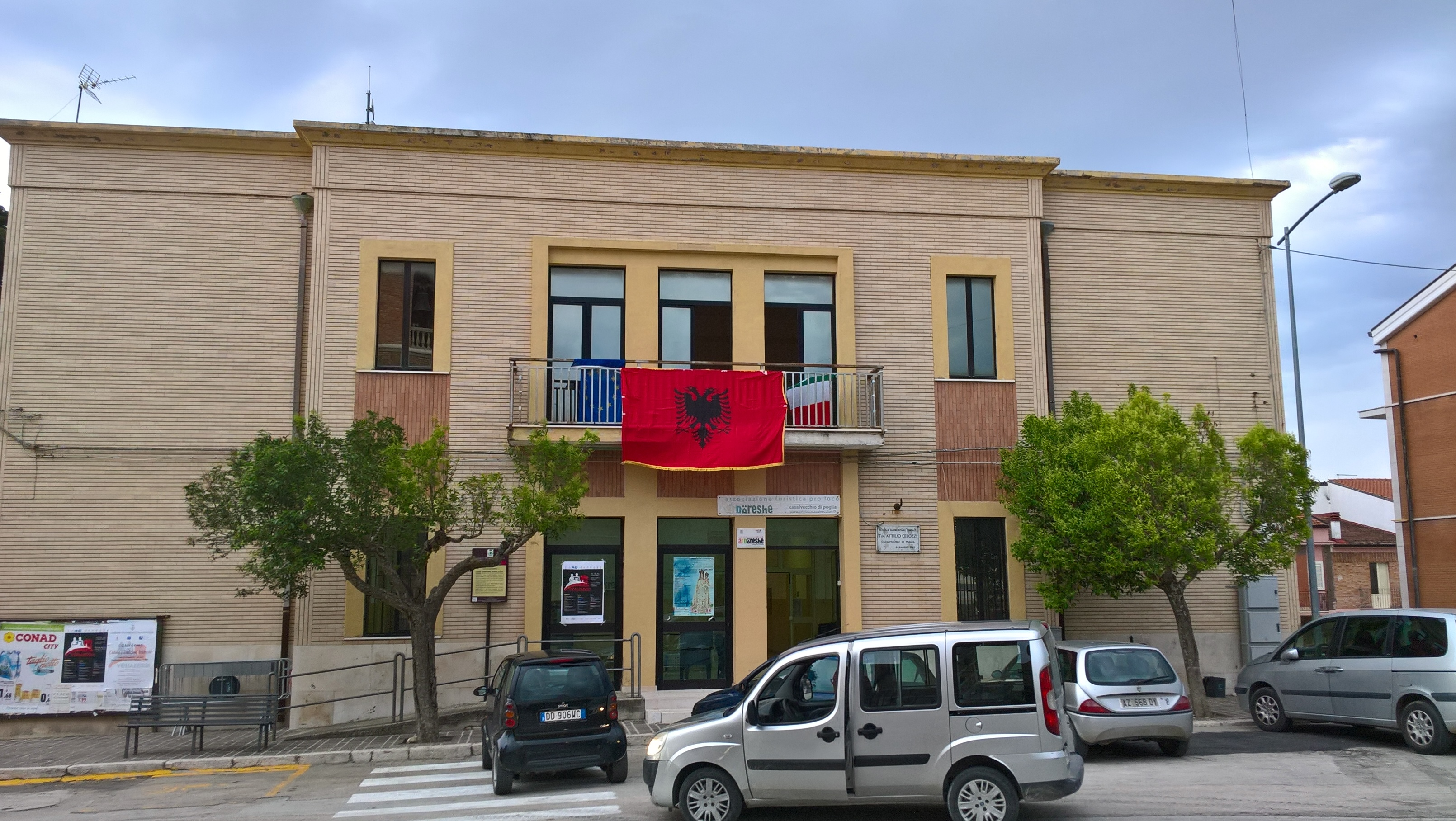
La bandiera albanese per le strade di Casalvecchio di Puglia (FG)

Tra i tanti aspetti delle tradizioni albanesi d’Italia una è la sua trasmissione legata quasi esclusivamente alla forma orale, nonostante sia cospicua la quantità e la documentazione della lingua e della cultura. Il primo aspetto che si evince della cultura e delle tradizioni delle comunità ‘’arbëreshe’’ è il profondo rispetto che attribuiscono all'ospite: secondo cui la casa dell'albanese è di Dio e dell'ospite, al quale si fa onore offrendogli semplici cibarie. Questa consuetudine si ritrova ancora nelle montagne dell'Albania, tuttavia le comunità ‘’arbëreshe’’ provano profondo riserbo dal forestiero o straniero, detto “latino” (litìri), che sino alla prima metà del secolo scorso non poteva facilmente accedere nei centri italo-albanesi.
Motivi della tradizione popolare si ritrovano nella letteratura, che proprio da ciò mosse i primi passi. Altri elementi strutturali della cultura ‘’arbëreshe’’ delle origini sono giunti ai nostri tempi, attraverso una storia secolare, e mantengono una loro forza di rappresentazione dei valori dell'organizzazione delle comunità sono: la "vatra" (il focolare), primo centro intorno al quale ruota la famiglia; la "gjitonìa" (il vicinato), primo ambito sociale al di fuori della casa, elemento di continuità tra la famiglia e la comunità; la "vellamja" (la fratellanza), rito di parentela spirituale; la "besa" (la fedeltà) all'impegno, rito di iniziazione sociale con precisi doveri di fedeltà all'impegno preso.
La forte coscienza a un'identità etnico-linguistica diversa è sempre presente nelle produzioni folcloristiche. Nel folclore, in tutte le sue diversificate forme, emerge sempre un costante richiamo alla patria di origine e i canti, popolari o religiosi, le leggende, i racconti, i proverbi, trasudano un forte spirito di comunanza e solidarietà etnica.
La coscienza di appartenere a una stessa etnia, ancorché dispersa e disgregata, si coglie tra l'altro in un motto molto diffuso, che i parlanti albanesi spesso ricordano quando di incontrano: Gjaku ynë i shprishur, che tradotto letteralmente è "il Sangue nostro sparso". Mantenendo chiara e sensibile la coscienza di essere fratelli nel sangue comune e nella fede cristiana, costituendo un'oasi di spiritualità orientale trapiantata in Occidente, usano così identificarsi come discendenti di una stirpe dispersa ma non distrutta.
I temi ricorrenti nella cultura tradizionale albanese sono la nostalgia della patria perduta, il ricordo delle leggendarie gesta di Skanderbeg, eroe riconosciuto da tutte le comunità albanesi del mondo, e la tragedia della diaspora in seguito all'invasione turca. Un discorso a parte merita la vallja, danza popolare che aveva luogo in occasioni di feste tese a rievocare una grande vittoria riportata dal condottiero Giorgio Castriota Scanderbeg contro gli invasori turchi. La vallja è formata da giovani in costume tradizionale, che tenendosi a catena per mezzo di fazzoletti e guidati da due figure alle estremità, si snodano per le vie del paese eseguendo canti epici, augurali o di sdegno e disegnando movimenti avvolgenti. Nella particolare vallja e burravet (la danza degli uomini), composta da soli uomini, viene tratteggiata e ricordata, attraverso i loro movimenti, la tattica di combattimento adottata da Skanderbeg per imprigionare e catturare il nemico. Oggi le più belle vallje hanno luogo a Civita, San Basile, Frascineto e Eianina. La consapevolezza della necessità di una valorizzazione e tutela della cultura arbëreshë ha favorito la nascita di associazioni e circoli culturali, e ha dato luogo a iniziative e manifestazioni culturali.
Diverse sono le manifestazioni culturali e sociali in Arberia. In numerosi centri italo-albanesi, per il carnevale, per la Pasqua o per feste particolari, sono organizzate - anche per più giorni di festa - "parate storiche" per rievocare le gesta eroiche degli albanesi (cristiani) e del loro condottiero Giorgio Castriota Scanderbeg, con la creazione delle battaglie contro i turchi (musulmani) e il canto di rapsodie per le vittorie riportate.
Abitualmente nell'"anniversario della morte di Giorgio Castriota", in ogni centro albanese d'Italia e nelle città dove esiste una parrocchia per gli italo-albanesi, viene celebrata la divina liturgia in lingua albanese e viene reso omaggio all'Athleta Christi.
Dal vent'anni momento di ritrovo per gli albanesi d'Italia è la manifestazione di "Miss Arbëreshe" a Spezzano Albanese (CS), concorso femminile di bellezza in rassegna di costumi tradizionali, che propone d'esser punto ideale di dialogo e socializzazione tra le comunità italo-albanesi partecipanti. Vetrina sul mondo d'Arberia, è una finestra che permette di affacciarsi sulle comunità consorelle per condividerne, attraverso i caratteristici costumi tipici, la lingua, la storia, gli usi, le tradizioni culturali comuni d'origine.
Da più di trent'anni, nel mese di agosto, si tiene regolarmente il "Festival della Canzone Arbëreshe" (Festivali i Këngës Arbëreshe) a San Demetrio Corone (CS), in cui diversi gruppi musicali, cantori e poeti da tutte le comunità albanesi d'Italia, dall'Albania e dal Kosovo, interpretano canzoni e melodie popolari o ne propongono di nuove, rigorosamente in lingua albanese.

#### Carnevale
Nel calendario delle festività degli albanesi d'Italia il Kalivari, Kalevari o Karnivalli, ovverosia il Carnevale, occupa un posto di rilievo. Ricorre dall'indomani dell'Epifania al mercoledì delle Ceneri, ed è, per definizione, festa trasgressiva nella quale la normalità viene temporaneamente accantonata per dare libero sfogo al gioco e alla creatività. Il Carnevale, trovandosi in inverno, periodo del freddo e della fame, rappresentava la festa popolare più importante dell'anno. In alcuni centri, mediante le farse, venivano manifestate all'intera popolazione le "malefatte" e i "vizi" dei singoli individui e delle diverse categorie sociali presenti nella comunità. Costituivano essenzialmente un momento di radicale protesta e di denuncia sociale nei confronti dei gruppi dominanti che tenevano oppressa e divisa la popolazione. L'ultimo giorno di carnevale nei paesi di rito bizantino, corrisponde all'ultima Domenica di Quaresima. Tuttavia, suole essere festeggiarlo almeno esteriormente, anche il martedì e il mercoledì che precede le Ceneri.
Nella zona dei paesi albanesi del Pollino, era consuetudine riunirsi di sera, in allegre compagnie cantando i vjershë davanti alla porta degli amici: Oji ma sonde çë ky karnivall, zgiomi ndrikull e kumbar! Ngreu e çel atë hilnar; s'erdha të ha, erdha se jemi kumbar; s'erdha se dua të pi, erdha se jemi gjiri! (O madre, questa sera che è carnevale, svegliamo comare e compare! Alzati e accendi la luce, non sono venuto perché voglio mangiare, sono venuto perché siamo compari; non sono venuto perché voglio bere, sono venuto perché siamo parenti!).
La sera del martedì a San Demetrio Corone, comitive di giovani, in giro per il paese, annunciano la morte del Carnevale (zu/la' Nikolla), un vecchio vestito di stracci che bussando di porta in porta veniva confortato da abbondanti bicchieri di vino e carne di maiale. Zu Nikolla veniva rappresentato ogni anno il mercoledì delle cenere con la celebrazione del suo funerale: un corteo che sfilava per tutto il paese dietro la bara dell'ex ghiottone. Davanti, a guidare il corteo, c'erano il prete e la vedova con il figlioletto in braccio, che inscenava lamenti strazianti (vajtimet) e pianti a dirotto. A Cervicati e Mongrassano nei giorni di Carnevale è fatto divieto di lavorare e chi trasgredisce questa regola e viene sorpreso, una volta incatenato, si trascina per le vie del paese e la sua liberazione si ottiene solo dopo un'abbondante bevuta e aver assaggiato i tipici prodotti locali a base di salami e formaggi. Caratteristica di questi paesi è l'esecuzione nei giorni di Carnevale della vala (ridda) con i sontuosi costumi tradizionali arbëreshë.
A San Benedetto Ullano, la tradizione vuole che gruppi di giovani rappresentanti i dodici mesi dell'anno, guidati da un loro padre, sfilino per le vie del paese a cavallo di somari e, fermandosi negli spazi più ampi del paese recitino in albanese le caratteristiche e la funzione di ciascun mese. Grande interesse e partecipazione suscita il Carnevale che si svolge a Lungro. Anche un'antica rapsodia albanese, kënga e Skanderbekut, mette in evidenza la consuetudine di riunirsi e consumare varie prelibatezze: Por më ish ndë Karnival. / Skanderbeku një menat / po m'e mbjodhi shokërinë, / e m'e mbjodhi e m'e mbitoj / me mish kaponjsh e lepuresh, / me krera thllëzazish, / me filìjete me shtjerrazish (Era il periodo di Carnevale. / Skanderbeg una mattina / radunò la compagnia / e la invitò a banchetto, / con carni di capponi e di lepri, / con teste di pernici, / con fianchi di vitelli).
Particolare è il kalivari di Piana degli Albanesi, alla quale festa popolare gli arbëreshë di Sicilia sono profondamente legati. I vari circoli, associazioni, bar, case private, ai lati del Corso Kastriota e nella piazza principale di Piana degli Albanesi, si trasformano in questo periodo in sale da ballo. Ogni giovedì, sabato e domenica sera, nel segno del sano divertimento, donne accuratamente mascherate, e quindi irriconoscibili, invitano gli uomini al ballo. In modo rivoluzionario per la condizione femminile del passato, soltanto le donne possono invitare al ballo, con il divieto di invitare o scherzare con i forestieri non arbëreshë (litinjët), non solo perché appunto non arbëreshë, ma anche per le risse causate dal loro comportamento poco ortodosso. Durante il Carnevale, una volta, erano abituali diversi giochi: l'albero della cuccagna (ntinë), su cui ci si arrampicava per afferrare i premi posti in cima; e, appese su una corda, le pignatte di terracotta (poçet), contenenti “sorprese”, che dovevano essere rotte, a turno, da una persona bendata. Numerosi sono i detti carnevaleschi in albanese, i più celebri e ricorrenti sono “Kalivari papuri papuri merr një cunk e e vu te tajuri” (Carnevale tra saggi e matti, prendi una cacca e te la metti sul piatto) o Kalivari të divërtirej shiti kalin (Carnevale per divertirsi ha venduto il cavallo). Tuttora a Piana degli Albanesi l'ultimo lunedì di Carnevale si preparano e si consumano frittelle a forma sferica o schiacciata, di pasta lievitata, fritta e zuccherata, detti “Loshka" e "Petulla”. Vietato usare, nell'occasione, il costume tradizionale albanese o suoi componenti, conservati gelosamente dalle donne arbëreshe e legati decisamente a momenti più sacri e rilevanti.

#### Vallje

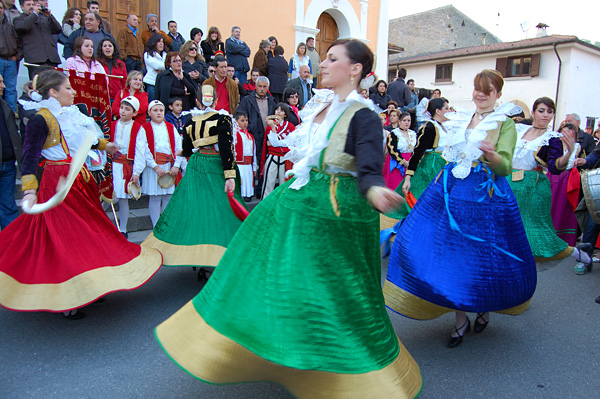
Donne arbëreshe in tipico costume durante le Vallje a San Basile (CS)

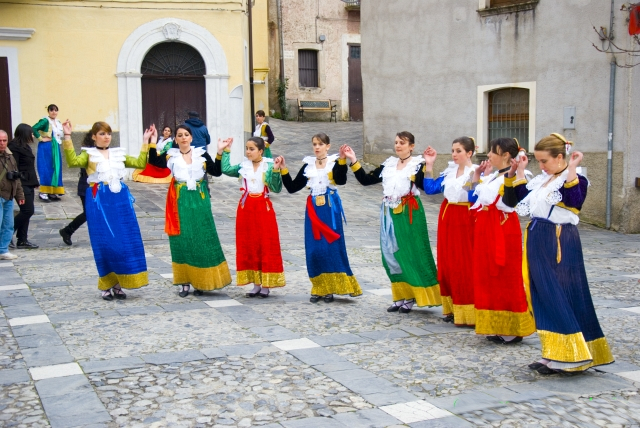
Vallje tradizionali a Civita, Calabria.

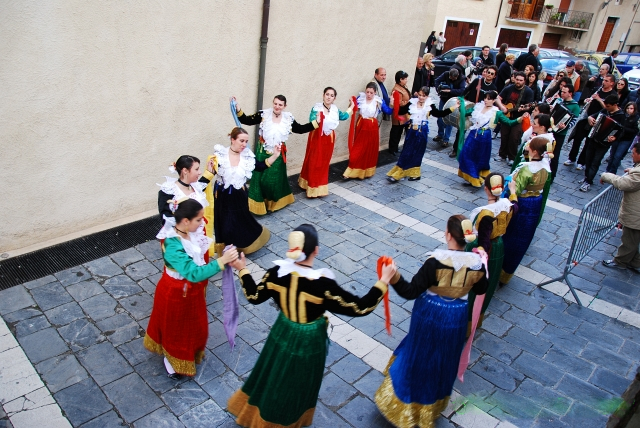
Vallje a Civita (CS)

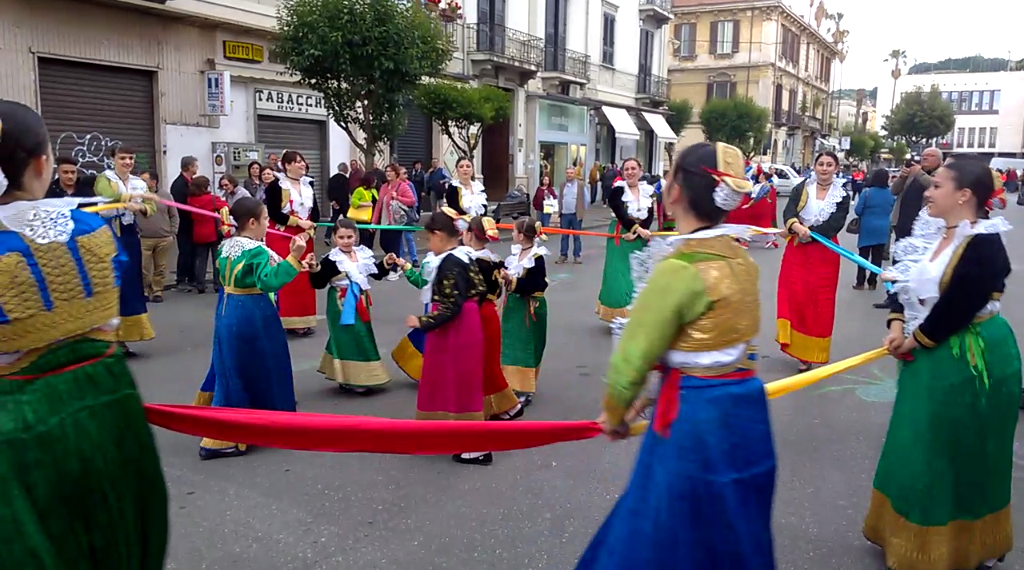
Le vallje di Santa Sofia d'Epiro a Cosenza durante la manifestazione Bukuria Arbëreshe.

Le danze arbëreshe (vallje), in albanese letterale valle, sono degli antichi balli di gruppo albanesi che prendono vita in alcune particolari feste, legate alle celebrazioni della Pasqua e ad altre occasioni di festa. Le vallje sono l'espressione folclorica di un popolo che non ha dimenticato la propria storia, le proprie radici. Questi balli rievocano una grande vittoria riportata da Giorgio Castriota Skanderbeg contro gli invasori turchi, per difendere la cristianità e la libertà del popolo albanese, proprio nell'imminenza della Pasqua. Si vuole infatti che proprio il martedì di Pasqua del 24 aprile del 1467, l'eroe albanese ha riportato una decisiva e importante vittoria sull'esercito turco. La vallja, quindi, da un ricordo bellico è stata trasformata come occasione di raduno dei vari paesi appartenenti alla etnia così che, almeno per un giorno all'anno, ci si sente uniti e accomunati da lingua, usi e costumi da non dimenticare.
Sono eseguite dalle donne in costume tradizionale albanese disposte in semicerchio, che tenendosi a catena per mezzo di fazzoletti e guidati all'estremità da due giovani, chiamati flamurtarë (portabandiera), si snodano per le vie del paese arbëresh accompagnate da canti di contenuto epico, che narrano la resistenza contro i turchi, rapsodie, storie di amore e di morte, canti augurali o di sdegno. Il più famoso di questi canti epici, il Canto di Scanderbeg, cantato il martedì di Pasqua, rievoca il terzo assedio turco della città di Croia. Molto popolari sono la rapsodia di Costantino il piccolo (Kostantini i vogëli), nota in Albania come la ballata di Ago Ymeri, il cui tema è il riconoscimento del marito dopo molti anni; e quella di Costantino e Garentina, una rapsodia diffusa nella penisola balcanica, registrata nelle raccolte dei folcloristi ottocenteschi, le cui suggestioni hanno ispirato la prima letteratura romantica europea.
Il ritmo della danza a volte grave e a volte aggressivo si rintraccia soprattutto nella vallja e burravet (la danza degli uomini). Questa vallja è composta da soli uomini che tratteggiano e ricordano nei loro movimenti la tattica di combattimento adottata da Castriota Scanderbeg per catturare il nemico. Ancora oggi si ama rinnovare questo senso di appartenenza a un'etnia che da oltre mezzo millennio vive in Italia, ed è uno degli appuntamenti più interessanti e significativi della tradizione e della comunità albanese d'Italia.
La vallja si svolgeva anticamente in quasi tutti i paesi arbëreshë il pomeriggio della Domenica di Pasqua, il lunedì e il martedì. Attualmente ha luogo solo il martedì dopo Pasqua (vallja e martës së Pashkëvet), principalmente nelle comunità albanesi di Calabria di Barile, Cervicati, Civita, Lungro, San Benedetto Ullano, San Demetrio Corone, Santa Sofia d'Epiro e in parte Ejanina, Firmo, Frascineto e San Basile. Alcune valle sono state riprese e interpretate dalle donne in costume di Piana degli Albanesi nella metà del secolo scorso.
La vallja compie fantasiose evoluzioni, e con improvvisi spostamenti avvolgenti "imprigiona" qualche cortese turista che, di buon grado, offre generosamente nei bar per ottenere il riscatto. Essi, quali nobili bulerë vengono ringraziati con i seguenti versi ed altri improvvisati al momento: "Neve kush na bëri ndër / akuavit na dha për verë. / Po si sot edhe nga herë / shpia tij mos past vrer!" (A noi chi fece onore / non diede vino, ma liquore. / Come oggi e in ogni tempo / la sua casa non abbia sventura!).

#### Gjitonia

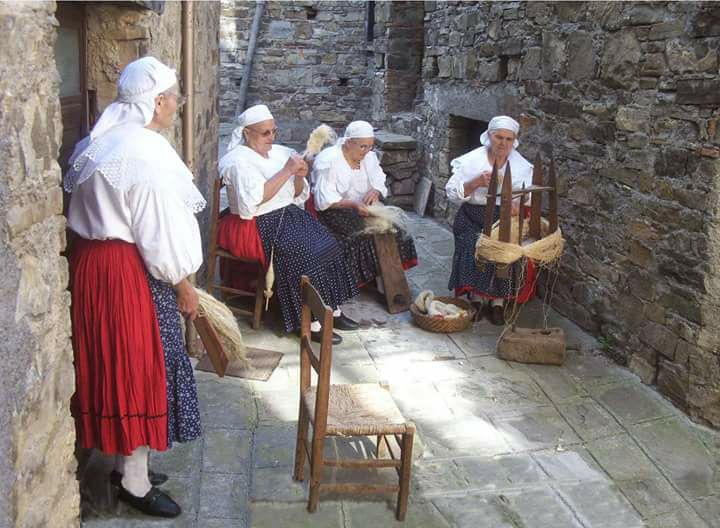
Donne di San Paolo Albanese (PZ) in Basilicata, lavorando ndë gjitonì.

La "gjitonia" è una forma di vicinato tipica delle comunità italo-albanesi e diffusa in tutta l'Arbëria. Viene dall'unione delle parole gjithë tonë (tutto nostro, familiare), ed è un tipo di aggregazione di derivazione balcanica, caratteristica dell'epoca medievale.
Microsistema intorno a cui ruota la vita del paese katund/horë, la gjitonia è una porzione più piccola del tessuto urbano una microstruttura costituita spesso da una piazzetta nella quale confluiscono i vicoli, circondata da edifici che hanno aperture verso uno spiazzo più grande (sheshi), che solitamente porta il nome dalla persona che vi abita.

### Costume
(Ernest Koliqi, 1964?)
Il costume tradizionale costituisce ancora oggi per gli arbёreshë uno degli elementi distintivi della loro identità. Parlando di costume degli albanesi d'Italia ci si riferisce in maniera assolutamente esclusiva al costume femminile, poiché quello maschile è scomparso da secoli, sostituito ed evolutesi con le forme standardizzate dell'abbigliamento moderno, anche se dal dopoguerra, per iniziativa di privati, enti o dai vari comuni si è ripreso il costume maschile d'Albania.
Il costume degli arbёreshë rappresenta uno dei tre secolari pilastri dell'antica identità albanese trapiantata in Italia, insieme alla lingua albanese e al rito bizantino. Per la policromia e la preziosità dei tessuti, testimoniata dall'utilizzo dei ricchi ricami in oro e argento, il costume tradizionale è uno dei segni più evidenti della diversità e della creatività culturale arbёreshë. Esso accompagna la donna italo-albanese nei momenti più significativi della propria vita.
Quasi ogni comunità albanese d'Italia possiede un tipico costume albanese, altri li hanno persi completamente. Esso difficilmente è uguale alle altre comunità, può esser simile a quello delle comunità albanesi vicine, ma varia dalla zona di origine da cui provengono. Di certo ha particolari in comune, come ad esempio la Keza, ed è di base di foggia bizantino-medievale.
Di singolare bellezza è il costume tradizionale di gala, indossato dalle donne in particolari ricorrenze come il matrimonio o le festività della Pasqua, dei battesimi e del santo patrono. I costumi sono veri e propri capolavori artistici che ripropongono l'antica simbologia orientale, alcuni attraverso il ricamo.
Famosissimo per lo splendore e la bellezza è il costume tradizionale arbëresh di Piana degli Albanesi.
Interessanti sono i costumi tradizionali femminili di San Costantino Albanese (costituito da un copricapo caratteristico, una camicia di seta bianca con merletti, un corpetto rosso con maniche strette ricamate in oro e una gonna su cui sono cucite tre fasce di raso bianche e gialle), Firmo (dal collo ampio e ricamato (mileti); una gonna lunga e ampia, plissettata e bordata), e Santa Sofia d'Epiro, San Demetrio Corone, Lungro, Frascineto, Plataci, Spezzano Albanese, San Basile, Vaccarizzo Albanese.

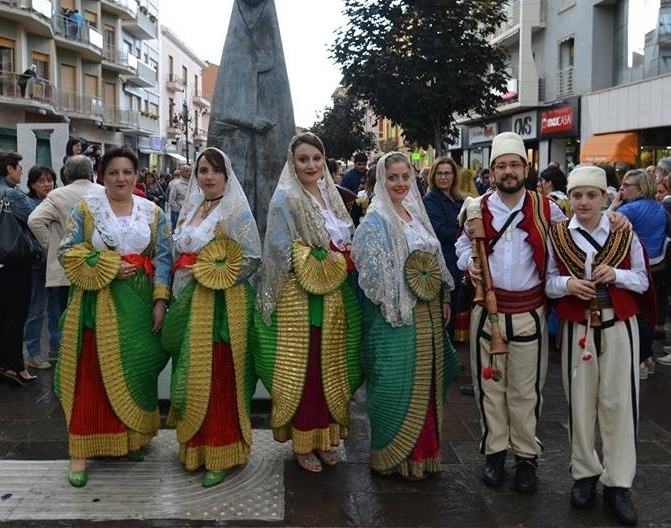
Costumi di Spezzano Albanese (CS)

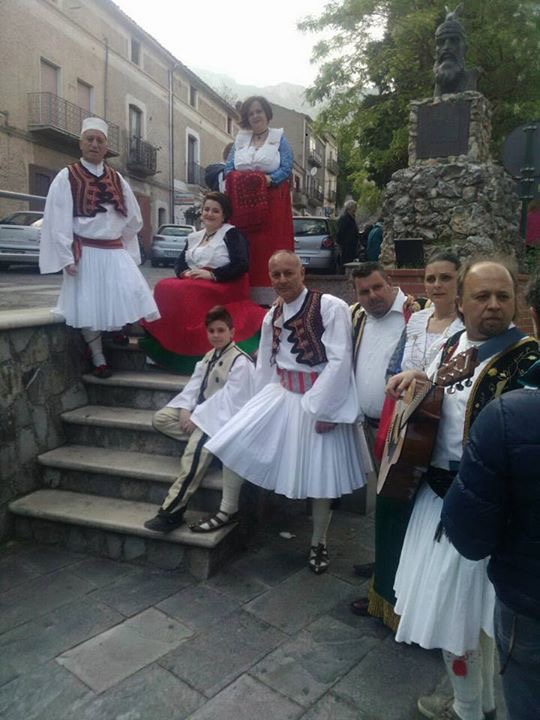
Costumi di Acquaformosa (CS)

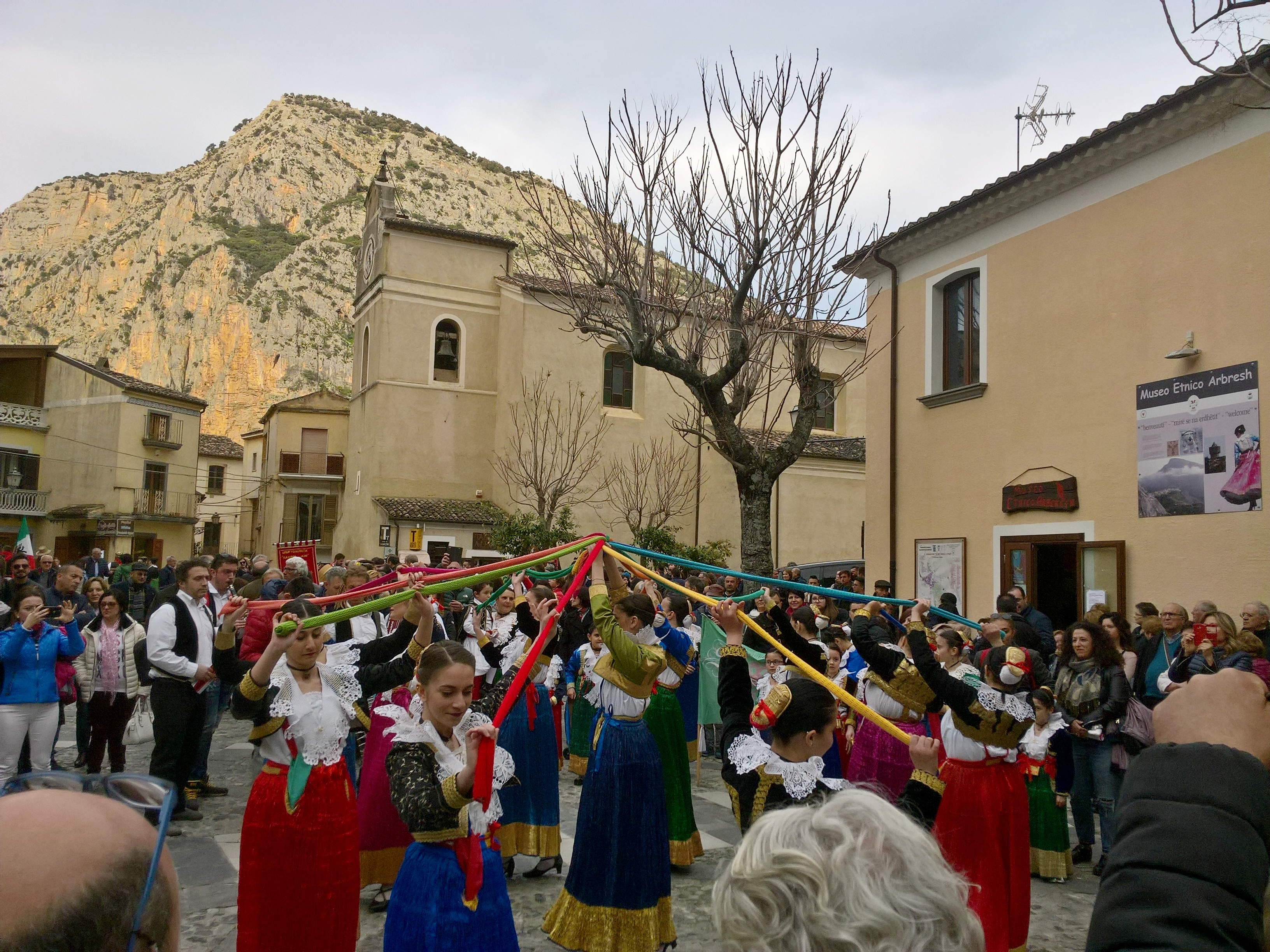
Santa Sofia d'Epiro (CS), comunità in festa, donne italo-albanesi nei tipici costumi femminili durante le Vallje.

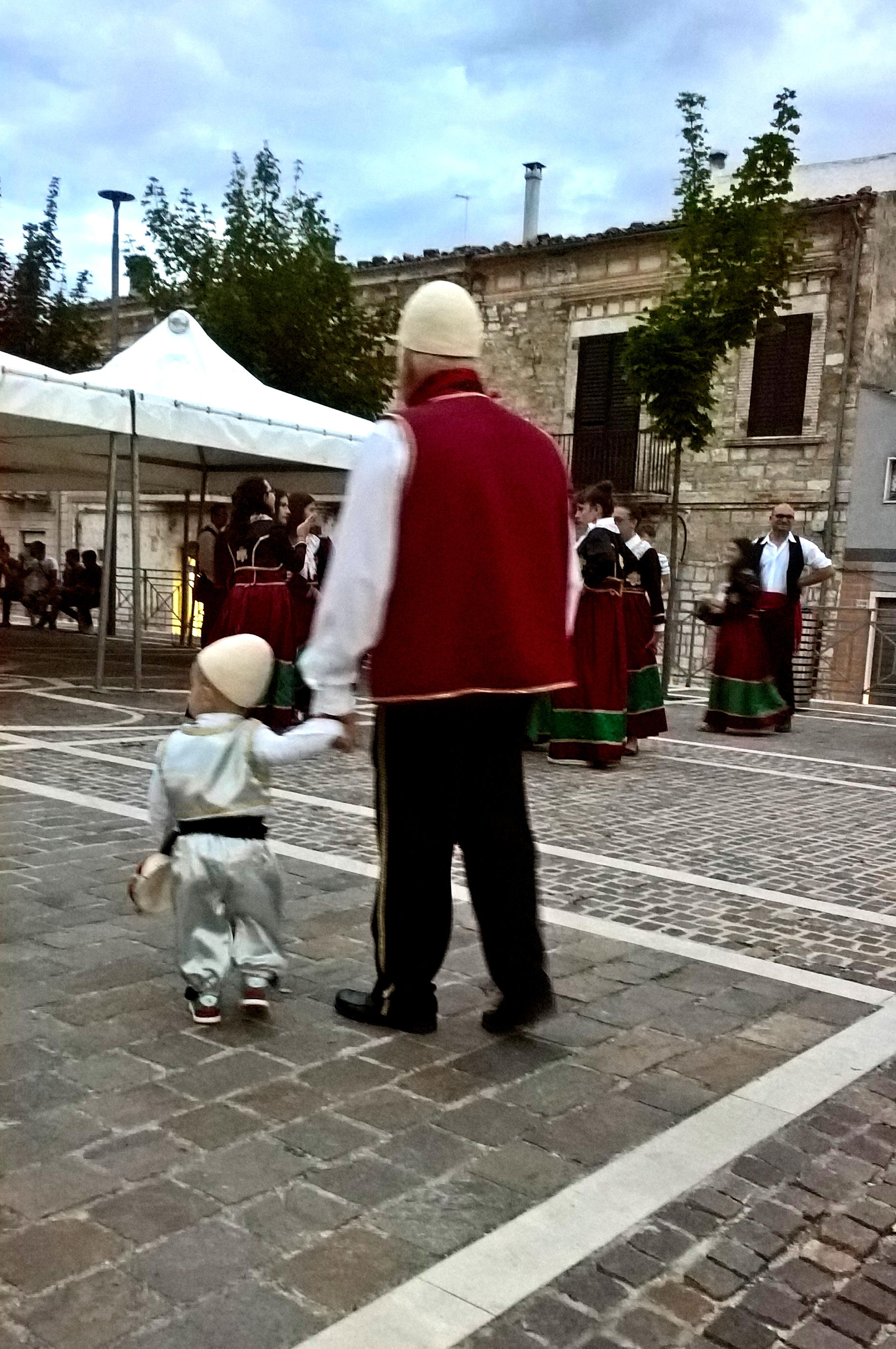
Costumi di Casalvecchio di Puglia (FG)

In linea di massima, con l'eccezione delle comunità della bassa valle del Crati, di San Costantino Albanese, San Paolo Albanese (PZ), Caraffa e Vena di Maida (CZ), dove, nella variante giornaliera, è ancora largamente indossato dalle persone anziane, sia pure in una versione notevolmente più corta di quella tradizionale, e di qualche rarissimo caso nelle comunità della presila greca, nel corso degli ultimi decenni, con un processo che si è accentuato soprattutto a partire dal secondo dopoguerra, il costume tradizionale è del tutto scomparso dall'uso quotidiano.

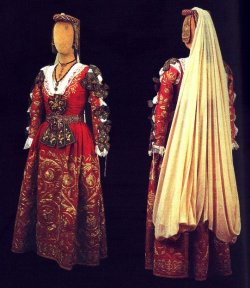
Ricco costume da sposa di Piana degli Albanesi (PA).

Non vi sono ancora studi approfonditi sui costumi di alcune comunità albanesi del catanzarese, di Puglia e del Molise, il cui costume è una ripresa dei modelli antichi secondo fonti scritte e iconografiche, e quello maschile su modello di quelli in uso presso gli albanesi d'Albania e dei Balcani.
Ciò nonostante, nella maggior parte delle comunità italo-albanesi, e in particolare in quelle della provincia di Potenza, Cosenza e Palermo (ad es. Piana degli Albanesi), esso conserva un valore simbolico pregnante, al punto che ogni anno artigiani specializzati continuano a confezionarne un grande numero di esemplari di gala, commissionati dalle famiglie per le figlie adolescenti che si affacciano alla ribalta della società, e che li indosseranno in occasione delle grandi feste folcloristiche o semplicemente li conserveranno come testimonianza estrema di identità.
È verosimile che a elementi originali, che gli arbёreshë portarono con sé da oltre Adriatico e Ionio, nel tempo si siano aggiunti alcuni elementi presi a prestito dai costumi della gente con cui i profughi vennero in contatto in Italia, e che, dalla rielaborazione dell'insieme, influenzata anche dalle mutate esigenze quotidiane, sia nata la foggia attuale dei costumi arbёreshë. Tali tesi, pur nella sua plausibilità, lascia aperti numerosi interrogativi, legati ad esempio, alla omogeneità della foggia del costume in aree a volte molto estese, alle relazioni tra i costumi degli albanesi d'Italia e quelli delle loro zone di provenienza oltre Adriatico all'epoca delle migrazioni e a quelle con i costumi delle comunità romanze, spesso grossi centri, su cui le comunità arbёreshe gravitano.
Esistono varie tipologie, seppur i materiali di studio non sono molto numerosi. Il lucano, a San Paolo Albanese e San Costantino Albanese (PZ), è una delle zone dove il costume tradizionale mostra ancora oggi la maggiore varietà e vitalità.
La provincia di Cosenza è quella che comprende il maggior numero di comunità arbёreshe e, insieme alla zona di Piana degli Albanesi (PA), anche quella in cui il costume tradizionale ha conservato più a lungo la sua funzione e la sua vitalità.
Nonostante la prassi di seppellire l'abito nuziale con la sua proprietaria (il caso di Santa Cristina Gela), utilizzandolo come abito funebre, sono ancora numerosi gli esemplari relativamente antichi dell'abito di gala o di suoi elementi particolari, e molti sono anche gli esemplari che vengono confezionati ogni anno da artigiani specializzati delle varie aree arbёreshe, che si attengono scrupolosamente al modello tradizionale.
L'abito tradizionale maschile è caduto in disuso in tutte le comunità, probabilmente, già nei primi tempi della diaspora e forse non è esistito un modello steriotipato comune. Pertanto si ha traccia in qualche rappresentazione pittorica per i luoghi di ultima fondazione, come per Villa Badessa in Abruzzo (XVIII secolo), con costumi maschili e femminili molto simili a quelli riscontrabili oggi in Albania (composto da calzoni di lana bianca, da un giubbetto anch’esso di lana, da una camicia bianca e da ghette fino al ginocchio. In testa il caratteristico cappello e alla vita una cintola per infilare le armi, con un gonnellino a pieghe, fustanella). Dal XX secolo c'e stata una generale ripresa dei costumi li dove il costume femminile ha tenuto le sue principali funzioni. Piana degli Albanesi ha sicuramente riproposto come prima, alla fine degli anni cinquanta, un costume maschile per esigenze sceniche, ispirandosi al mondo albanese dei Balcani e che potesse accordarsi anche cromaticamente a quello femminile. Da allora, in clima di ripresa etno-culturale e con più costanti rapporti con l'Albania, il costume maschile ha ripreso a essere utilizzato per le maggiori feste, a simbolo delle radici albanesi. Questo costume, in genere dei due tipi riscontrabili tra la zona ghega (brekt leshi) e tosca (fustanella), resta di grande importanza, se non per la ricchezza, almeno per il suo valore storico e tradizionale, pur se in “prestito” dalla tradizione culturale degli albanesi d’Albania.
In tutte le comunità arbëreshe il costume tradizionale, femminile e maschile, rappresenta la volontà di affermare e rendere visibili l’identità collettiva e il senso di intima appartenenza dell’individuo alla sua collettività. Il costume, in questo senso, può essere definito come un indicatore dell’identità albanese, che diventa abito e come tale “indossato” e sfoggiato per riaffermare la storia e l’origine comune, i valori e i saperi condivisi, l’appartenenza allo stesso universo culturale.

### Musica e canti
O e bukura Moré

si të lash e më nëng/ngë të pash.
Si të lash, si të lash

Si të lash e më nëng/ngë të pash.
Atje kam u zotin tatë

atje kam u zonjën mëmë

atje kam edhe tim vëlla
gjithë mbuluar nën dhe.
Ah.. Moj e bukura Moré
(Tra i più emblematici del repertorio profano, è il canto popolare più rappresentativo degli esuli albanesi d'Italia; nella pratica un vero e proprio inno nazionale.)

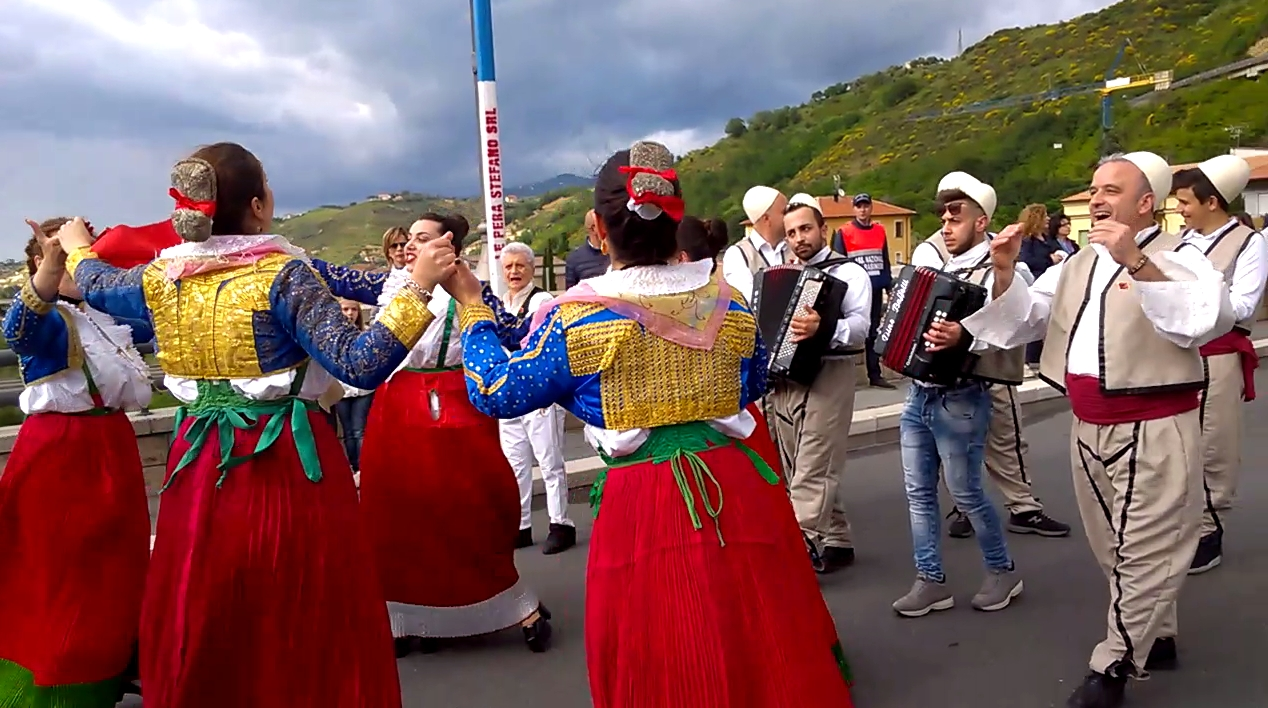
Canti e costumi di Lungro durante la manifestazione Bukuria Arbëreshe a Cosenza, in Calabria.

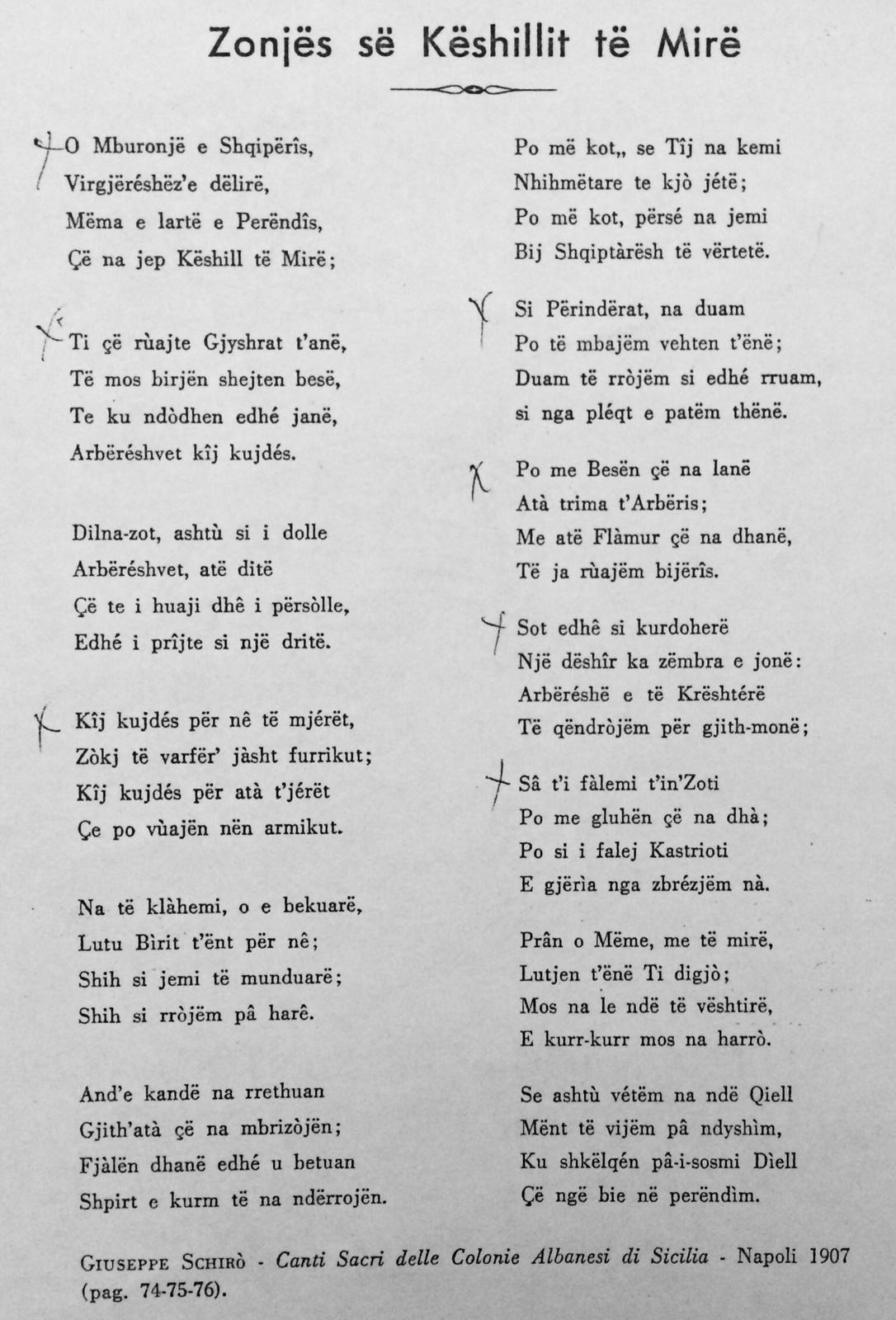
Il canto/inno "O mburonjë e Shqipërisë" (O scudo dell'Albania), Giuseppe Schirò, Canti Tradizionali ed altri Saggi delle Colonie Albanesi di Sicilia, Napoli 1907.

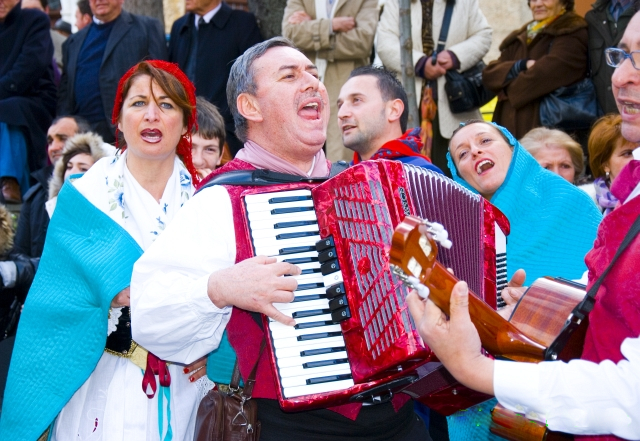
Musiche popolari albanesi cantate durante le Vallje a Civita

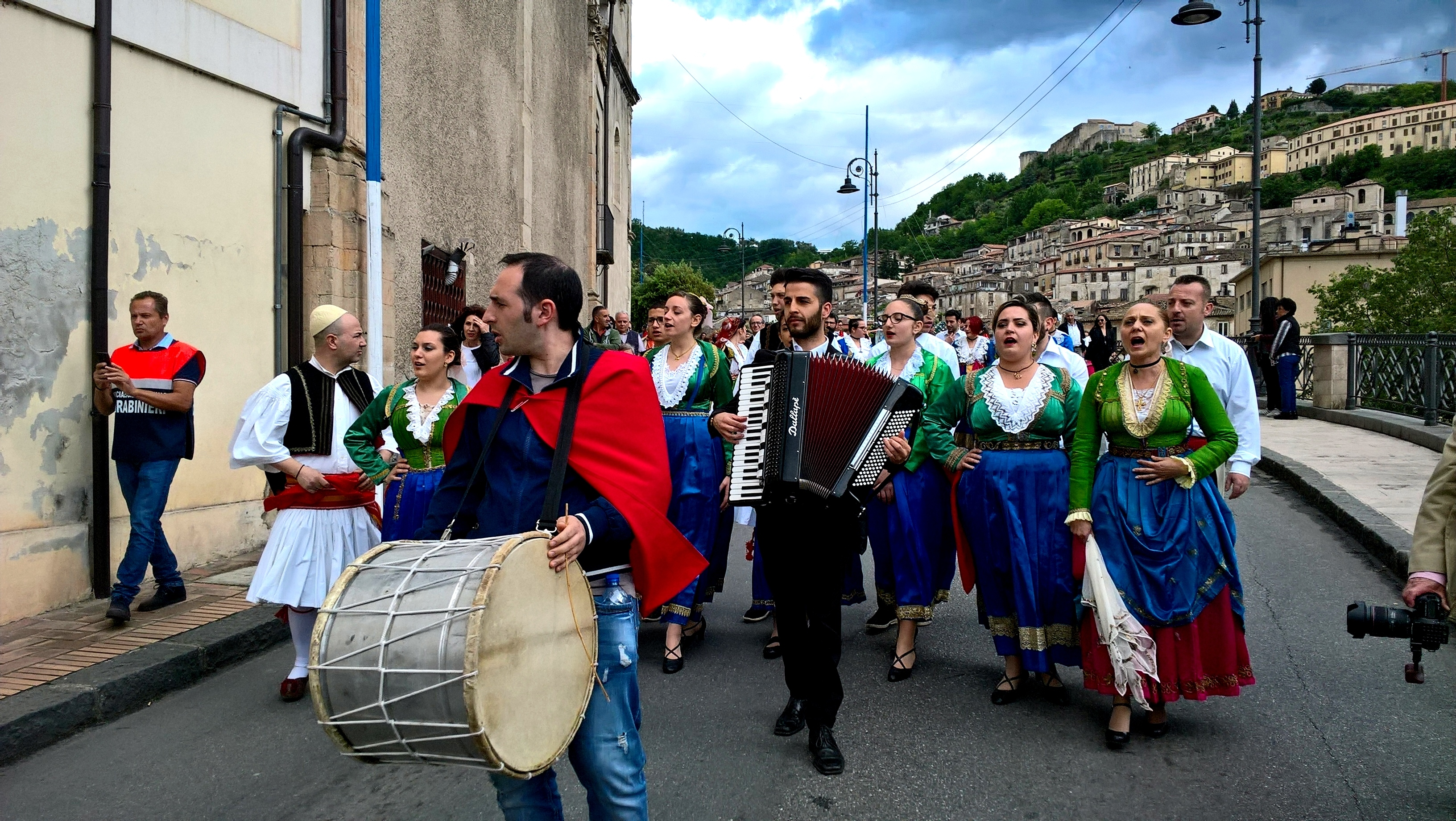
Costumi e rapsodie albanesi di San Benedetto Ullano.

L'oralità (gojarisë) è la caratteristica più lampante del popolo albanese d'Italia. La musica da sempre è uno degli strumenti più diretti e immediati con il quale il popolo arbëresh racconta sé stesso. Esso rafforza quel profondo senso d'identità e quell'innato orgoglio etnico rimasto immutato per secoli. Nelle canzoni arbëreshe c'è tutta l'essenza di un popolo, sfuggito dalla Penisona Balcanica e guidato dal condottiero Giorgio Castriota Scanderbeg, che andò ad abitare nelle terre dell'Italia centro-meridionale per sfuggire alla dominazione turco-ottomana.
I canti (këngat o kënkat) degli albanesi d'Italia narrano dei fidanzamenti, dei matrimoni, delle ninnananne, dei lamenti funebri (vajtimet), ma anche dei suoi antichi eroi, della guerra contro il turco e dello sconforto per la Madrepatria perduta per sempre. C'è la gioia, la tristezza, l'orgoglio di un popolo fiero delle proprie radici e della propria diversità culturale. Canti struggenti o gioiosi, cadenzati da un ritmo veloce oppure lunghi e prolissi come interminabili nenie, in essi c'è tutta la storia di un popolo e di un'identità che costantemente rischia di andare perduta. La musica degli albanesi d'Italia riafferma la diversità culturale, rinsaldando i legami e la comune appartenenza di tutti gli arbëreshë con l'Albania.
Tra i canti, popolari e colti, più conosciuti e interpretati vi sono: O e bukura Moré, Kopile moj kopile, Kostantini i vogëlith, O mburonjë e Shqipërisë. Negli ultimi tempi, legato a motivi prettamente mediatici, il canto Lule Lule mace mace è divenuto noto a livello sopranazionale.
La musica popolare arbëreshe presenta caratteristiche che l'avvicinano alle tradizioni musicali più antiche dei popoli del bacino del Mediterraneo. Le espressioni più autentiche del canto albanese d'Italia sono identificabili nella polifonia dei vjershë, le cui diverse modalità di esecuzione sono descritte nell'ambito del ciclo dell'uomo. Ivjersh sono del tutto riconducibili all'isopolifonia albanese d'Albania, inclusa dall'UNESCO tra i patrimoni orali e immateriali dell'umanità. L'isopolifonia fra gli italo-albanesi, oltre all'aspetto popolare, è diffusa anche a carattere sacro, ed è parte del loro patrimonio tradizionale, in modo particolare tra le comunità in Calabria. Essa è lo strumento con cui la comunità italo-albanese racconta se stessa e la sua diaspora, riaffermando la discendenza comune e rinsaldando i vincoli identitari, rammemora i valori condivisi e condanna le infrazioni sociali, socializza il lutto (lip) e sottolinea le occasioni sociali d'incontro. In quanto espressione privilegiata dell'oralità, accompagna e spiega la dimensione individuale e collettiva.

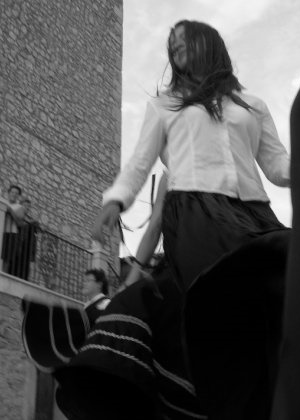
Canti e valle tradizionali albanesi a Greci, in Campania.

Sul piano socio-antropologico la musica italo-albanese riproduce tutto il travaglio storico e psicologico del "Popolo della Diaspora", esplica il sistema valoriale e la dimensione emica dell'identità.
I canti e il sentire del popolo albanese d'Italia sono stati raccolti in lingua arbëreshe dagli archivi di etnomusicologia (AEM) delle varie accademie nazionali.
Da un punto di vista puramente musicale, le melodie sono molto legate alla propria musica liturgica bizantina. Esse hanno come caratteristica l'uso dell'Ison, una nota o una parte vocale bassa, usata nel canto bizantino e alcune tradizioni musicali correlate per accompagnare la melodia, arricchendo così il canto, non trasformandolo - in questo caso - allo stesso tempo in un brano armonizzato o polifonico.
Per gli arbëreshë hanno un ruolo importante, se non essenziale, i canti della propria tradizione liturgica. I canti bizantini di Piana degli Albanesi, mantenutosi sostanzialmente intatti dal tempo della diaspora albanese in Italia, fanno parte del Registro delle Eredità Immateriali di Sicilia (REI) e sono dal 2005 riconosciute patrimonio dell'UNESCO.
Dal 1980, ogni anno nel mese di agosto, nel comune di San Demetrio Corone (CS), col patrocinio della Regione Calabria, la musica, il canto e le nuove sonorità degli albanesi d'Italia sono raggruppate ne "Il Festival della Canzone Arbëreshe" (Festivali i Këngës Arbëreshe), con l'obiettivo primario di valorizzare la lingua albanese e costituire un momento di aggregazione e richiamo per tutti gli italo-albanesi e, inoltre, con lo scopo di diffondere la cultura italo-albanese nella stessa Madrepatria.
Numerosi - in ogni katund/horë - sono i gruppi folcloristici che coltivano tradizioni musicali, cultura e canti polifonici della cultura albanese; non meno numerosi sono i gruppi corali delle varie parrocchie della Chiesa Italo-Albanese sparse in Italia, che tramandano gli antichi inni religiosi bizantini.
Nella ricerca delle nuove sonorità e linguaggi musicali si sono formati gruppi e bande accomunati dall'utilizzo della lingua albanese e dalla voglia di comunicare e mantenere le sonorità e i balli tradizionali d'appartenenza, e tra questi si possono menzionare: i Peppa Marriti Band e gli Spasulati Band da Santa Sofia d'Epiro in Calabria, mentre in Sicilia i giovani Shega da Piana degli Albanesi. Alcuni sono musicisti professionisti che compongono e cantano sonorità albanesi: Silvana Licursi da Portocannone (CB); Ernesto Iannuzzi da Firmo (CS); Pino Zef Cacozza da San Demetrio Corone (CS); Anna Stratigò da Lungro (CS); Caterina Clesceri, Letizia Fiorenza e Pierpaolo Petta da Piana degli Albanesi (PA).

### Arte

#### Pittura

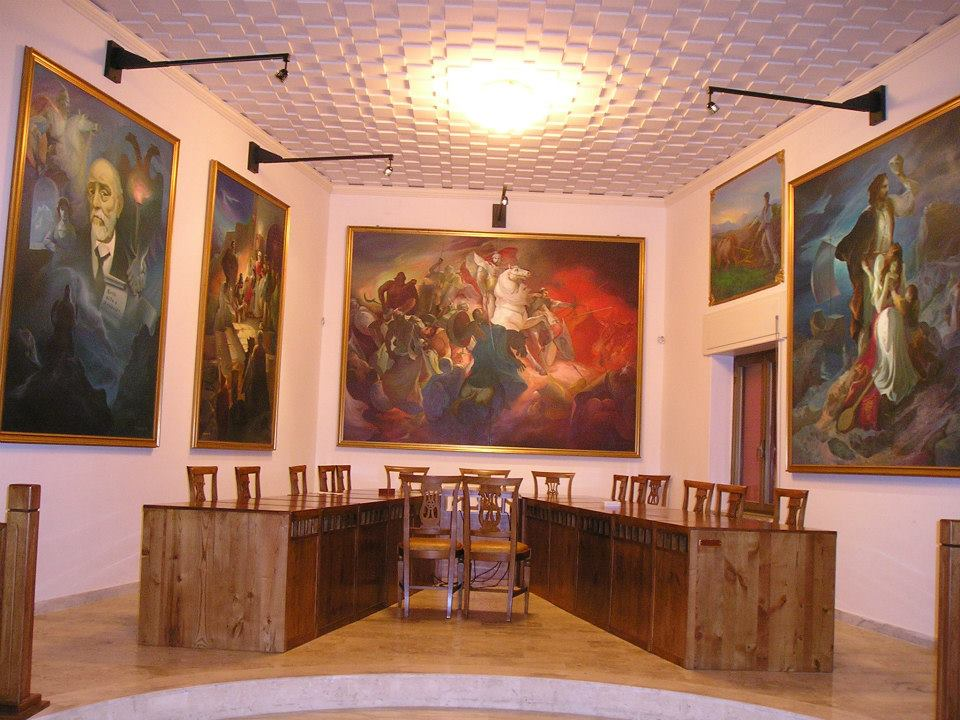
Pinacoteca di San Giorgio Albanese (CS) Calabria.

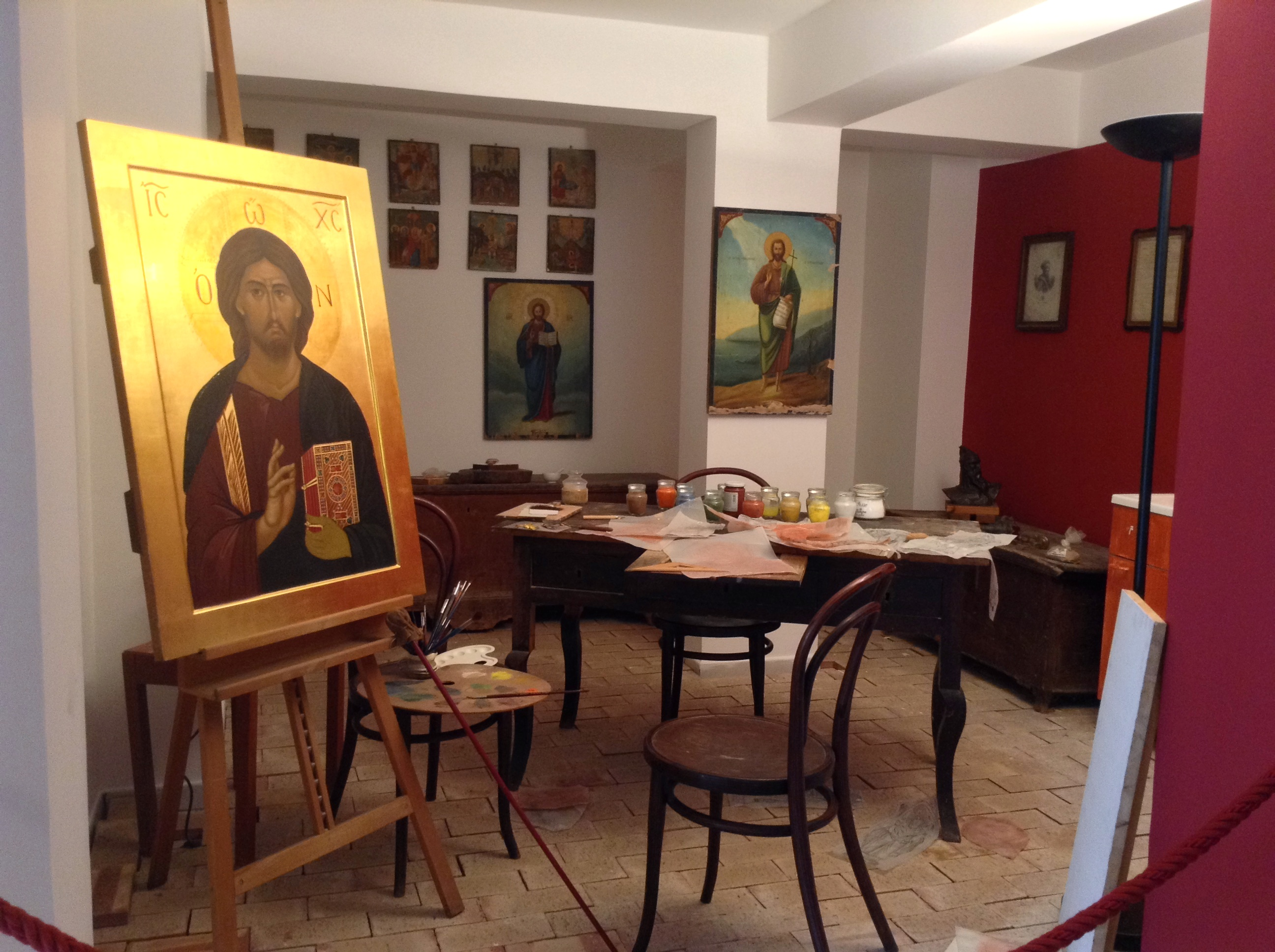
Museo delle Icone e della Tradizione Bizantina a Frascineto (CS) in Calabria.

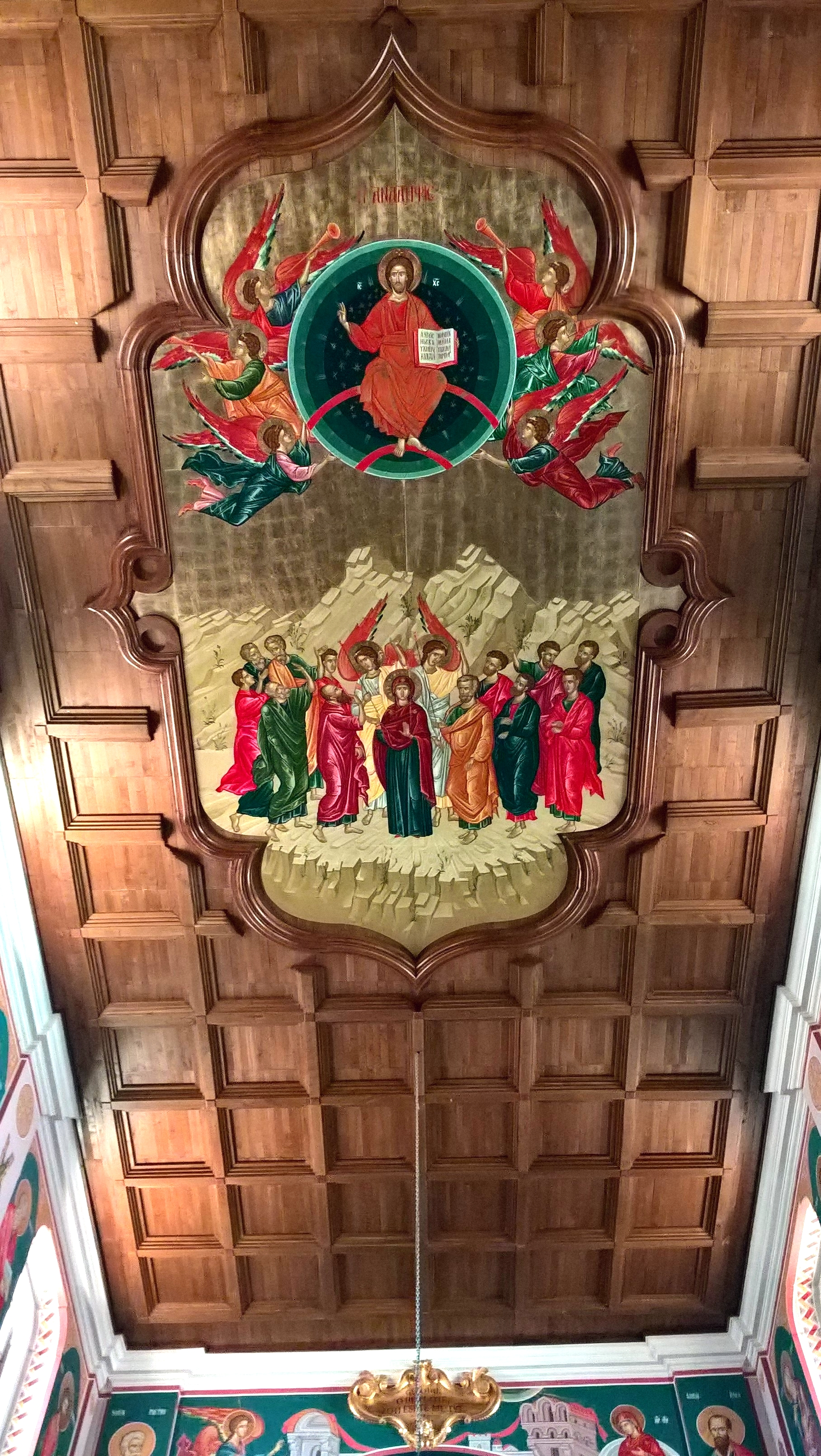
Soffitto della Chiesa Madre di San Costantino Albanese (PZ) in Basilicata.

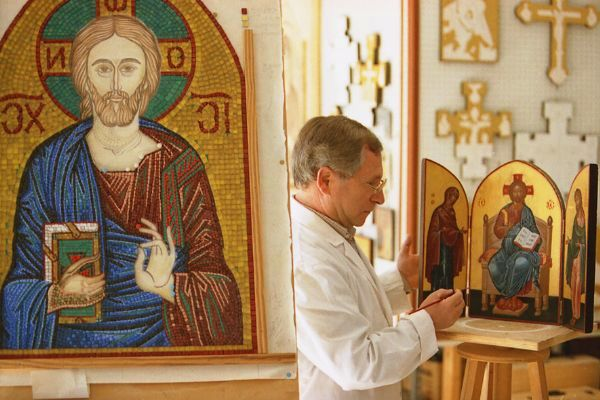
Iconografo e mosaicista di Piana degli Albanesi (PA) in Sicilia.

Non è nota alla cultura arbëreshe una tradizione pittorica profana di antica data. Storicamente, grande importanza riveste la tradizione iconografica, che, estintasi nei centri albanesi sul continente, ha vissuto stagioni di grande splendore nelle comunità albanesi della Sicilia.
Mentre nelle comunità appartenenti all’Eparchia di Lungro o in quelle ormai passate al rito romano la tradizione era, fino a non molti anni fa, testimoniata unicamente dalle leggende relative alla fondazione dagli avi albanesi dei paesi, da immagini di antiche madonne bizantine sopravvissute nelle chiese, o dall’eredità basiliana della chiesa di Sant'Adriano in San Demetrio Corone, le collezioni di icone dell’Eparchia di Piana degli Albanesi (specialmente di Palermo, Piana degli Albanesi e Mezzojuso), costituiscono un capitolo di interesse nella storia dell’arte iconografica italo-albanese.
Grazie ai rapporti con i monasteri cretesi e con l'Albania (Ciamuria in Epiro), nelle comunità albanesi di Sicilia giunsero ed operarono numerosi iconografi certo-arvaniti. Sebbene non manchino esemplari notevoli di scuola cretese attribuibili al XVI secolo, la stagione di maggior produttività iconografica nelle comunità dell’Eparchia di Piana degli Albanesi, fu senz’altro il XVII secolo, al quale risalgono le opere attribuite al cosiddetto maestro dei Ravdà ed al cosiddetto maestro di Sant’Andrea, nonché le numerose icone dipinte dal monaco firmato Ioannikios, che avrebbe operato in due periodi successivi, intorno al 1630 e successivamente dal 1664 al 1680, ospite del monastero basiliano di Mezzojuso. Allo stesso secolo appartengono anche le mirabili opere di due iconografi cretesi rimasti finora anonimi, che non sembra, tuttavia, abbiano operato in Sicilia, ed una tavola pluritematica di Leo Moschos, esponente di una famiglia di iconografi molto nota nei territori veneziani e nella stessa Venezia. 
Dopo il XVII secolo anche in Sicilia la tradizione iconografica si affievolisce, e la pittura religiosa tende a far propri i caratteri dell’arte popolare ed i modi occidentali.
L'arte iconografica italo-albanese vive una stagione di grande risveglio negli ultimi decenni, nel quadro di un processo di riscoperta e di ristabilimento dell’autenticità della tradizione orientale che coinvolge con vigore tutta la Chiesa Italo-Albanese. La riscoperta della tradizione iconografica non si limita ad un lavoro di ricerca, di studio e di fruizione passiva del patrimonio ereditato, ma si traduce in maniera sempre più evidente in un'opera di riproposizione creativa, che nel rifacimento degli eredi ecclesiastici, ormai in fase avanzata in tutte le chiese dell’Eparchie, vede impegnati sia iconografi provenienti dalla Grecia, che iconografi arbëreshë ed a volte italiani, come artisti d’Albania, come Josif Droboniku, giunti in Italia con le grandi immigrazioni degli ultimi anni. Lo stesso monastero di Grottaferrata ha avuto ad inizio secolo una proficua scuola di pittura sacra neobizantina, diffusa anche nelle eparchie.
Presso l'Eparchia di Lungro interamente affrescate sono le pareti del santuario dei santi Cosma e Damiano, a San Cosmo Albanese, e della chiesa parrocchiale di Santa Sofia d’Epiro (CS), mentre soluzioni intermedie sono state scelte per gli altri edifici ecclesiastici. D’altra parte, nelle chiese di entrambe le Eparchie, numerosi sono gli esempi di pittura sacra occidentale sia nei temi che nei modi in cui questi vengono trattati. Le opere ricoprono, nella massima parte, un periodo che va dal 1600 al primo novecento e ricalcano i caratteri generali tipici della pittura del periodo relativo, sia per quel che riguarda le peculiarità delle scuole operanti localmente che le influenze delle grandi correnti dell’arte. 
Autori ne sono pittori di una certa notorietà, come Alviero Sozzi o Sebastiano Conca, entrambi esponenti del 1700 siciliano, o, più spesso, anche artisti locali rimasti anonimi.
Esistono localmente nelle varie comunità numerosi e specializzati iconografi, sia fra i religiosi che i laici.

#### Mosaico

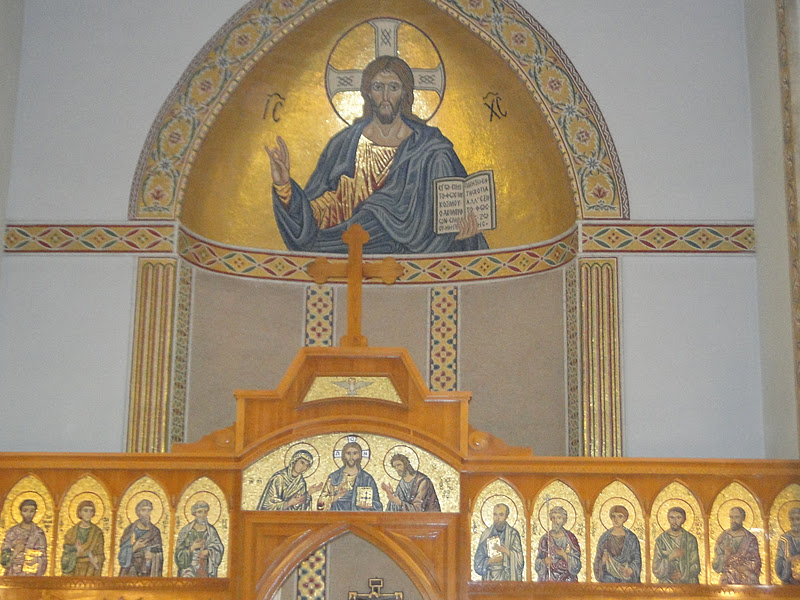
L'interno della Chiesa di Santa Macrina delle Suore basiliane italo-albanesi di Palermo (Sicilia)

Nelle chiese delle due Eparchie vive negli ultimi decenni una stagione di sviluppo l'arte del mosaico.
Particolarmente apprezzato sul piano artistico è il grande mosaico absidale raffigurante la Platitera, nella cattedrale di Lungro (CS), mentre le pareti della chiesa parrocchiale di Acquaformosa (CS) sono interamente ricoperte da mosaici.
A livello profano, numerosi sono gli artisti arbëreshë contemporanei, alcuni dei quali molto affermati in campo nazionale, come Franco Azzinari, da San Demetrio Corone (CS), di cui i colori di Ferruccio D’Angelo, da Civita (CS), e Costantino di Ciancio, da Marri (CS), dalle cui tele emergono con straordinaria plasticità, quasi sculture, singolari figure di donna o scorci di paesaggio. A livello sacro, affermato localmente è l'artigiano artista Spiridione Marino da Piana degli Albanesi (PA).

#### Cinema
Gli italo-albanesi sono stati oggetto di studio documentaristico nei reportage italiani o stranieri, spesso albanesi nel periodo della dittatura comunista.
Sono stati presentati con il progetto Albasuite (2007) documentari sulla cultura albanese d'Italia (fra questi Il senso degli altri). Il cortrometraggio "Shkova" (2013) del regista arbëresh Daniele Farai, interamente in lingua albanese, finanziato dall’Assessorato alle minoranze linguistiche della Regione Calabria e prodotto dal Comune di San Basile, ha partecipato a vari Festival del cinema, come alle edizioni 2013 del “Mecal - Festival Internacional de Cortometrajes y Animación” di Barcellona, al “ShortShorts - Film Festival & Asia” di Tokyo, al “Sapporo - International Short Film Festival and Market” in Giappone e al “Silhouette Festival - courts métrages” di Parigi. Della regista Francesca Olivieri il lungometraggio in albanese/arbërisht dal titolo “Arbëria“ (2018), prodotto dalla Open Fields Productions, in collaborazione con le Regioni Calabria e la Basilicata, con il patrocinio dei Comuni di Oriolo, Acquaformosa, San Giorgio Albanese e San Demetrio Corone e in partnership con la rete internazionale di imprenditori albanesi “Rida” e con la società di produzione lucana ArifaFilm, racconta l’eredità della cultura albanese e, in particolare, le comunità che abitano i piccoli borghi di Calabria e Basilicata.

### Cucina

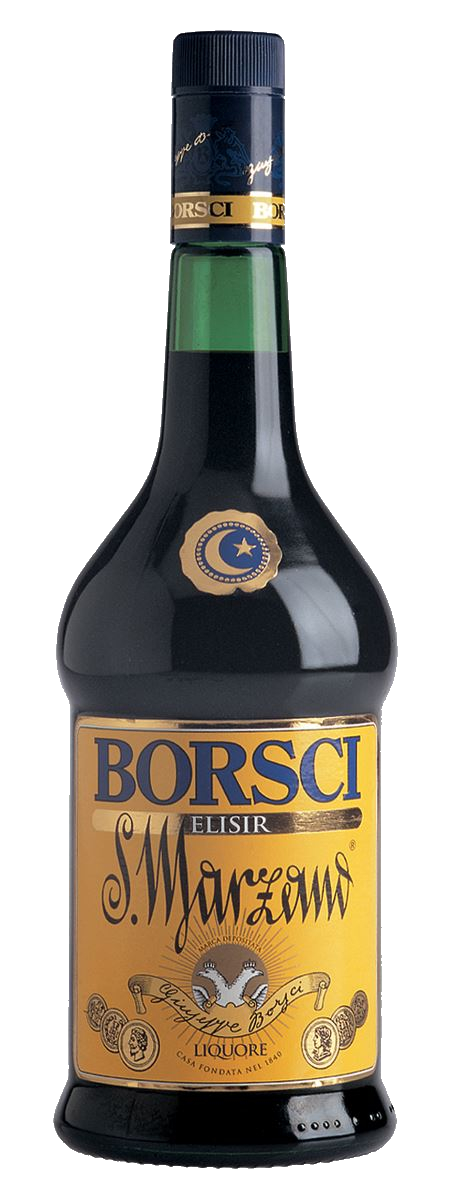
Il liquore Borsci S. Marzano (TA)

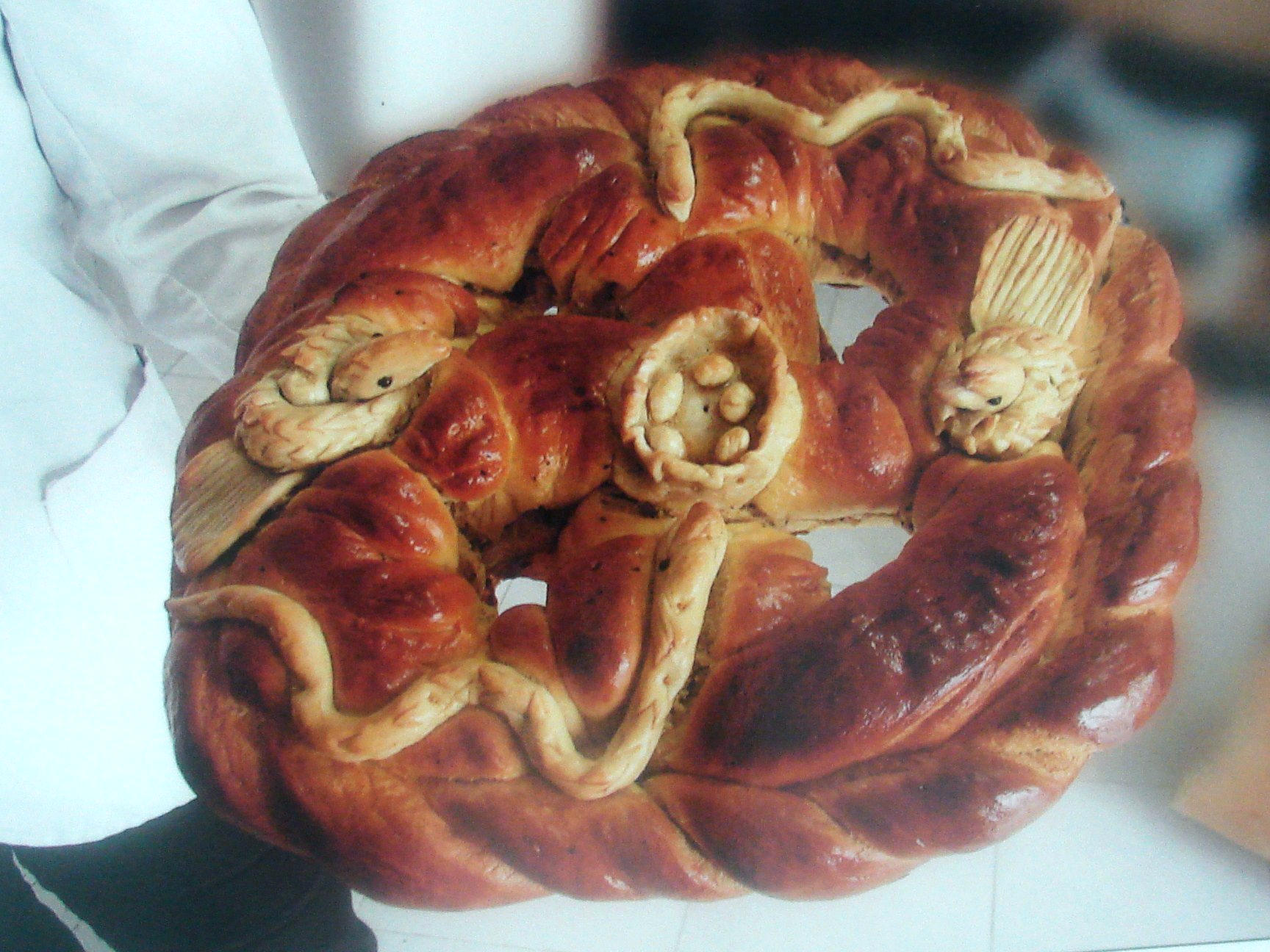
Il dolce nuziale Kulaçi a San Costantino Albanese (PZ)

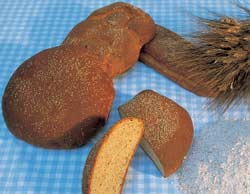
Il rinomato pane (buka) tipico di Piana degli Albanesi (PA)

La gastronomia degli albanesi d'Italia (të ngrënit/ushqimi i arbëreshëvet t'Italisë) è sostanzialmente Mediterranea e si esprime nella tradizione più profonda albanese dai tempi della diaspora, con piatti e dolci diffusi similarmente in tutte le comunità in Italia. Non mancano delle inevitabili contaminazioni, ma si è in qualche modo mantenuta inalterata - almeno fino ai tempi più recenti - qualcosa di diverso, un difforme modo di lavorazione, l'associazione di un cibo a un particolare contesto e momento sociale o religioso, annoverando così piatti tipici e unici della cucina arbëreshe.
Essa è del tutto completa, in quanto spazia dagli antipasti ai dolci, dai primi ai secondi piatti, dalle zuppe alle minestre, dai piatti di carne a quelli di pesce, dai contorni alle verdure. Un cenno particolare per le conserve, i farinacei e le focacce, nonché per i dolci tradizionali, vero caposaldo della cucina albanese.
La cucina albanese in taluni paesi è molto semplice, ma saporita per gli aromi utilizzati nei piatti. Alcune ricette, estrapolate dal folto gruppo di soluzioni culinarie degli Albanesi d'Italia, sono: fra i primi piatti vanno segnalati il tumacë me tulë, tagliatelle con sugo di alici, mollica fritta e granella di noci; i dromesat, pasta fatta con grumi di farina cucinati direttamente nei sughi; le shtridhelat, tagliatelle ottenute con una particolare lavorazione e cotte con ceci e fagioli. Tra i secondi in alcune comunità è molto utilizzata la carne di maiale; ottime le frittate come la veze petul di cicoria, cardi selvatici, scarola e cime di capperi. Il tepsi di Villa Badessa (PE) è una rivisitazione del byrek albanese, farcito con spinaci, cipolle e pinoli, senza carne macinata. Nelle grandi ricorrenze c'è un grande uso dei dolci, come i kanarikuj, grossi gnocchi bagnati nel miele, le kasolle megijze, un involtino pieno di ricotta, la nucia, dolce con la forma di fantoccio con un uovo che raffigura il viso, in Basilicata il taralji i qethur, ovvero il tarallo della sposa, e molti altri.
Caratteristico è il dire sia prima che dopo mangiato: "Ju bëftë mirë!" (Buon appetito!, lett. Buon pro vi faccia).